# Кононенко, Виталий Александрович
Виталий Александрович Кононенко (род. 13 августа 1935 г., с. Новый Свет, Краматорск, УССР) — украинский живописец, портретист, член Национального союза художников Украины.

## Биография

### Ранние годы и образование
Виталий Кононенко родился в Краматорске, УССР, в поселке Новый Свет. Отец художника, Александр Семенович Кононенко, работал бухгалтером на Старокраматорском машиностроительном заводе, а мать, Ефросинья Степановна Кононенко (в девичестве Чвалун), также работала бухгалтером в строительном предприятии «Донмашстрой». Дед художника, Семен Кононенко, был успешным строителем.
27 октября 1941 года в город вошли немецкие войска, и почти сразу дом, где проживала семья, был оккупирован и переоборудован в военный штаб, а семья переселена в летнюю кухню. Город оставался под нацистской оккупацией до сентября 1943 года, и все это время семья художника жила рядом с немецкими военными. В этот период Виталий Александрович начал заниматься рисованием.
В середине августа 1943 года советские войска начали вторую Донбасскую наступательную операцию, и в начале сентября город был освобожден. Во время отступления немцы уничтожили свои штабы, в том числе дом семьи Кононенко и все их имущество. В это же время, во время очередной бомбежки, погиб отец художника. После освобождения города начался послевоенный период, сопровождаемый дефицитом продовольствия. Семье пришлось переехать в поселок Партизанское и временно жить у друзей.
В послевоенные годы, когда жизнь начала возвращаться в привычное русло, семья Кононенко несколько раз меняла временное жилье. Виталий учился в железнодорожной школе № 41 в старой части города, где также училась юная Майя Булгакова.
Мать будущего художника во второй раз вышла замуж, и семья переехала в новую часть города; Виталий поступил в школу № 12, где его интерес к искусству начал только расти. Ещё юношей Виталий понял, что будет художником, и постоянно рисовал. Бумагу было очень трудно достать, поэтому он рисовал на обороте старых фотографий. Когда Виталию было 14 лет, мать отправила его в Харьков. В 1949 году Виталий Александрович поступил в Харьковское государственное художественное училище, где учился с 1949 по 1954 год. Его преподавателями по специальности были М. С. Слипченко, П. Шигимага, Ю. Стаханов. Все это время Виталий Александрович жил у сестры своего отца Ольги в Харькове в Семиградском переулке, 7. Во время практики в поселке Кочеток будущий живописец написал свои первые пейзажи.

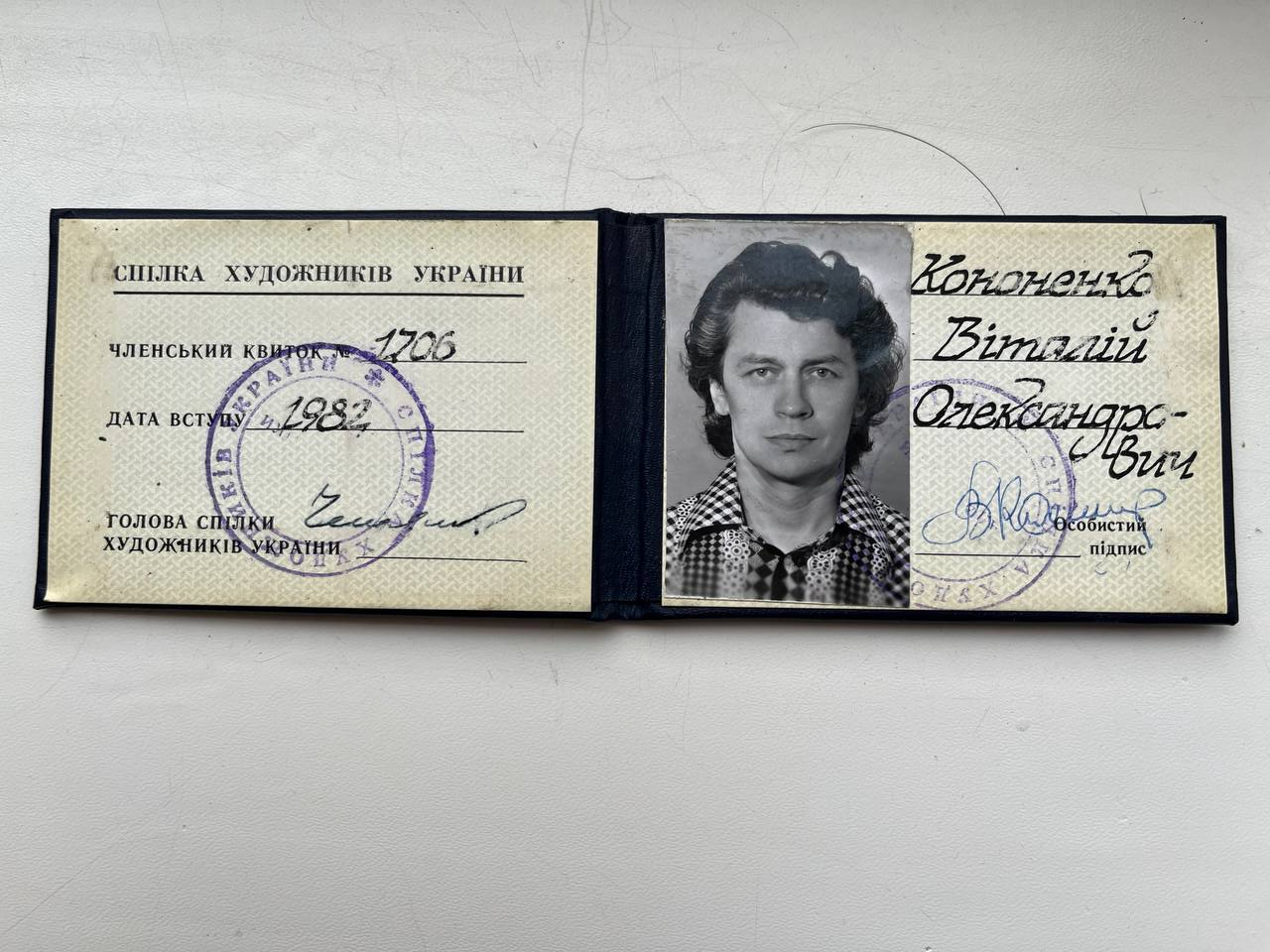
Членский билет Союза Художников Украины

### Начало творческого пути
После окончания училища в 1955 году молодого художника направили по распределению в город Сумы, где он получил должность декоратора. Переезд оказался временным решением, и уже через год он вернулся в Краматорск. Вернувшись к семье, Виталий вскоре попал под призыв и был отправлен во внутренние войска МВД служить охранником в тюрьме в поселке Ныроб, Пермский край, РСФСР. Через полгода службы Виталий Александрович получил травму бедра, и его комиссовали домой в Краматорск. Здесь и начался первый период его работы как художника.
После службы Виталий вернулся к искусству и в период с 1956 по 1963 год работал в кинотеатре «Родина», где рисовал афиши. В декабре 1958 года он женился на гречанке Неониле Сергеевне Кононенко (в девичестве Темиренко). У них родилась дочь Виктория, и в это время Виталий Александрович написал свои первые авторские работы «Вечерний интерьер», «Натюрморт с апельсинами», «Портрет в красном», «Коровы», «Покровский собор в Харькове», «Натюрморт с тыквой», «Кофейный сервиз» и другие.

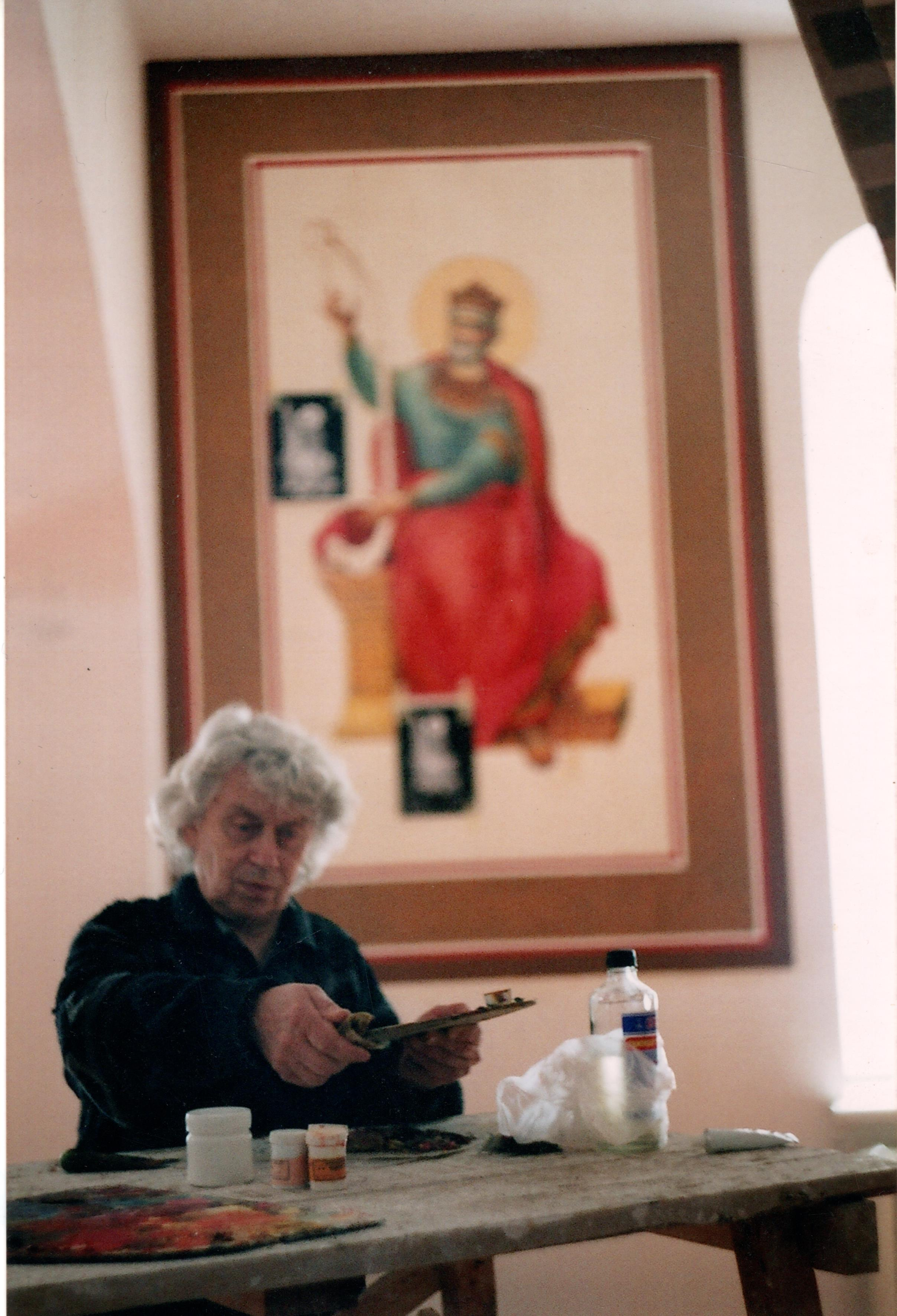
Виталий Кононенко пишет икону в Святогорской Лавре.

### Период работы в Донецком художественном фонде
С 1963 по 1982 годы Виталий Александрович работал в Донецком художественном фонде. Первые его работы в этот период были выполнены в стиле соцреализма. Такие произведения, как «Полевой стан», «Минута молчания», «После смены» и другие, сейчас принадлежат Краматорскому художественному музею. Такие произведения, как «Летчик-снайпер капитан Н. Казаков», «Минута молчания», «В небе», «Ночной полет», «На южных рубежах», «Полевой стан», «После смены», «Преподаватель», «Наш участковый», «Инструктаж», «В летнюю ночь», «Дети играют», «Юные гимнастки» и др, ныне хранятся в частной коллекции внука художника. В этот период художник создал ряд работ для образовательных учреждений, воинских частей, заводов, детских садов и предприятий. В начале семидесятых впервые получил личную мастерскую по адресу: город Краматорск, ул. Песчанова, 7. В этом здании вместе с ним работали такие художники как Иван Иванович Базилевский, Вячеслав Владимирович Гутыря, Петр Федорович Шаповалов.

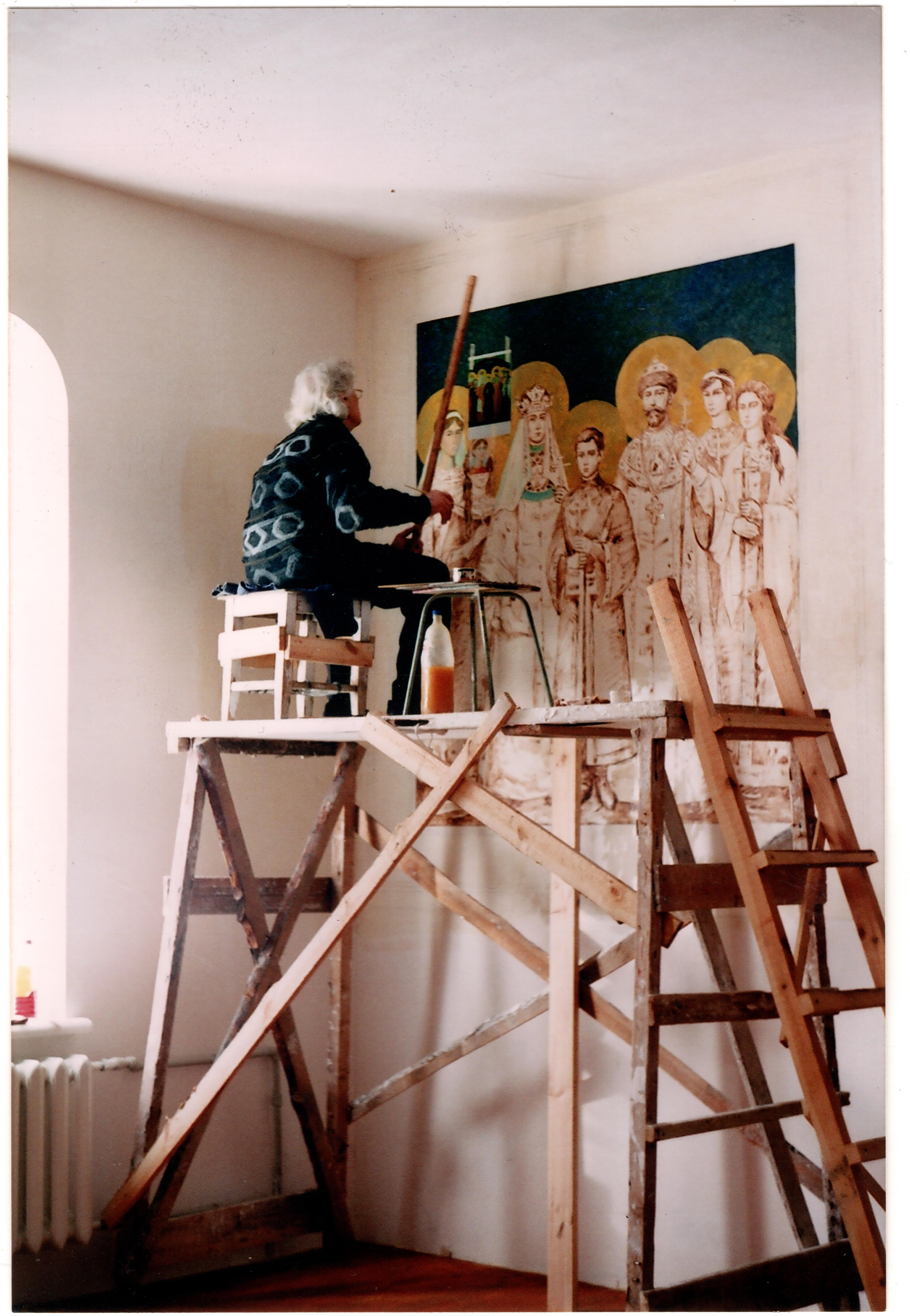
Виталий Кононенко пишет многофигурная композицию. Святогорская Лавра.

В восьмидесятые работы Виталия Александровича уже начали регулярно выставляться в Краматорском художественном музее. Он принимал участие в выставках в Донецке, Киеве, Волгограде, Москве.
Признание его работ на выставках в Донецке и Киеве открыло путь для вступления в Национальный союз художников Украины, куда Виталий Александрович был принят в 1982 году (членский билет № 1706). Он участвовал в творческих встречах в Седневе, где познакомился с Тетяной Яблонской и Альбином Гавдзинским. Путешествовал по Карелии, Эстонии, Крыму, Кавказу, Краснодарскому краю. Большинство его работ за период с 1982 по 1992 годы характеризуются сменой стиля, отходом от соцреализма и переходом к портрету и пейзажу в стилях реализм и фантастический реализм. В это время он пишет такие работы как «Ожидание», «Вита», «Ночь на Донце», «54-я весна», «Подснежники», «Зимняя сказка» и другие. За это время подарил много работ Краматорскому художественному музею. Провел персональную выставку в Краматорске в 1981 году, совместную с Еленой Кулик выставку в Краматорске в 1992 году. С 1984 года он стал наставником начинающей художницы Елены Кулик.

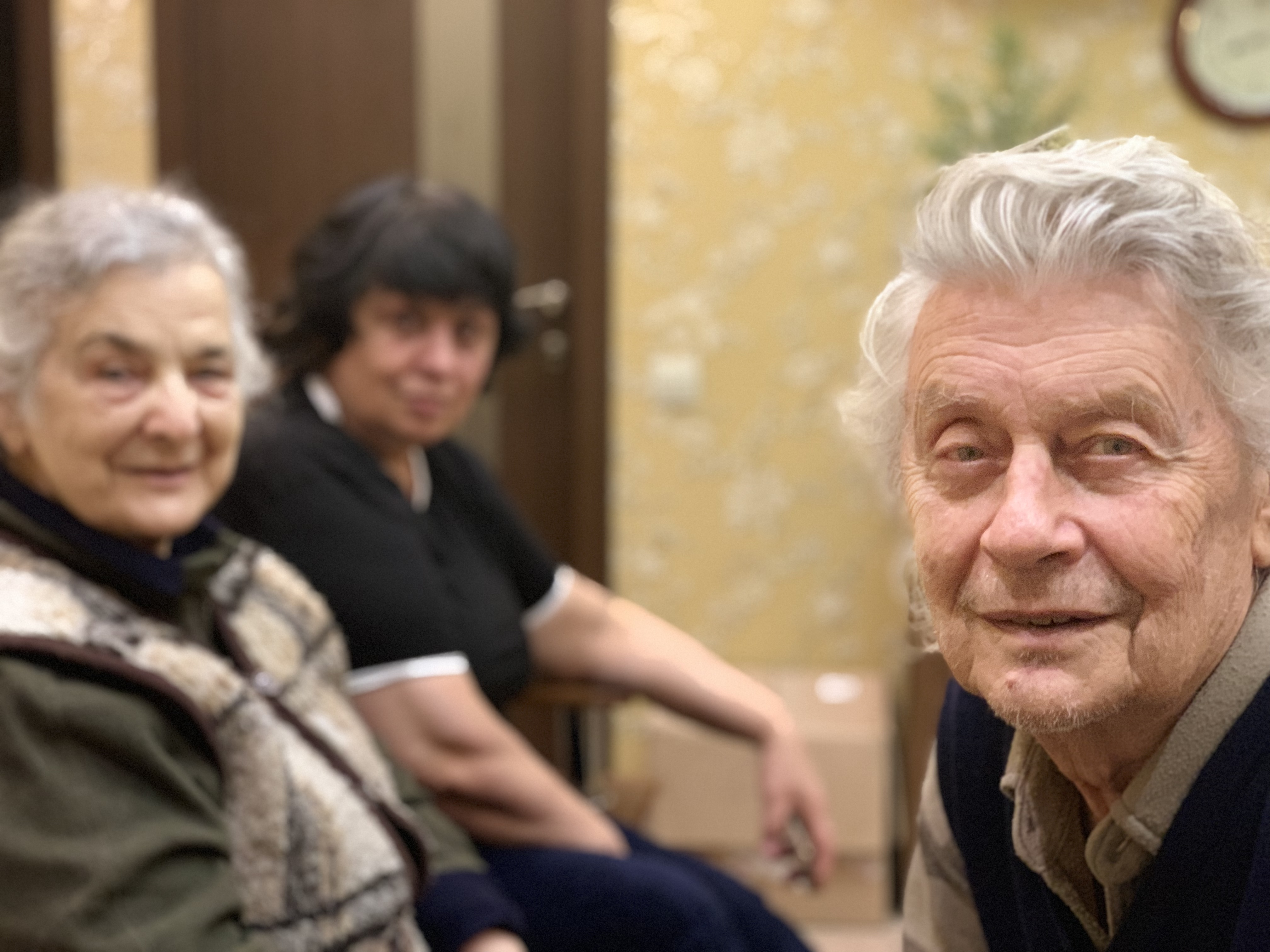
Виталий Кононенко дома с семьей. Харьков 2018.

### 1990-е
После распада СССР в 1991 году экономика Украины столкнулась с кризисом: гиперинфляция и ограниченные возможности для творческих профессий привели к тому, что художники начали искать альтернативные источники дохода. В 1990-е годы, столкнувшись с финансовыми трудностями, Виталий Александрович был вынужден адаптироваться к новым рыночным условиям. Он переориентировал свою деятельность на создание портретов для частных клиентов, что стало его основным источником дохода. В 1995 году он вместе со своей ученицей Еленой Кулик выкупил у художественного фонда новую мастерскую по адресу: г. Краматорск, ул. Быкова, 17. До 1995 года заказы поступали не только из Украины, но и от украинской диаспоры за рубежом, включая США и Канаду. В начале 90-х годов художник также много писал акварелью. В 1996 и 2004 годах он провел персональные выставки в Краматорске, а также в Донецке в 1996 году.

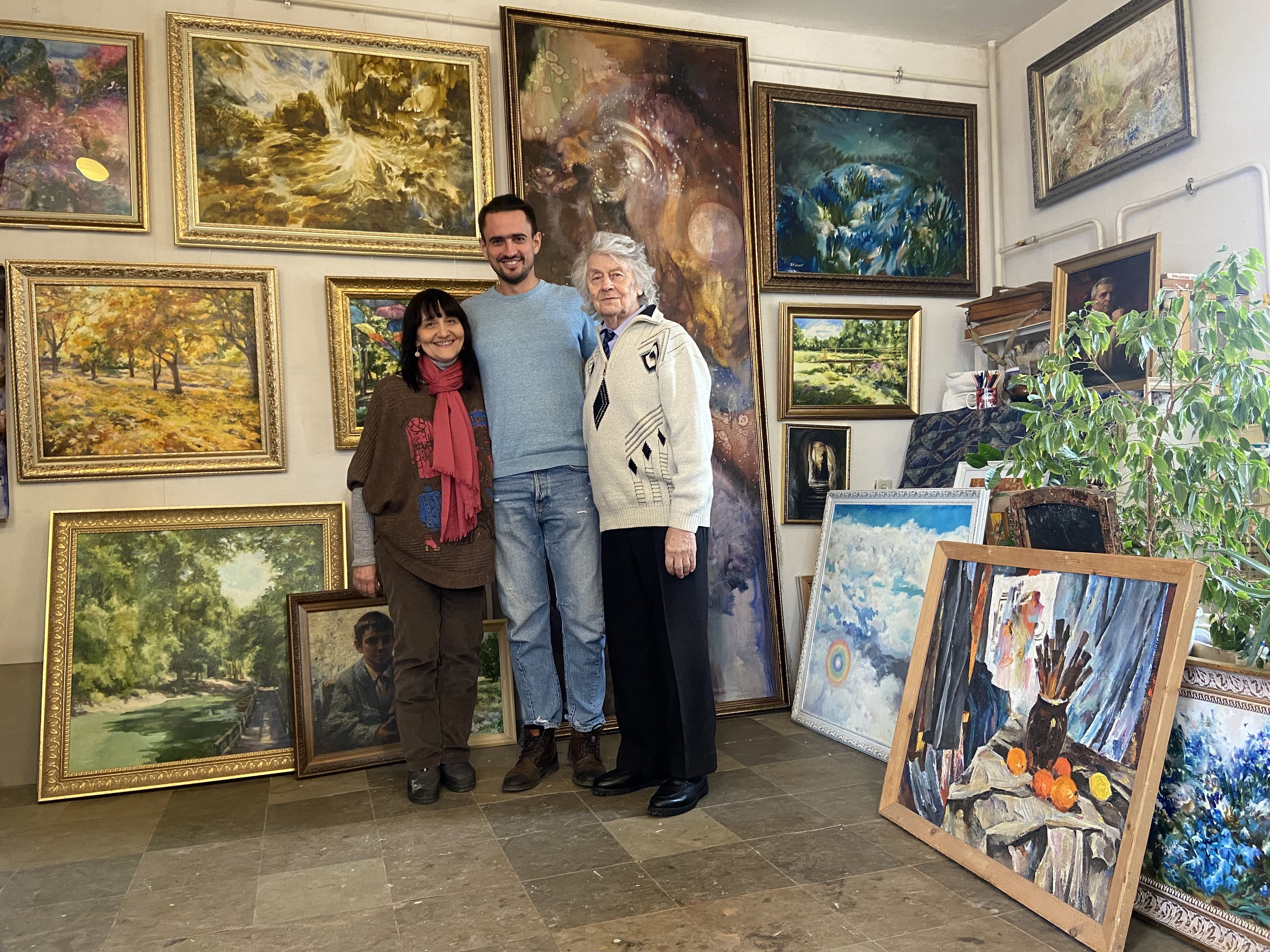
Виталий Кононенко с внуком и Еленой Кулик в мастерской. Краматорск 2021.

### Сотрудничество со Святогорской Лаврой
С конца 1990-х Виталий Александрович начал сотрудничество со Свято-Успенской Святогорской лаврой. В 1998 году его пригласили расписывать монастырь в городе Святогорск, где он прожил и работал следующие 15 лет. Здесь в тандеме с Еленой Кулик художник расписал своды и стены Успенского собора и создал ряд росписей в Свято-Покровской церкви. Он также написал серию портретов святогорских архиереев, отшельников и монахов, а также многофигурные картины на религиозные темы для храмов, трапезных и административных зданий монастыря. Работа в монастыре стала основной деятельностью художника, но он также уделял часть времени авторской работе. В этот этап жизни художника были сделаны такие полотна как «Голубые травы», «Отходит день и ночь в свои права вступить готова», «Зимний пруд», «Двор», «Гея», «Леночка», «Дорога к храму», «Сон», «Фея» и другие. Художник работал в Лавре до конца 2013 года и закончил работу в связи с ухудшением политической ситуации и последующим началом вооруженного конфликта в Донецкой области. В начале 2014 года художник переехал в Харьков.

### Поздние годы и наследство
После переезда в Харьков Виталий Александрович продолжал работать в смешанном жанре, создавая новые портреты и пейзажи, писал портреты жены, внука, автопортрет, создал ряд больших полотен, таких как триптих «Молодость», картины «Лето», также картины «Перед рассветом», «Осенняя прогулка», «Лиза», «Беленькое», «Уют», «Осенняя фея» и другие. Активное творчество художника продолжалось до зимы 2020 года, когда во время пандемии COVID-19 умерла его жена Неонила. Эта потеря и последующая болезнь Виталия Александровича ухудшили его здоровье. Впервые проявились признаки начальной деменции, ухудшилось зрение, снизилась память, но художник продолжал работать до полномасштабного вторжения в феврале 2022 года.
После начала полномасштабного вторжения Виталий Александрович переехал в город Черновцы вместе с дочерью, внуком и невесткой. Со временем у художника усилились симптомы деменции, и через три месяца после возвращения в Харьков он уже не мог писать. 19 октября 2023 года он умер у себя дома. Похоронен рядом с женой на кладбище в поселке Лесное (Дергачевский район) под Харьковом.
Сегодня работы художника хранятся в фонде Краматорского художественного музея, в различных предприятиях Краматорска и Донецкой области, в Свято-Успенской Святогорской лавре, а также в частных коллекциях, в частности у ближайших родственников художника.

## Галерея

### Ранние композиции

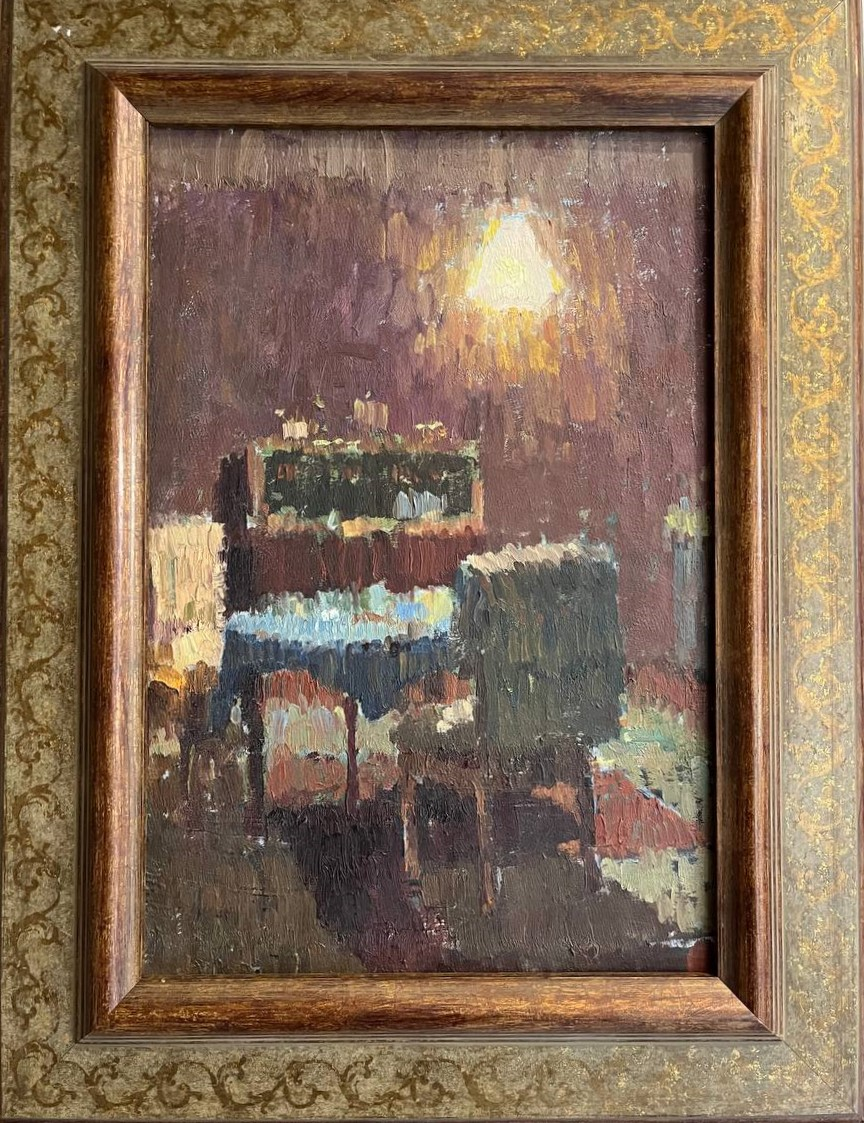
Вечерний интерьер, 1960
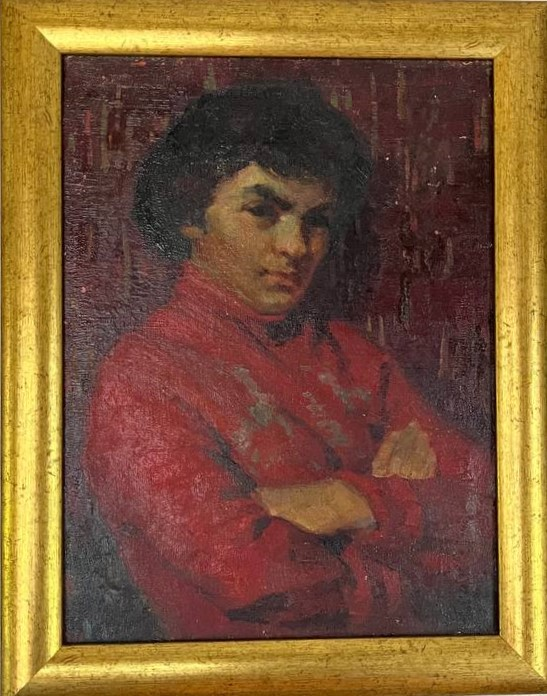
Портрет в красном, 1962
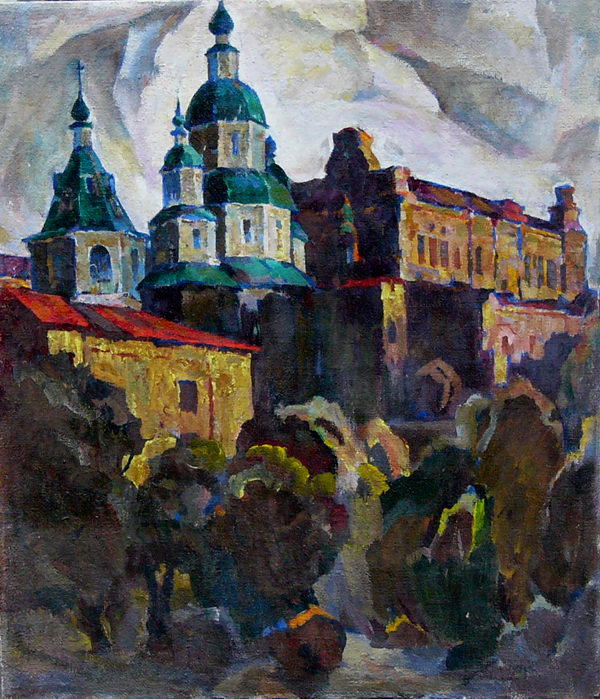
Покровский собор в Харькове, 1963
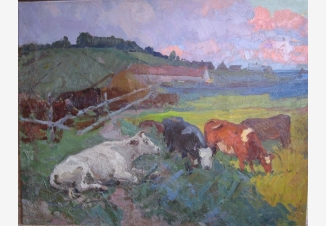
Коровы, 1966
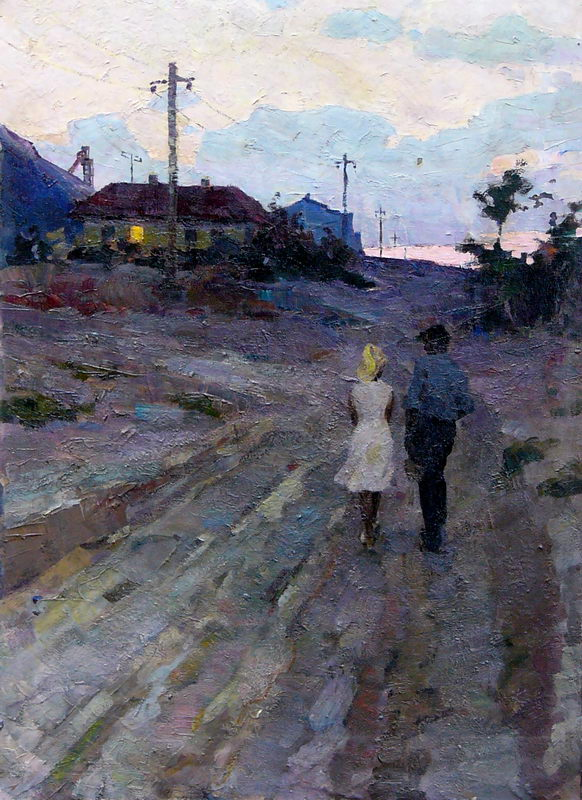
Окраина, 1969
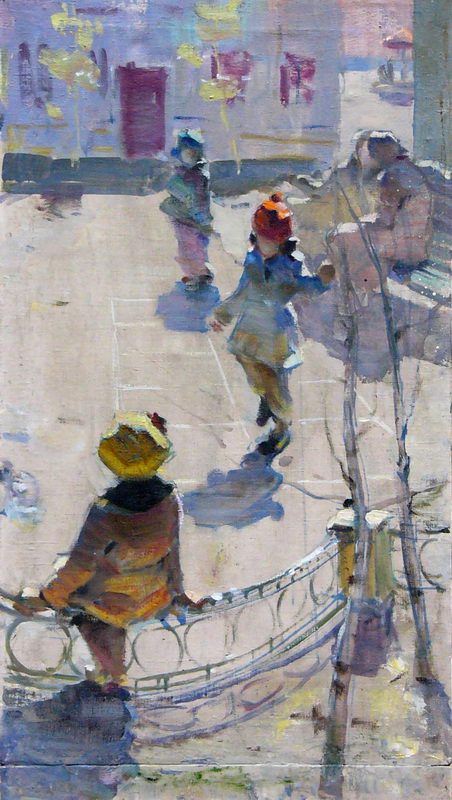
Дети играют, 1970
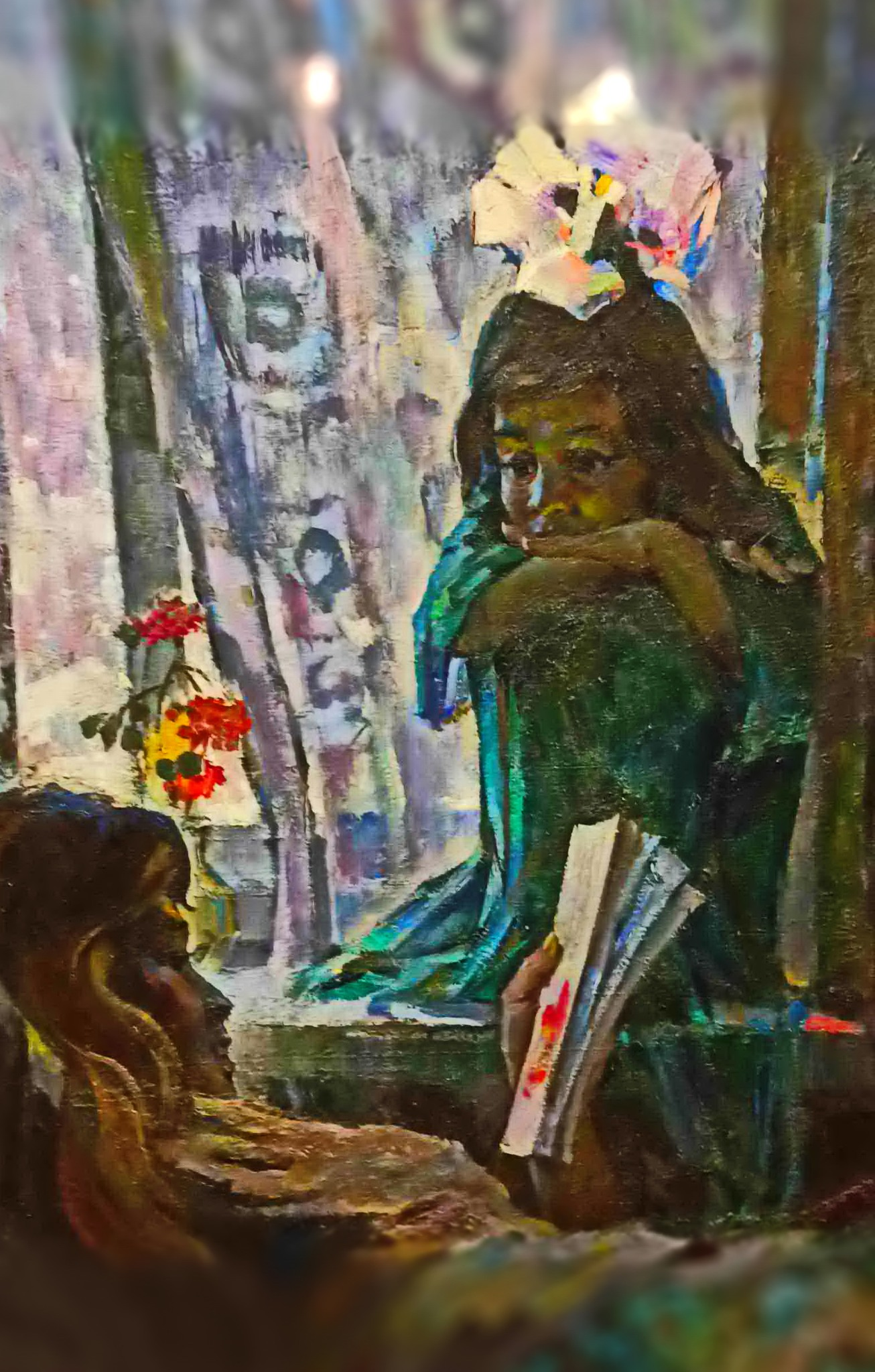
Доченька, 1970
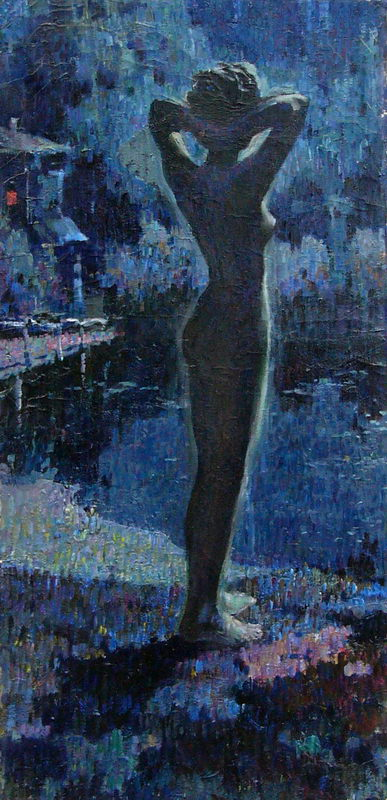
В летнюю ночь, 1972
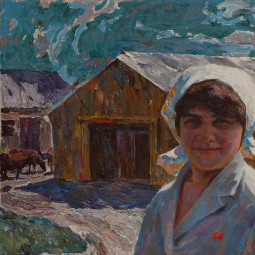
Женский портрет, 1974
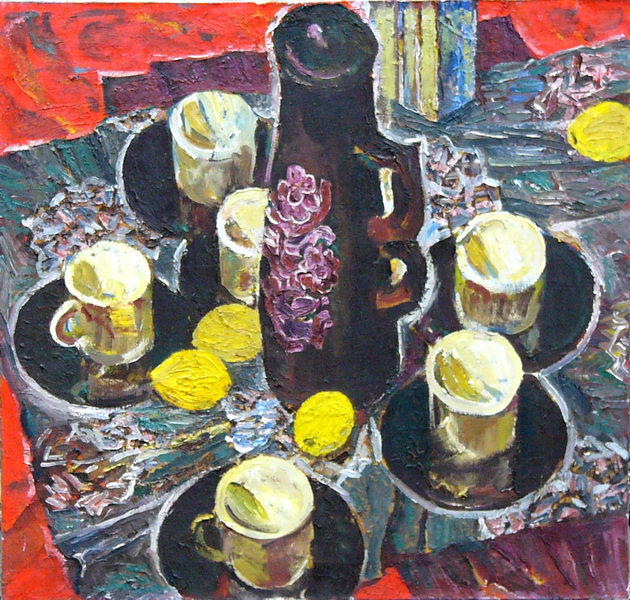
Кофейный сервиз, 1974
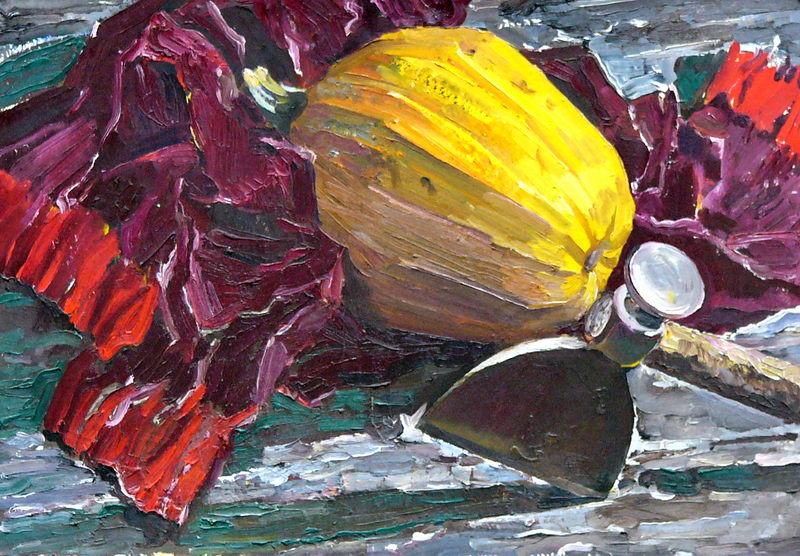
Натюрморт с тыквой, 1975
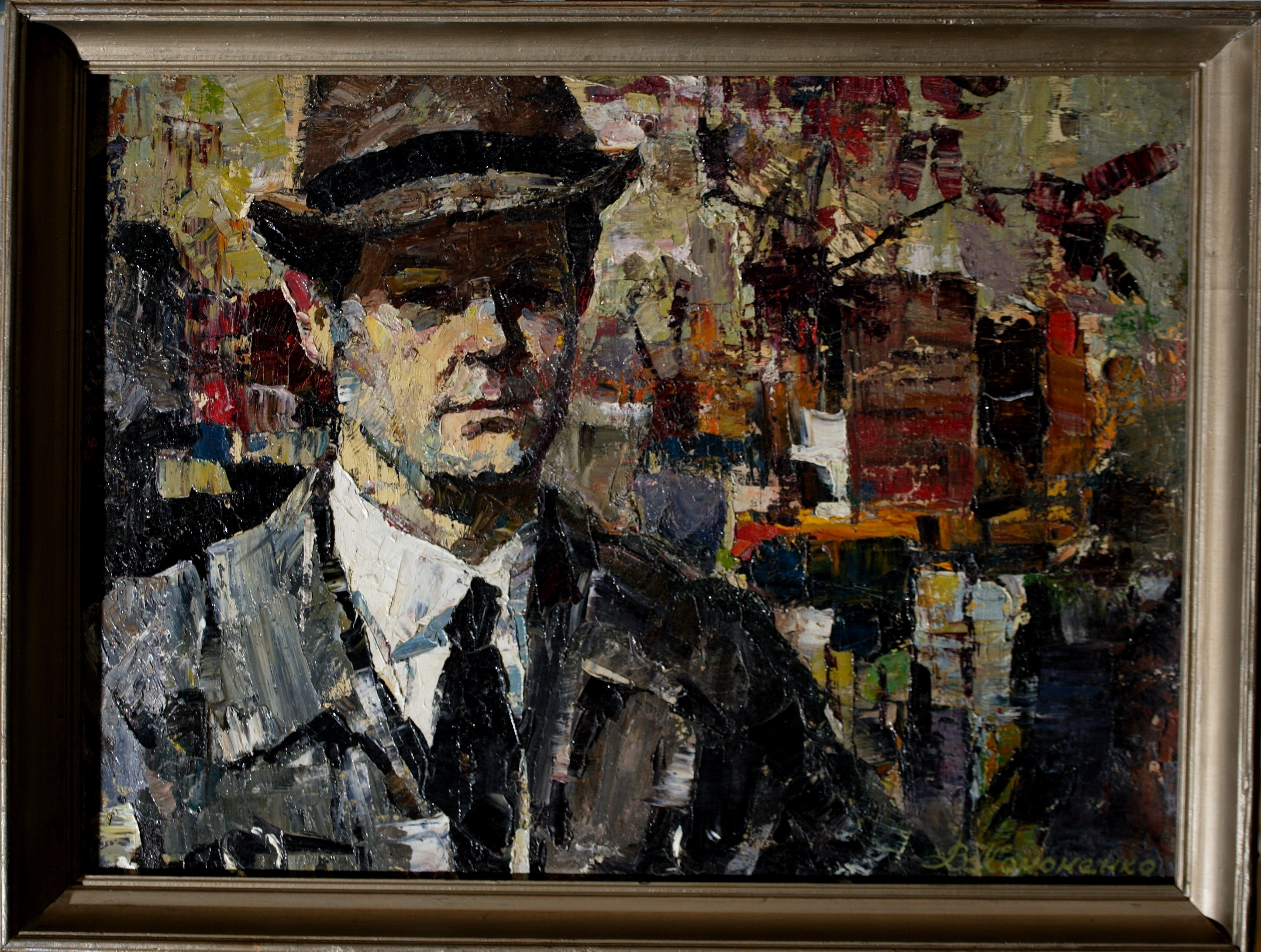
Осенний портрет (Преподаватель), 1975
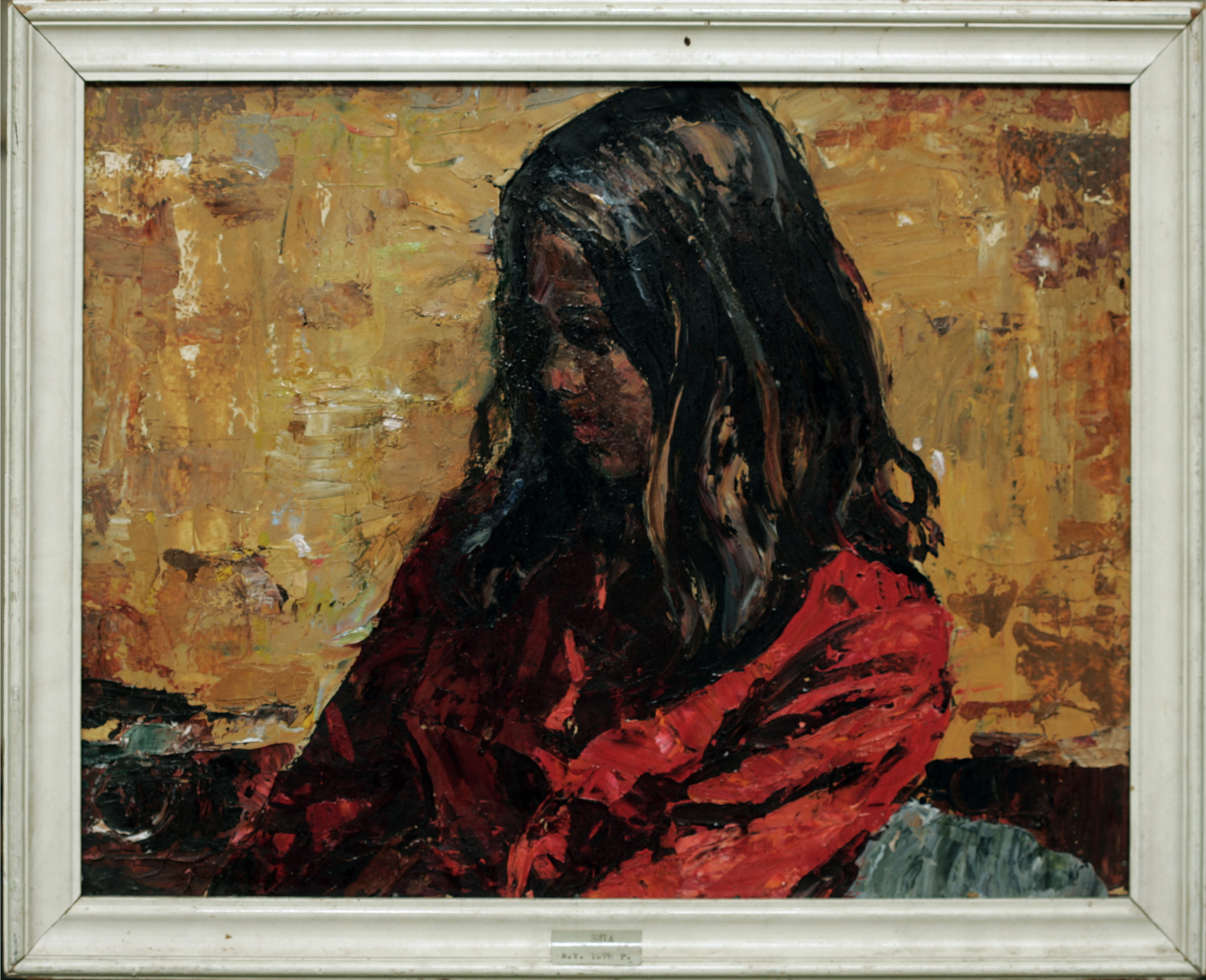
Вита, 1978
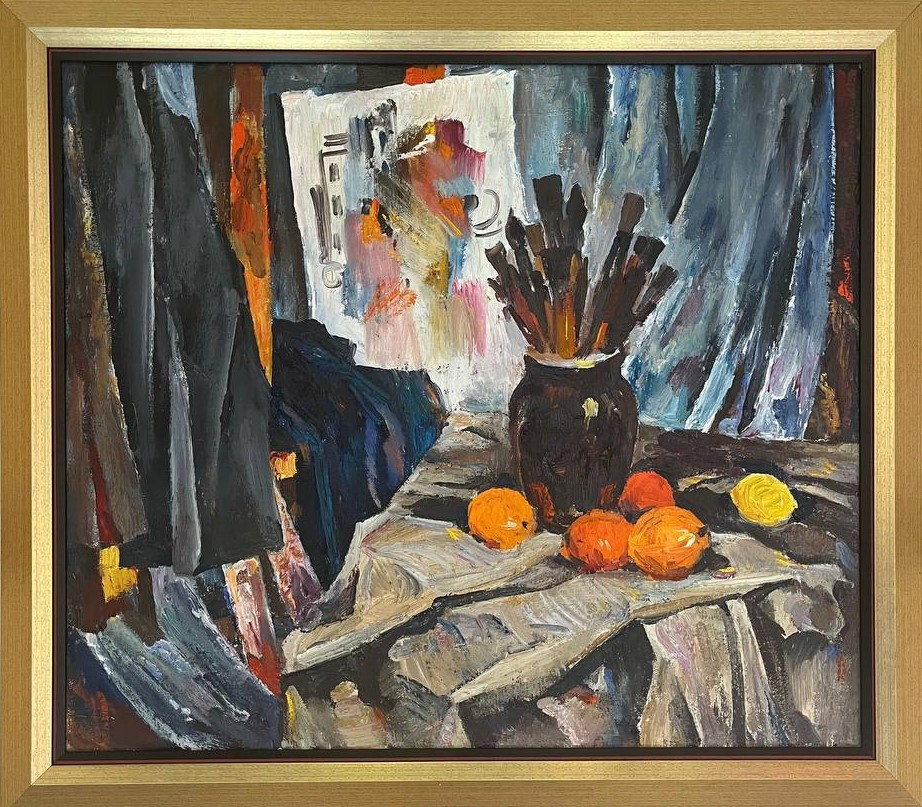
Натюрморт с апельсинами, 1978

### Соцреализм

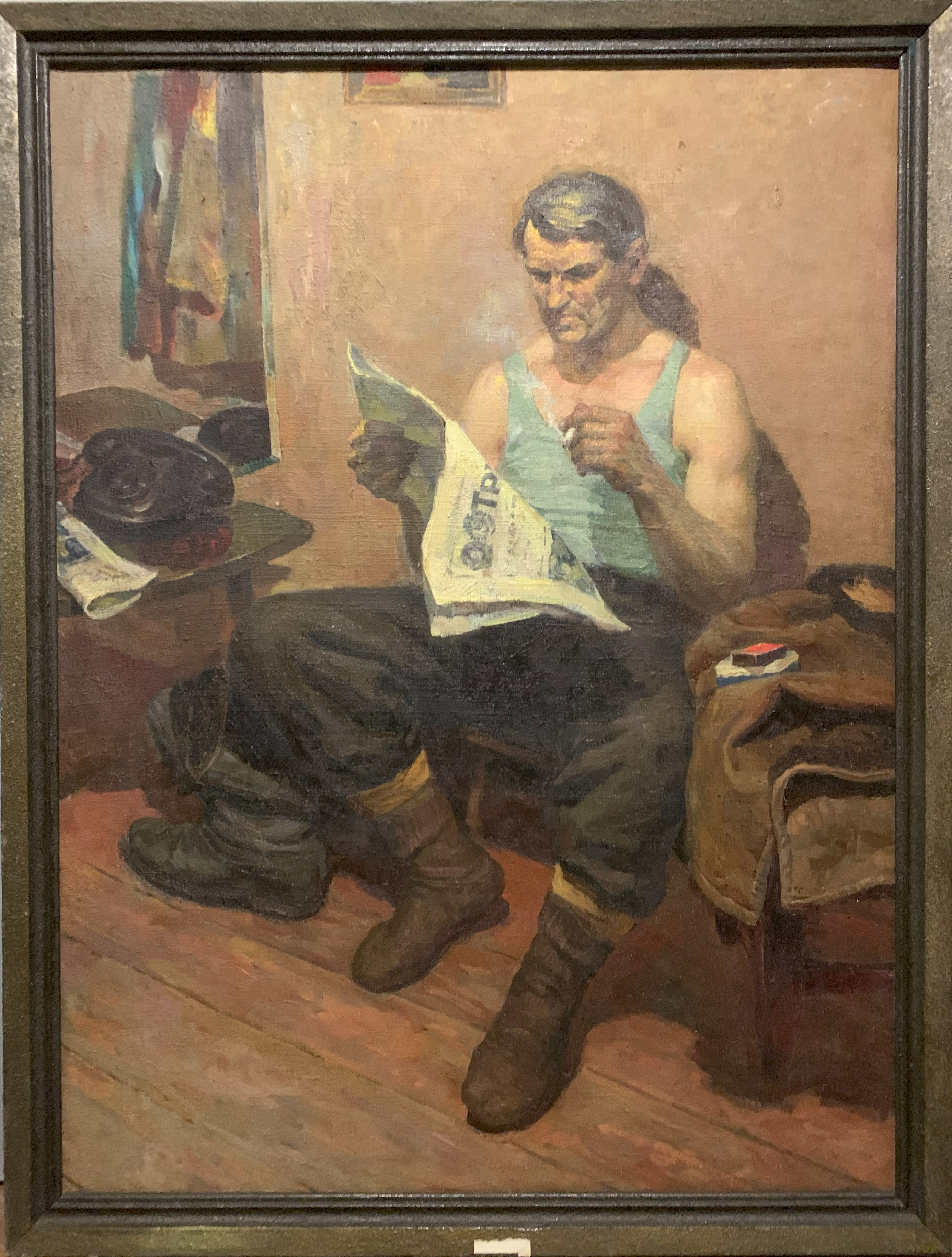
После смены, 1961
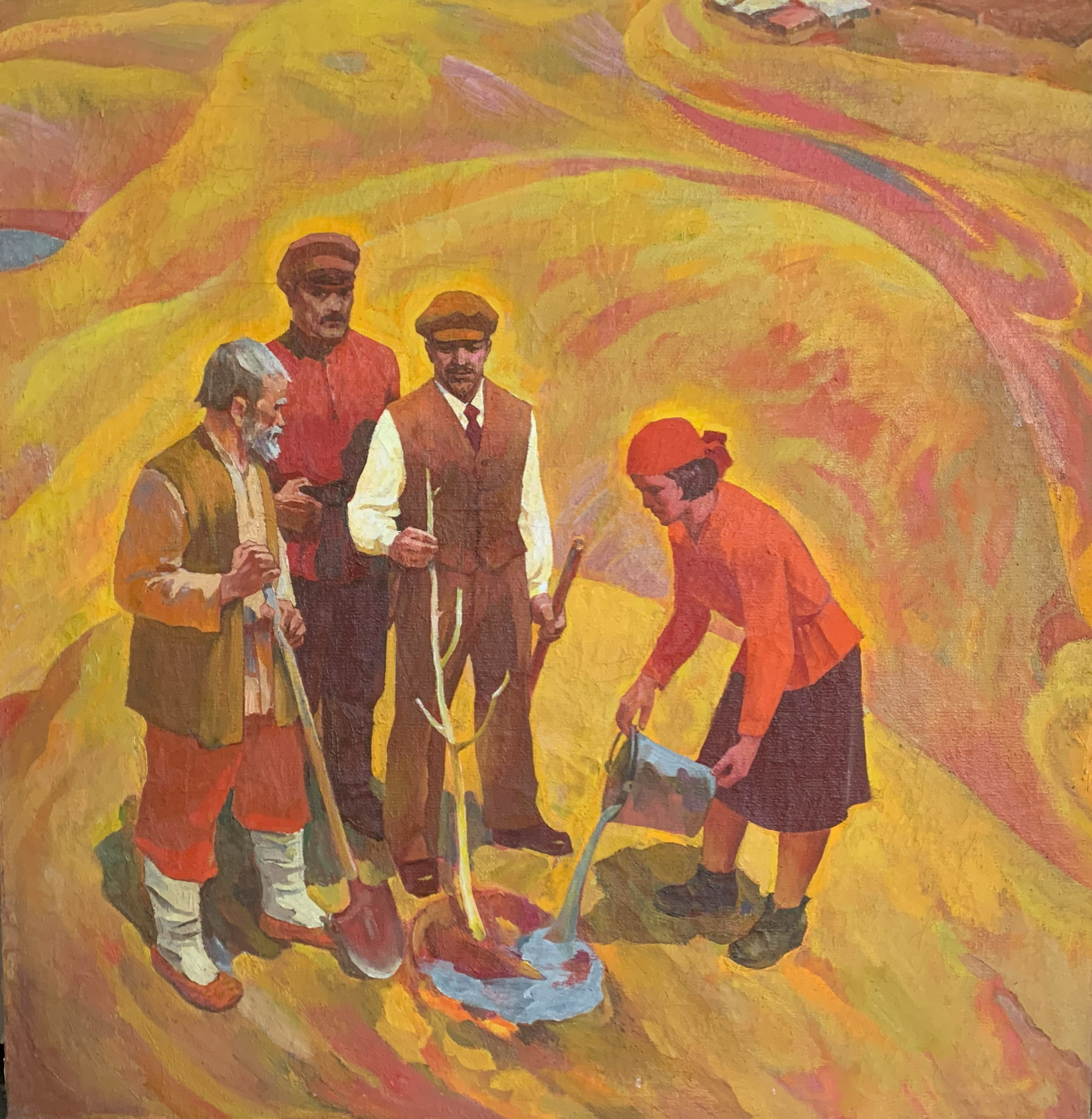
Субботник, 1963
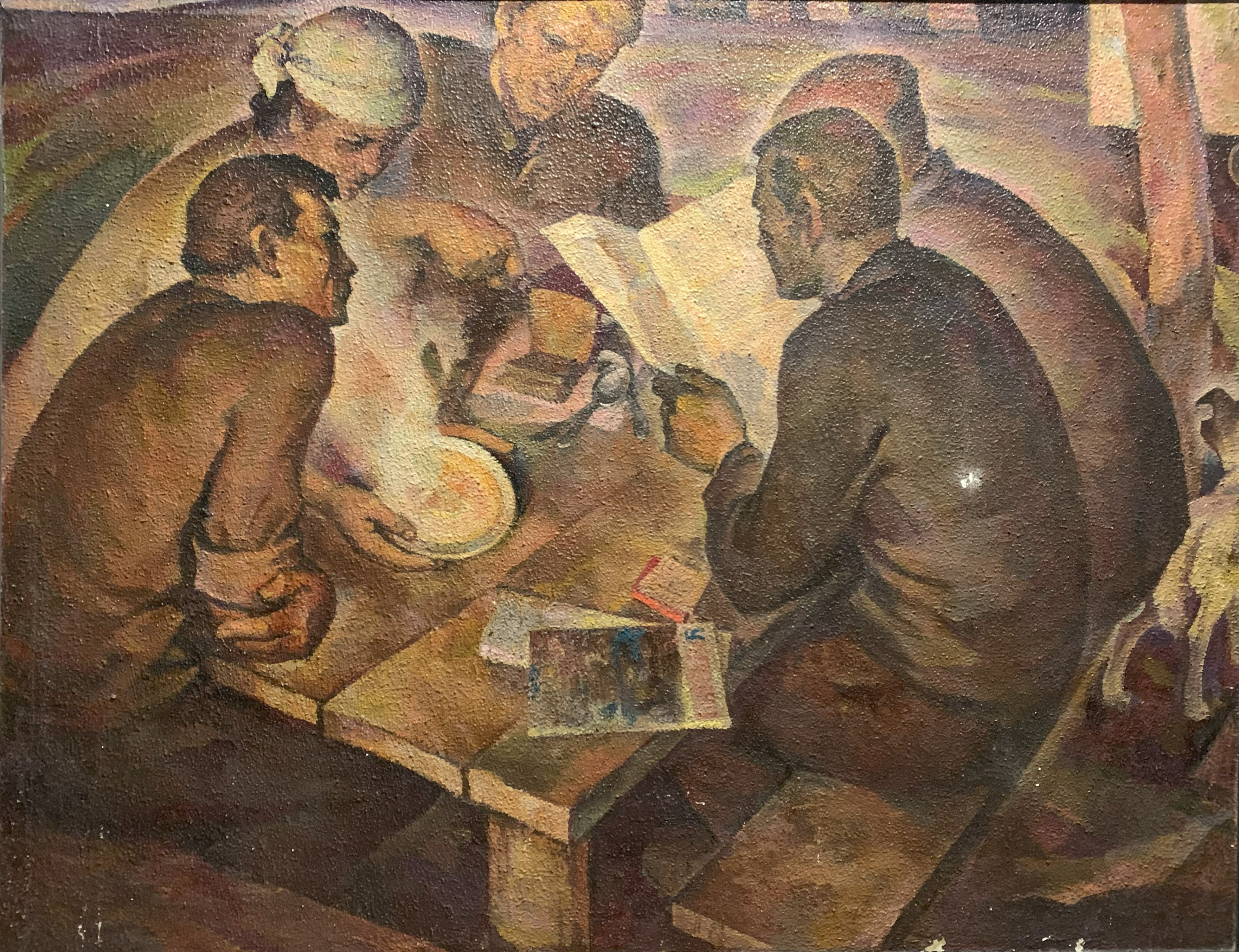
Полевой стан, 1965
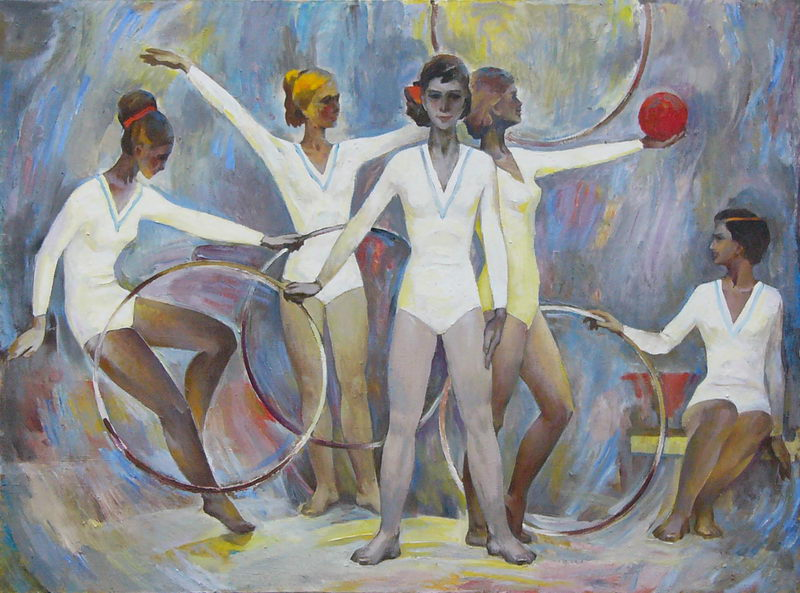
Юные гимнастки, 1967
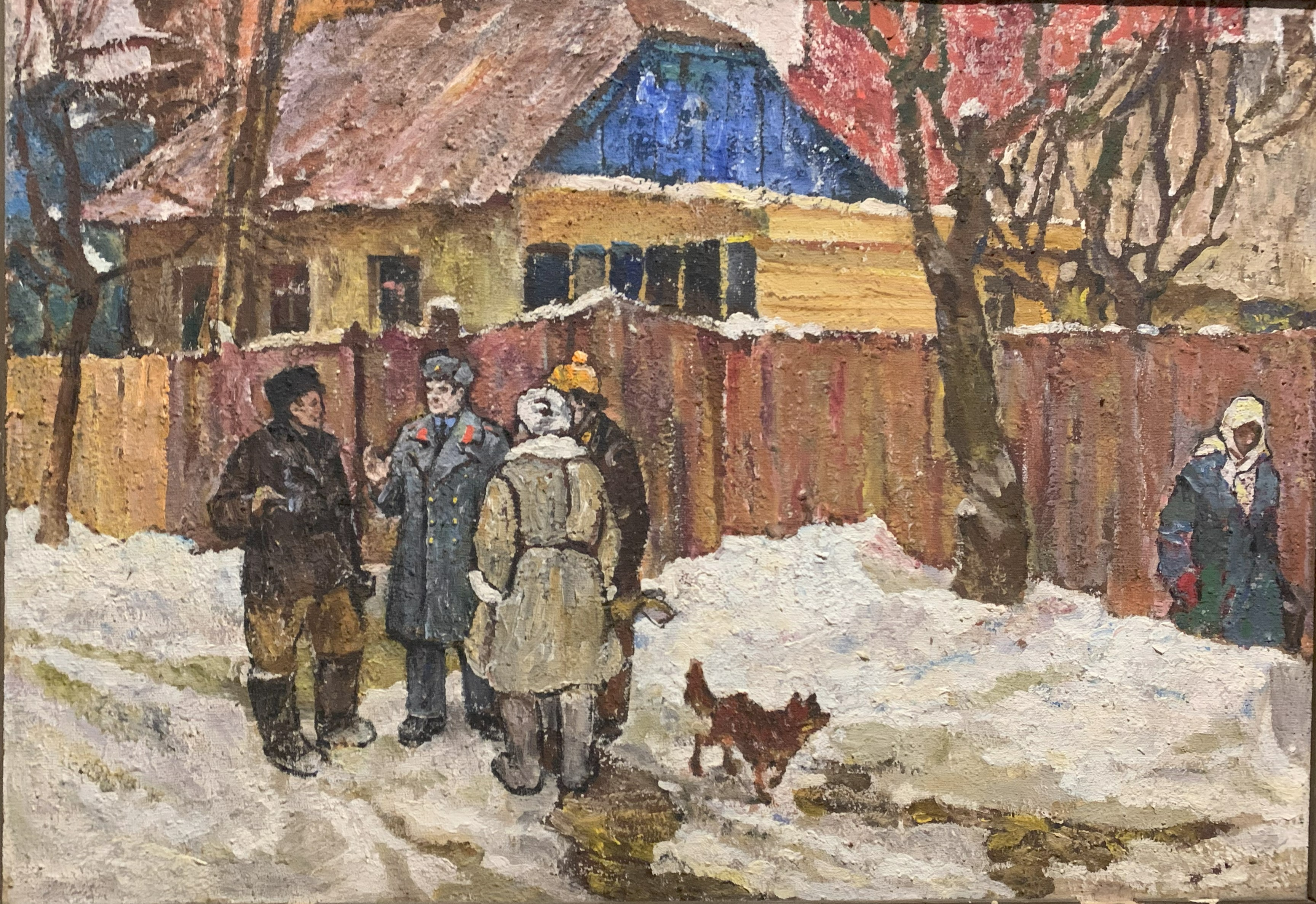
Наш участковый, 1972
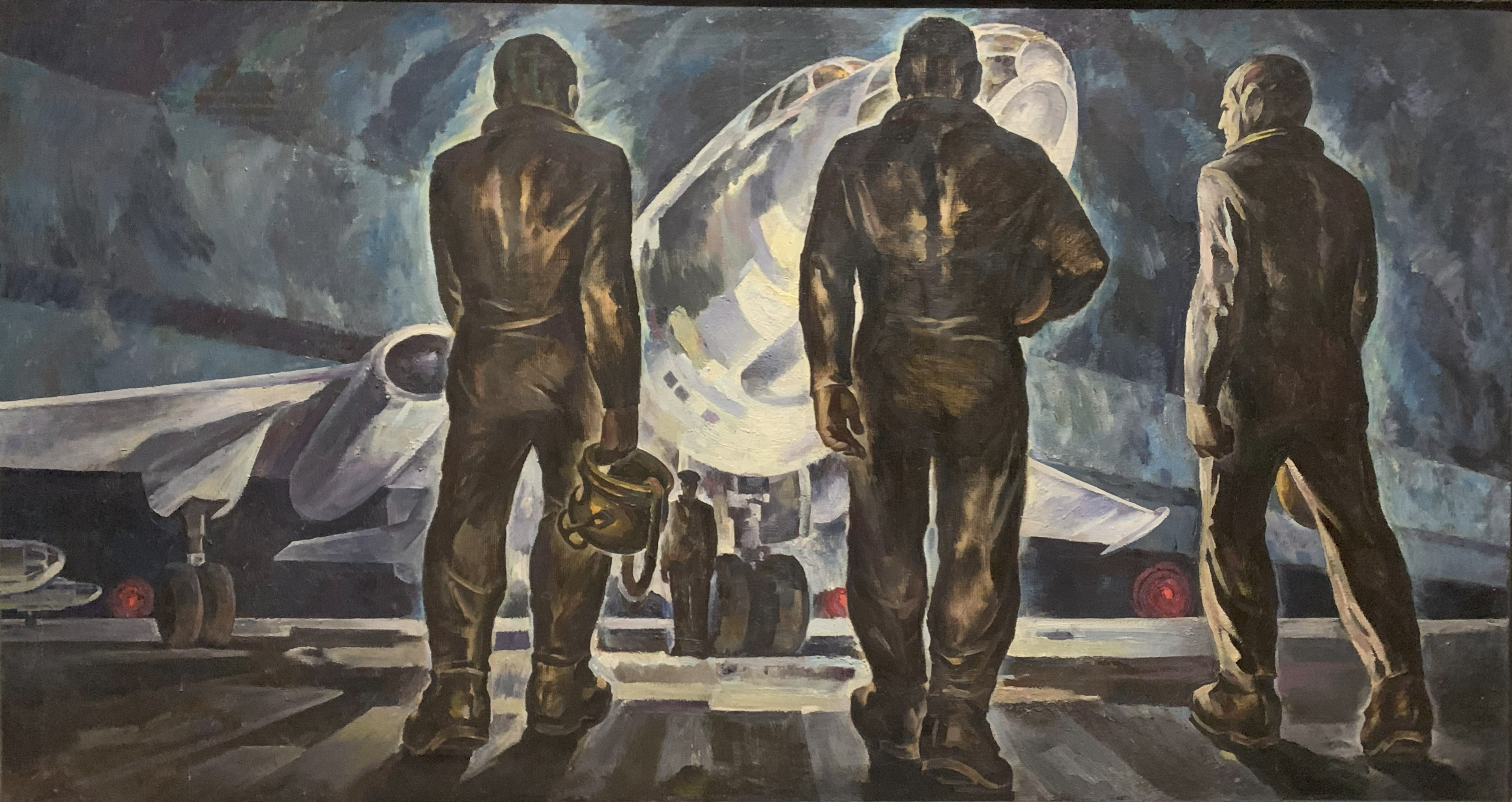
Ночной полёт, 1974
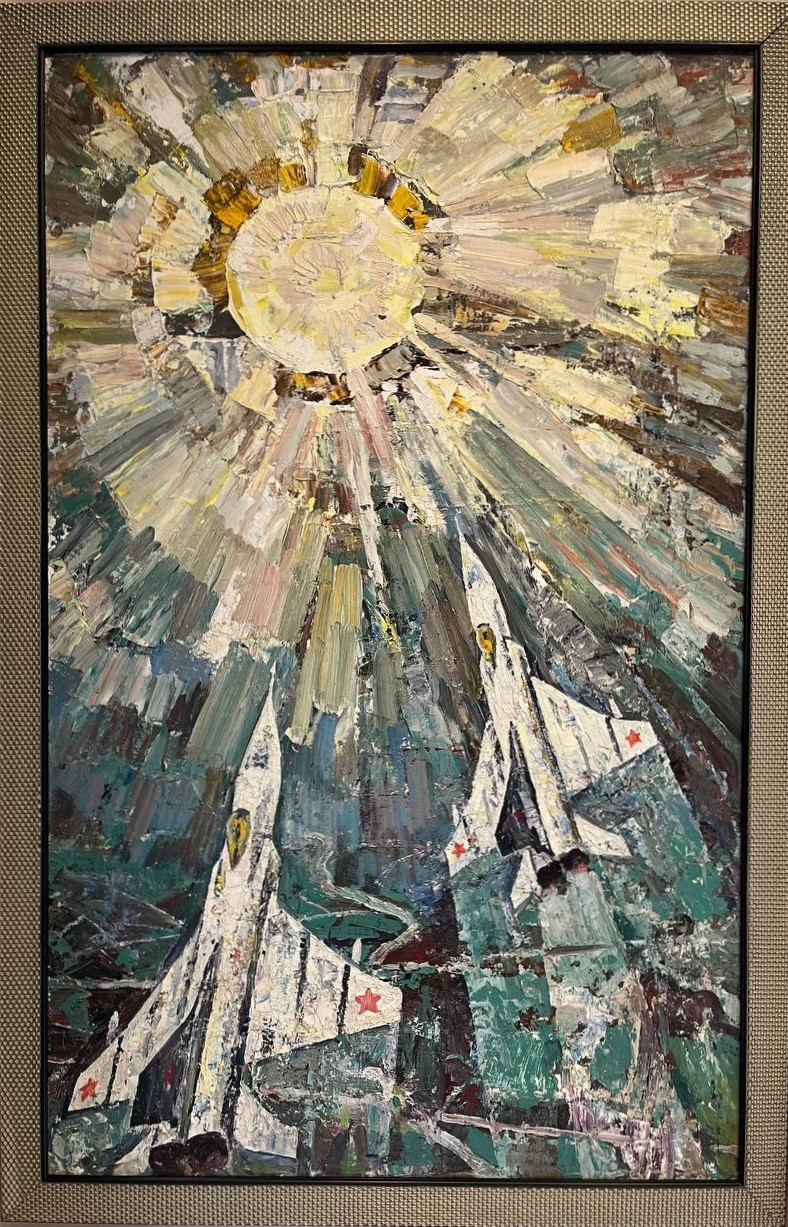
В небе, 1975
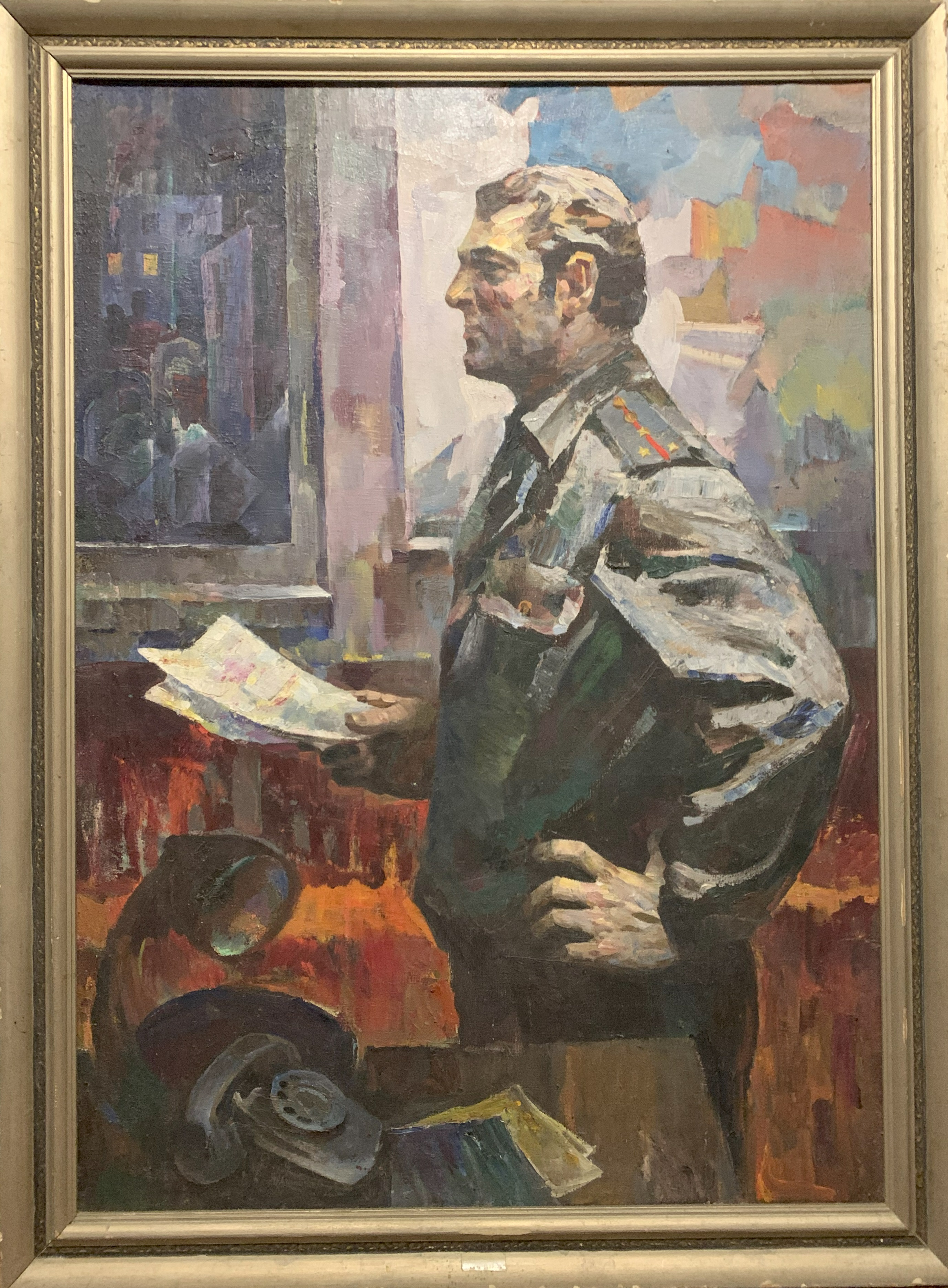
Начальник отделения Григоряк И.И., 1977
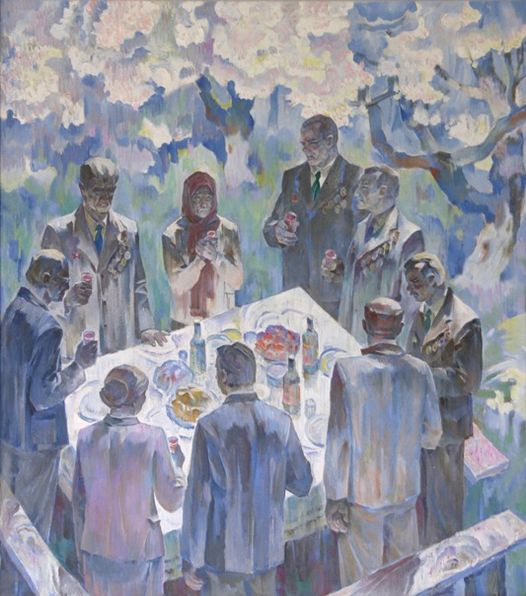
Минута молчания, 1977

### 80-е и 90-е годы в творчестве Кононенко

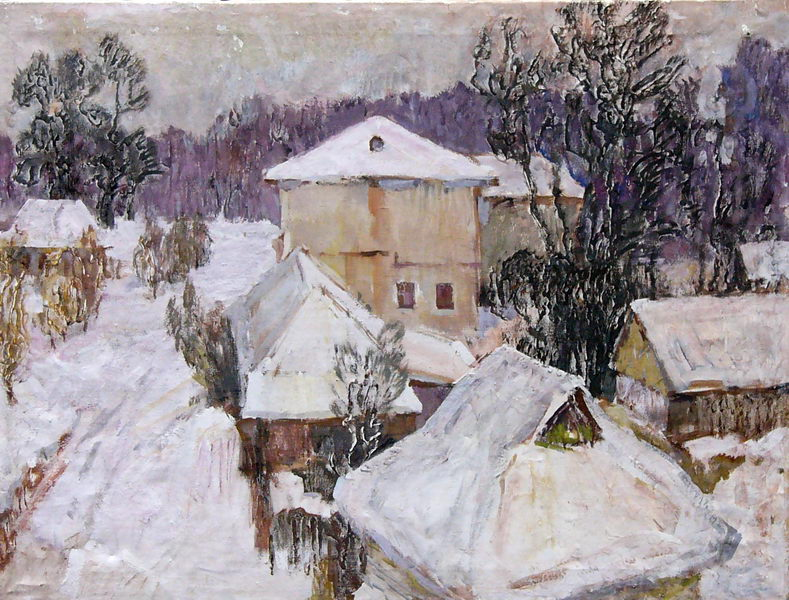
Февраль в Седневе, 1980
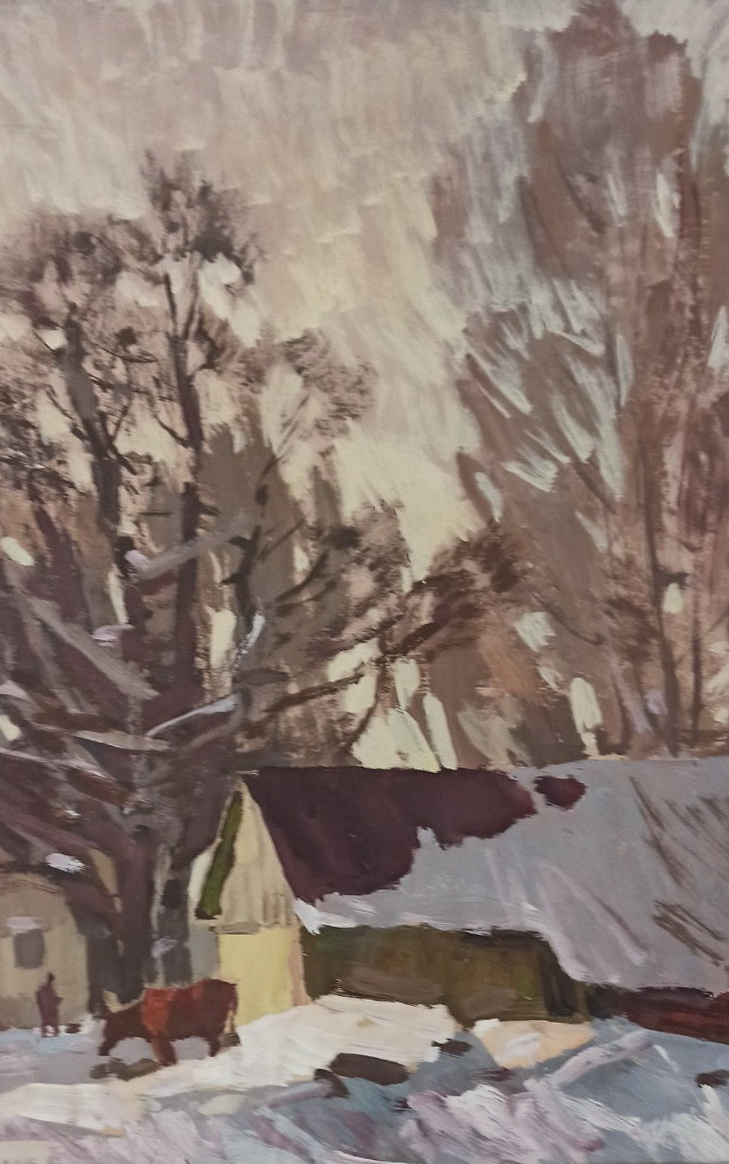
Зима в Седневе, 1982
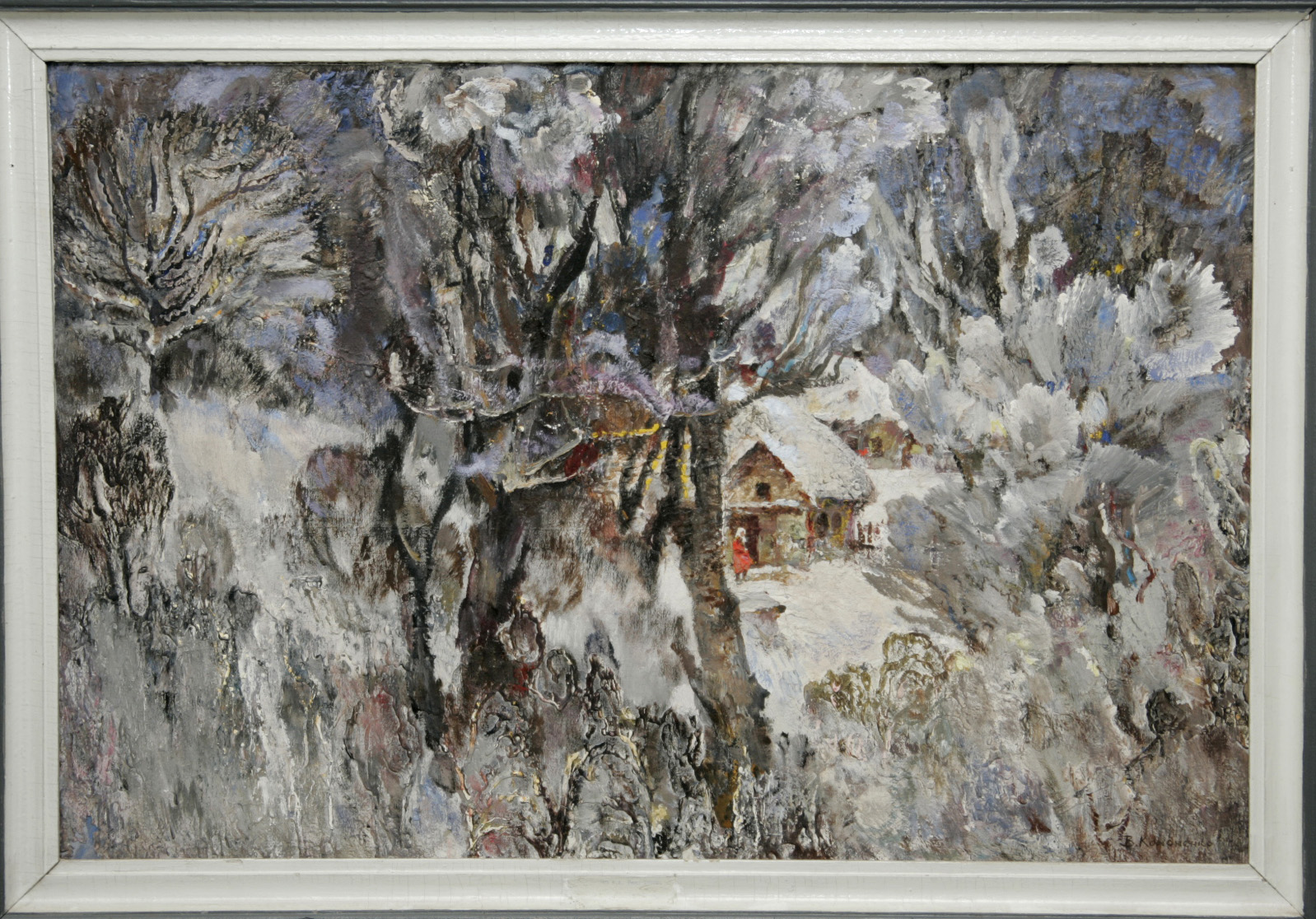
Зимняя сказка, 1982
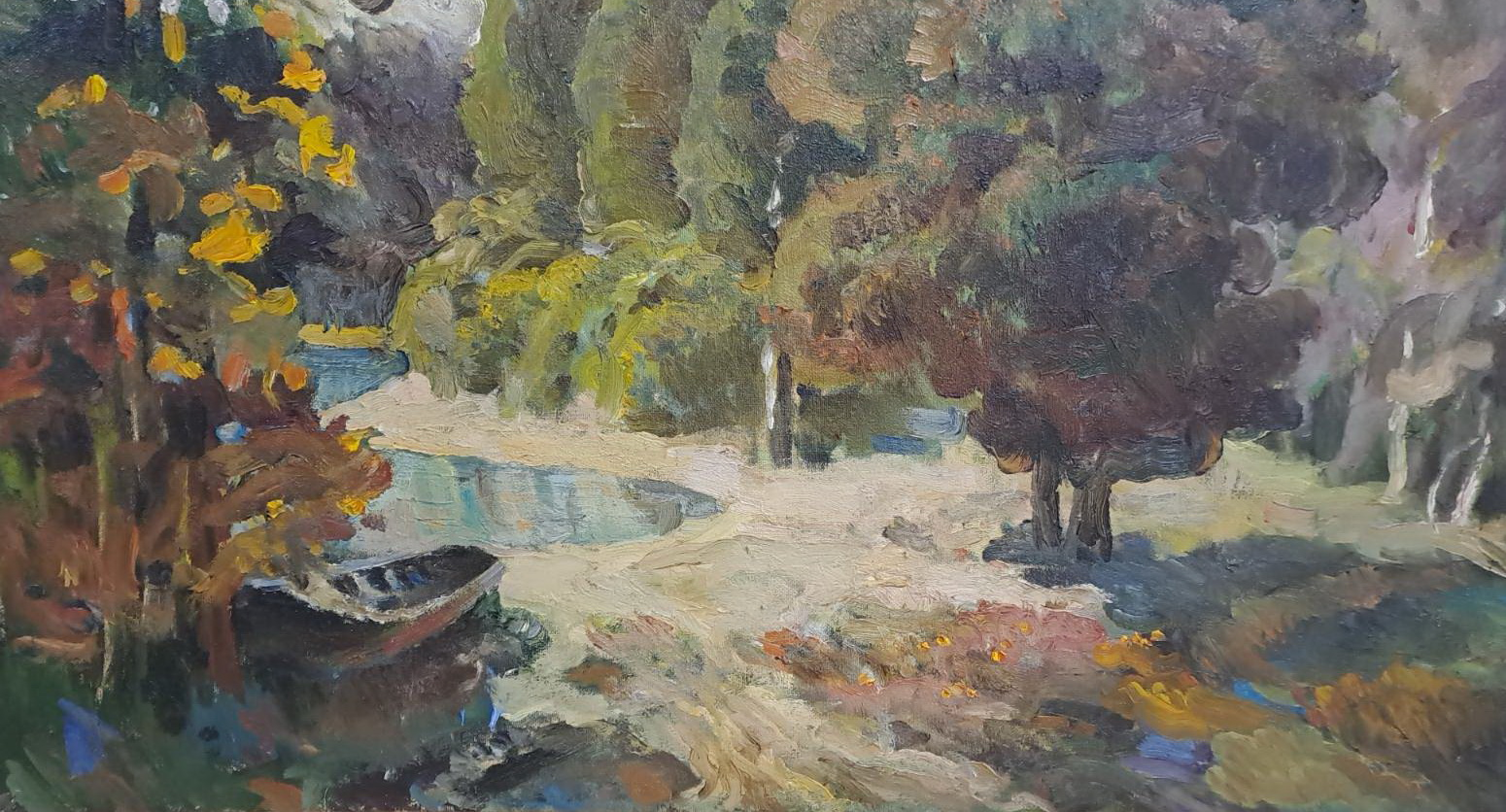
Возле озера, 1983
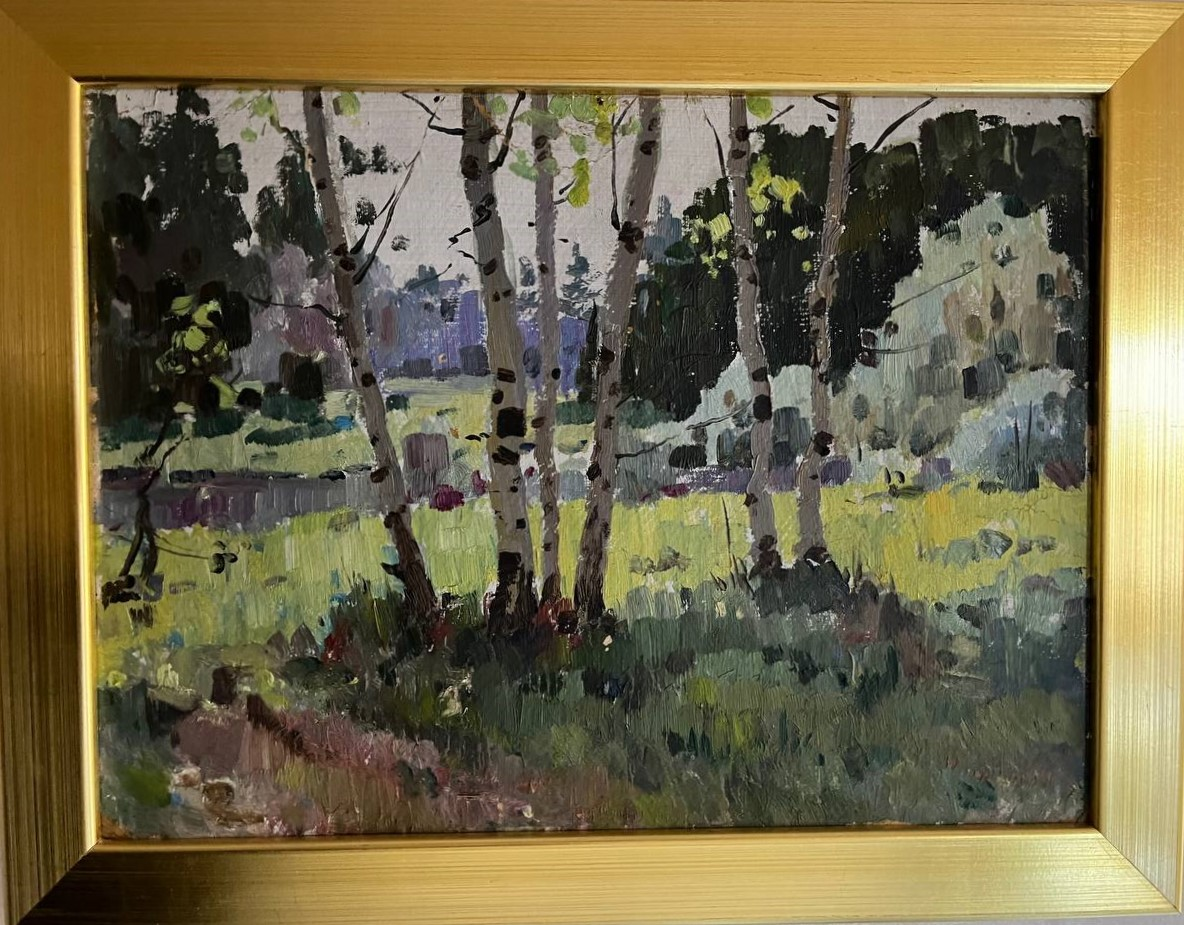
Берёзки, 1984
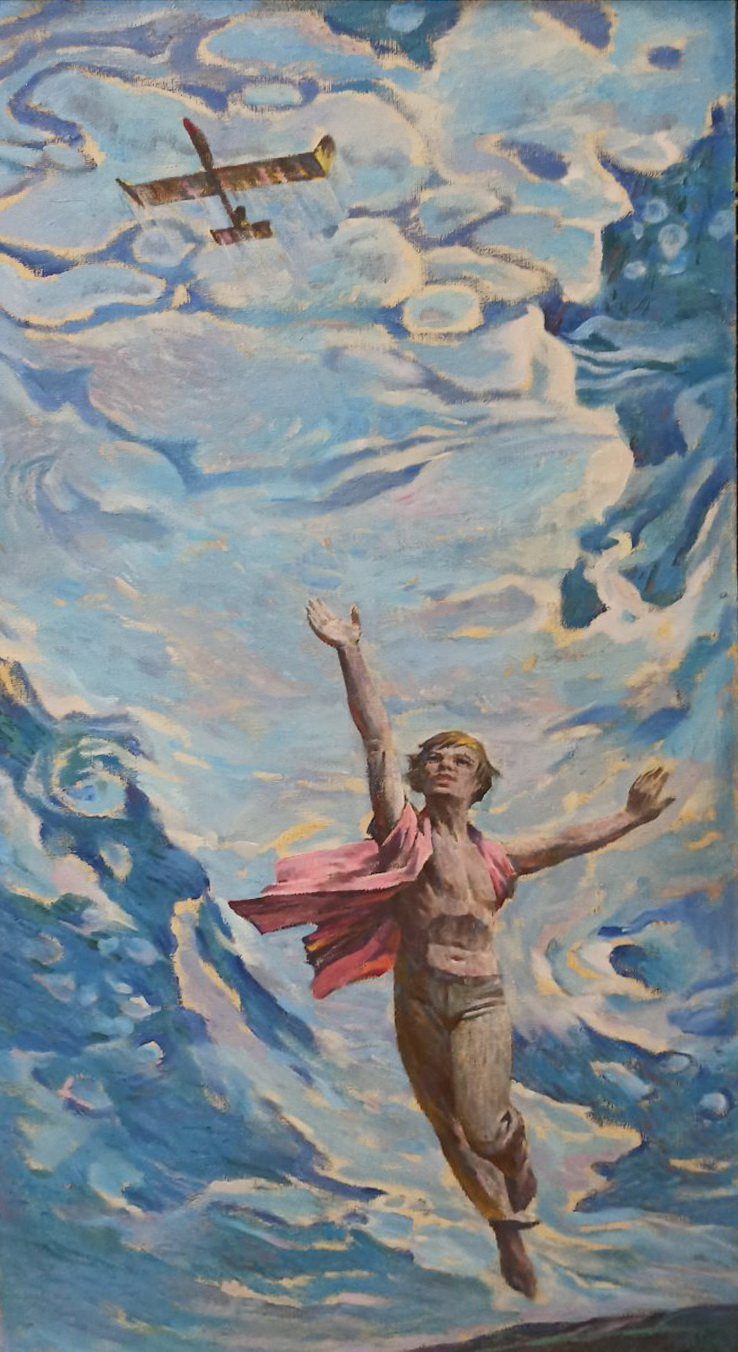
Лето, 1984
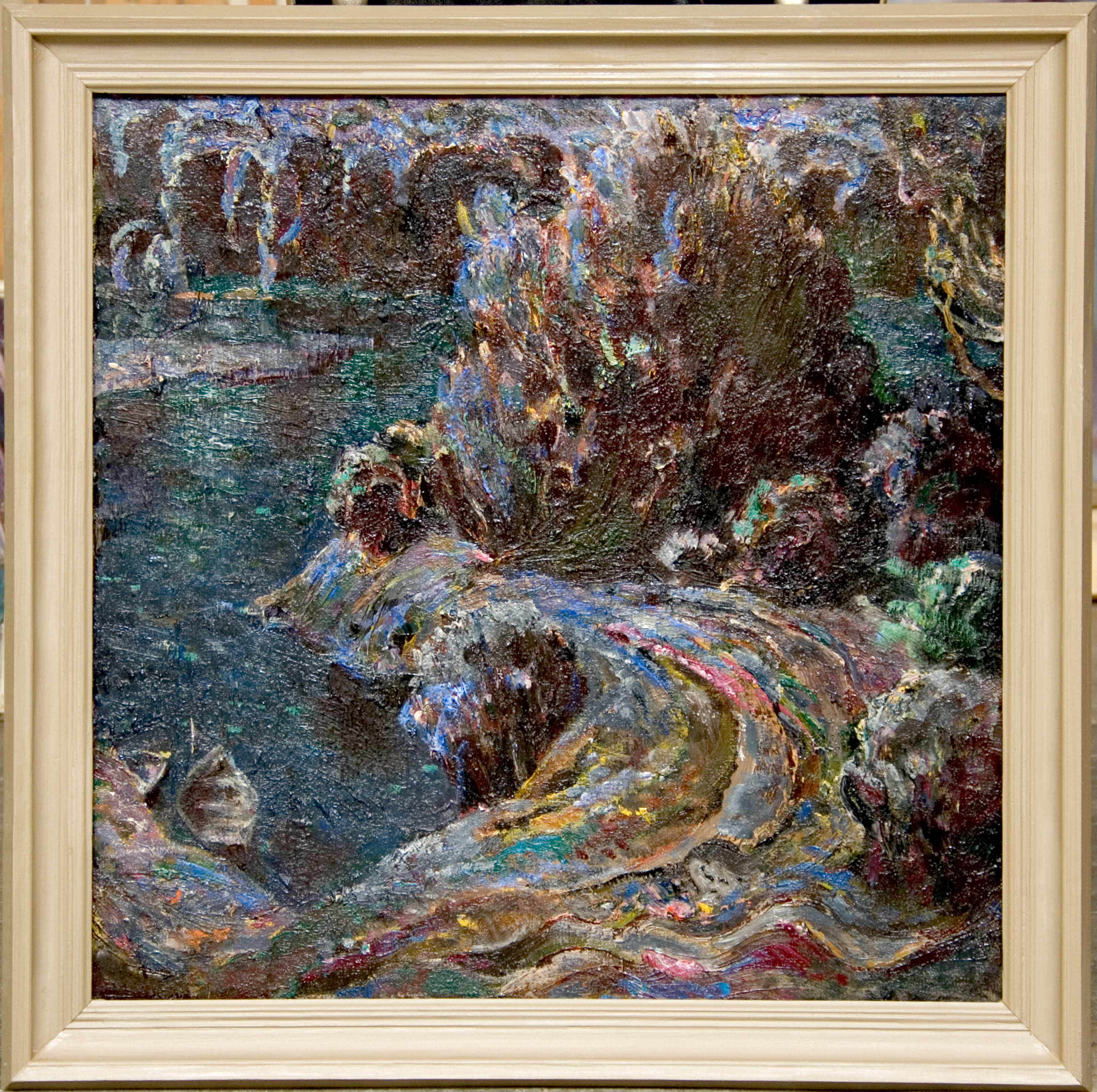
Ночь возле Донца, 1988
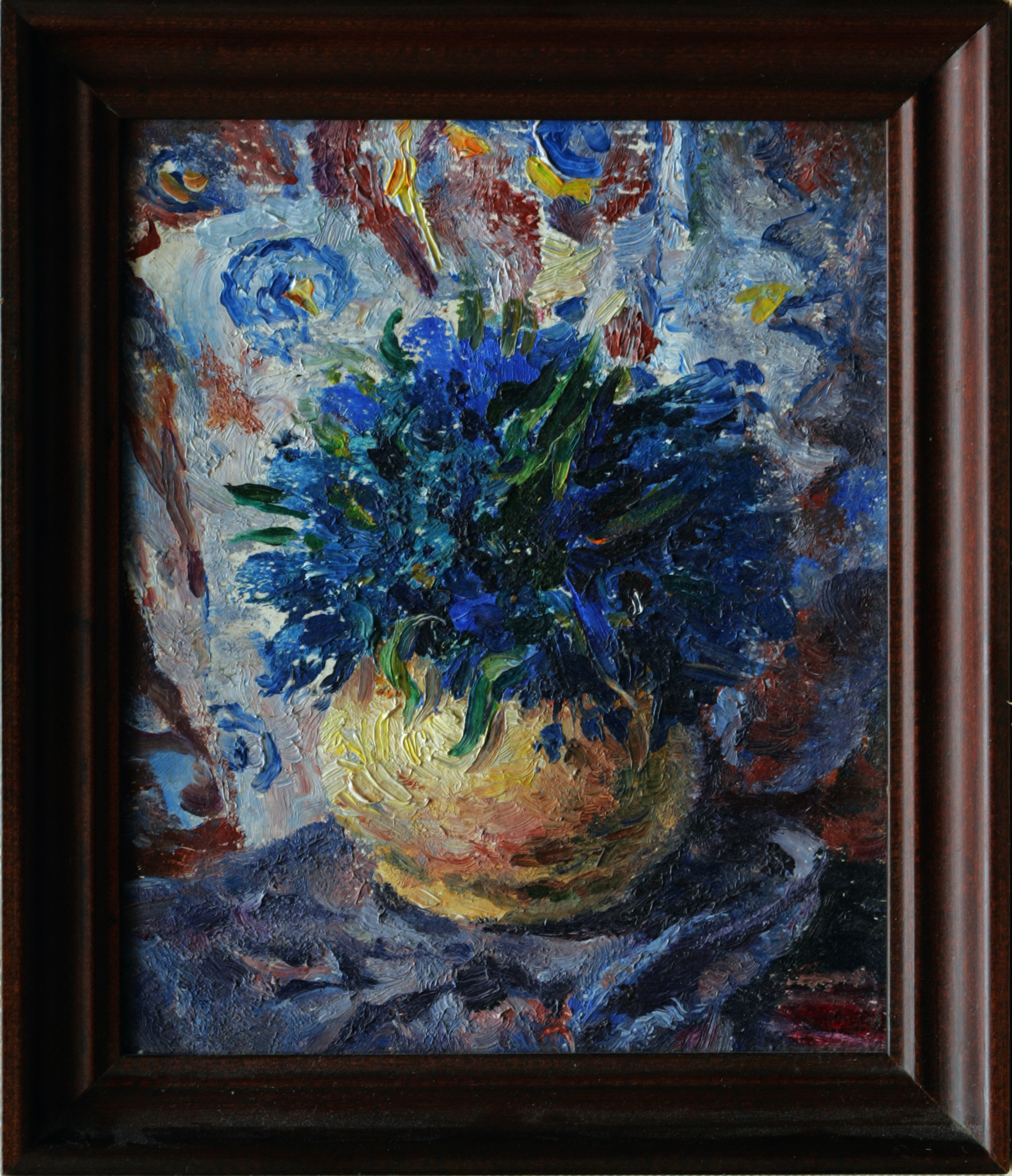
Подснежники, 1988
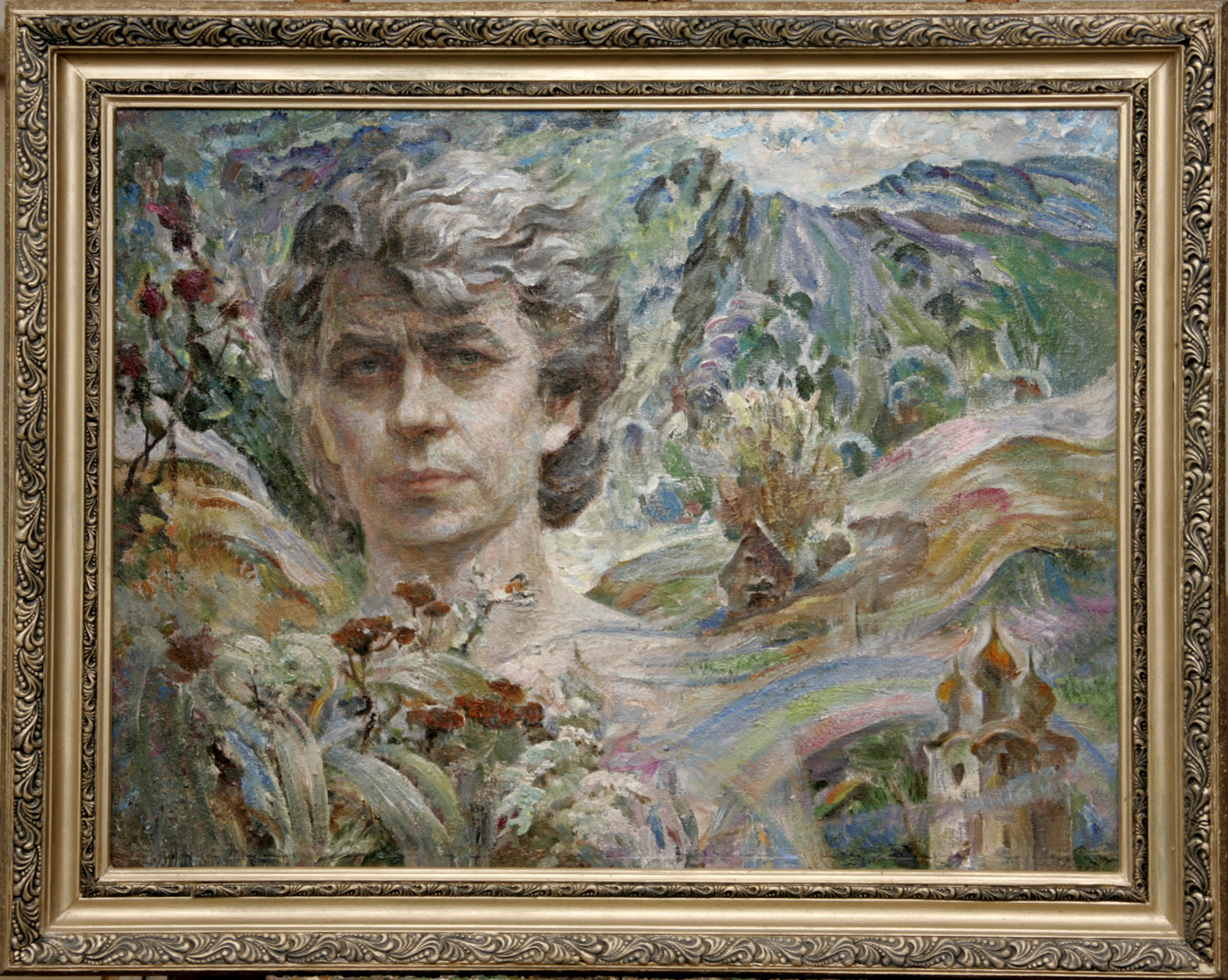
Пятдесят четвертая весна, 1989
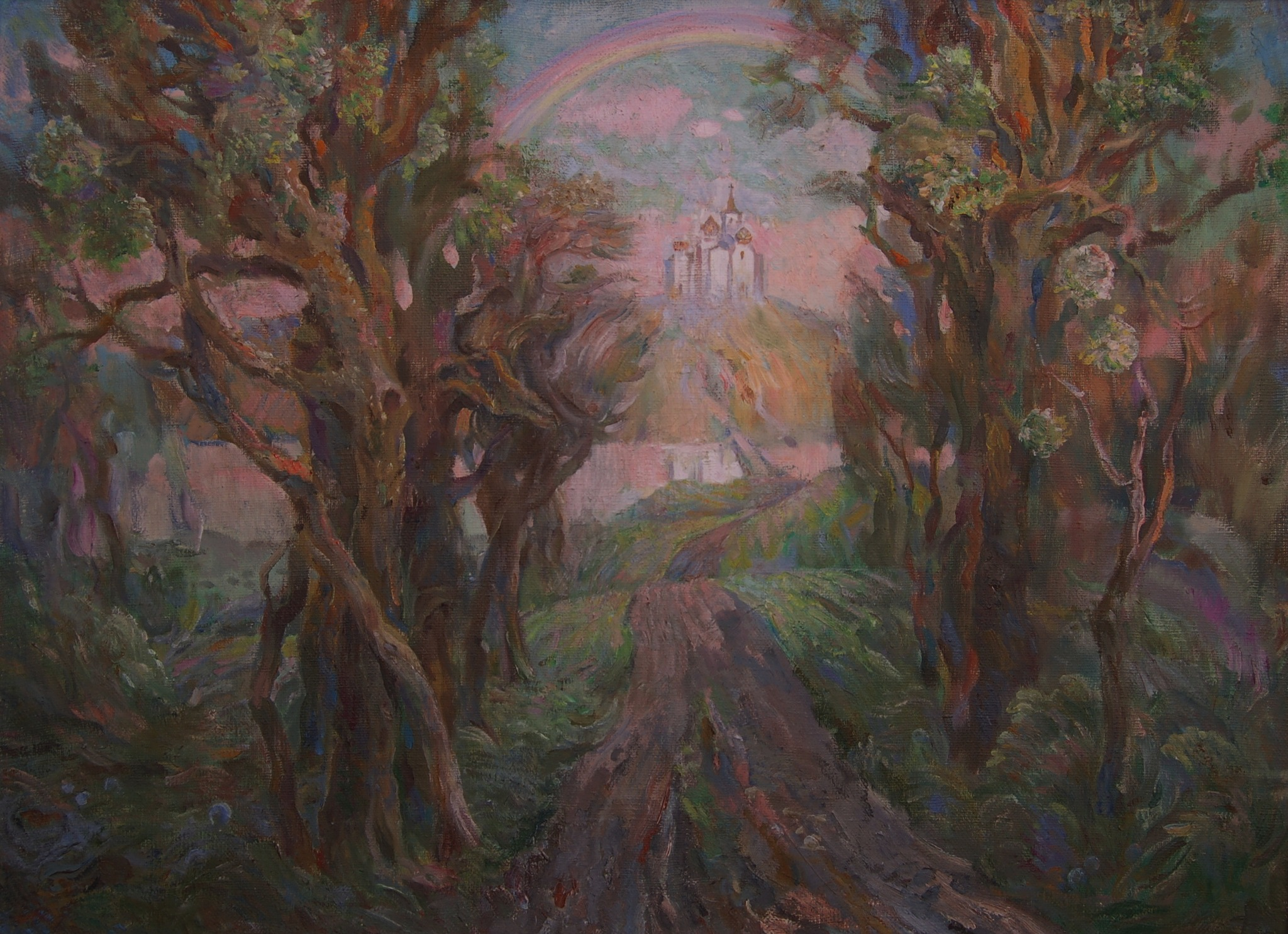
Дорога, которая ведет к храму, 1990
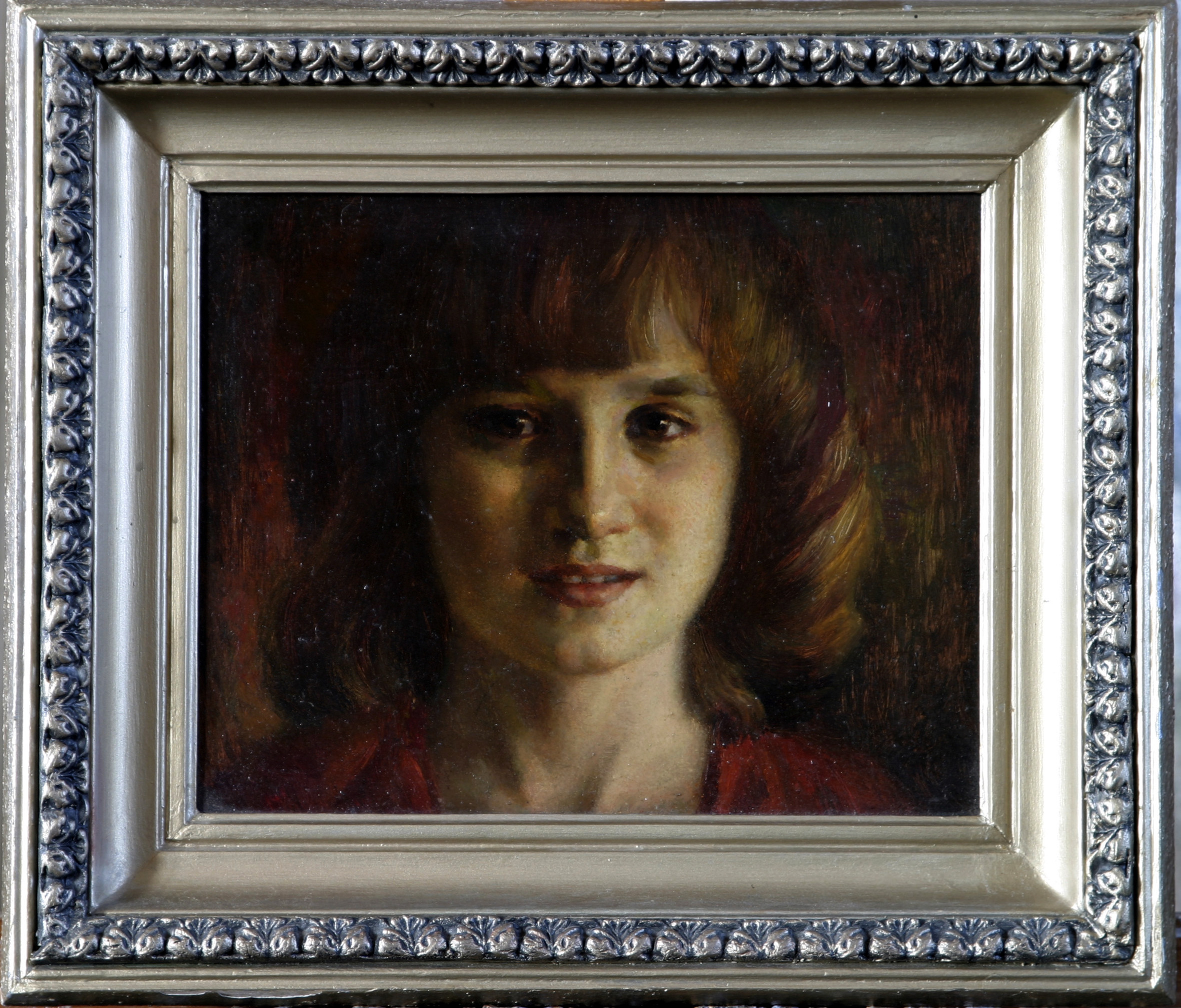
Лена, 1990
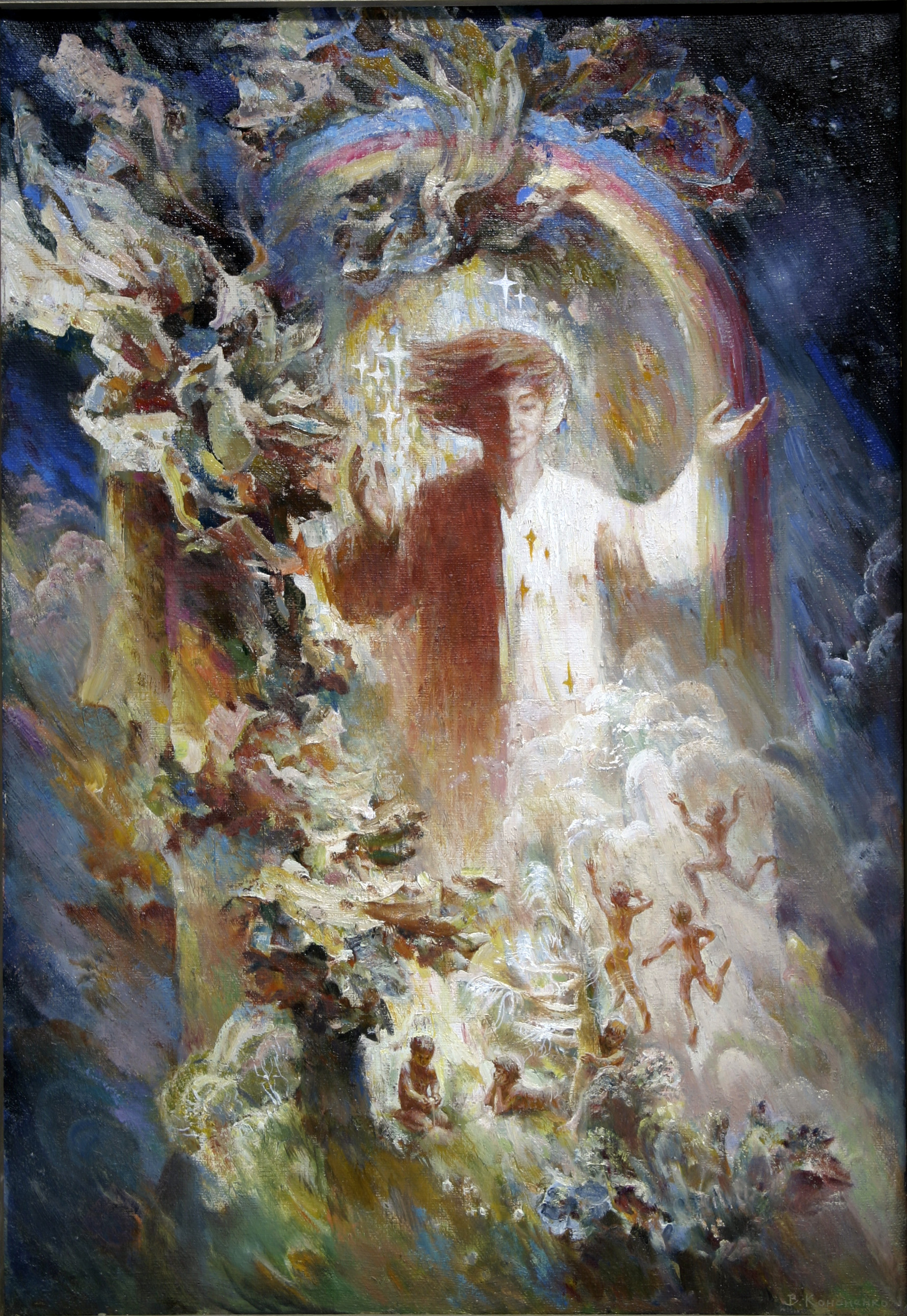
Гея, 1992
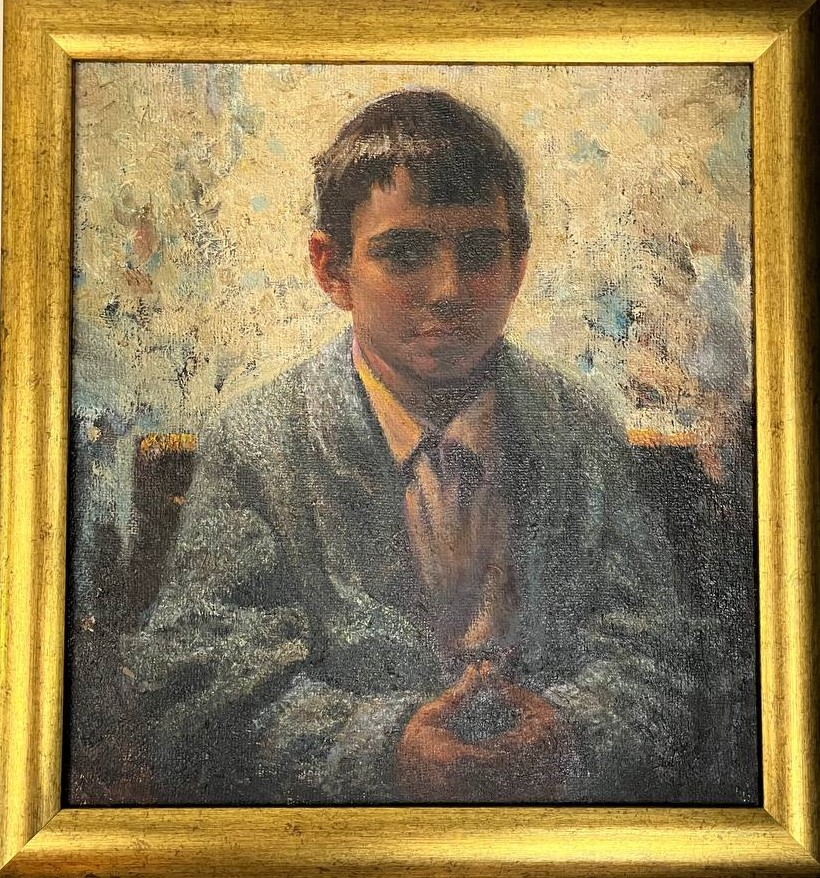
Кирюша, 1996
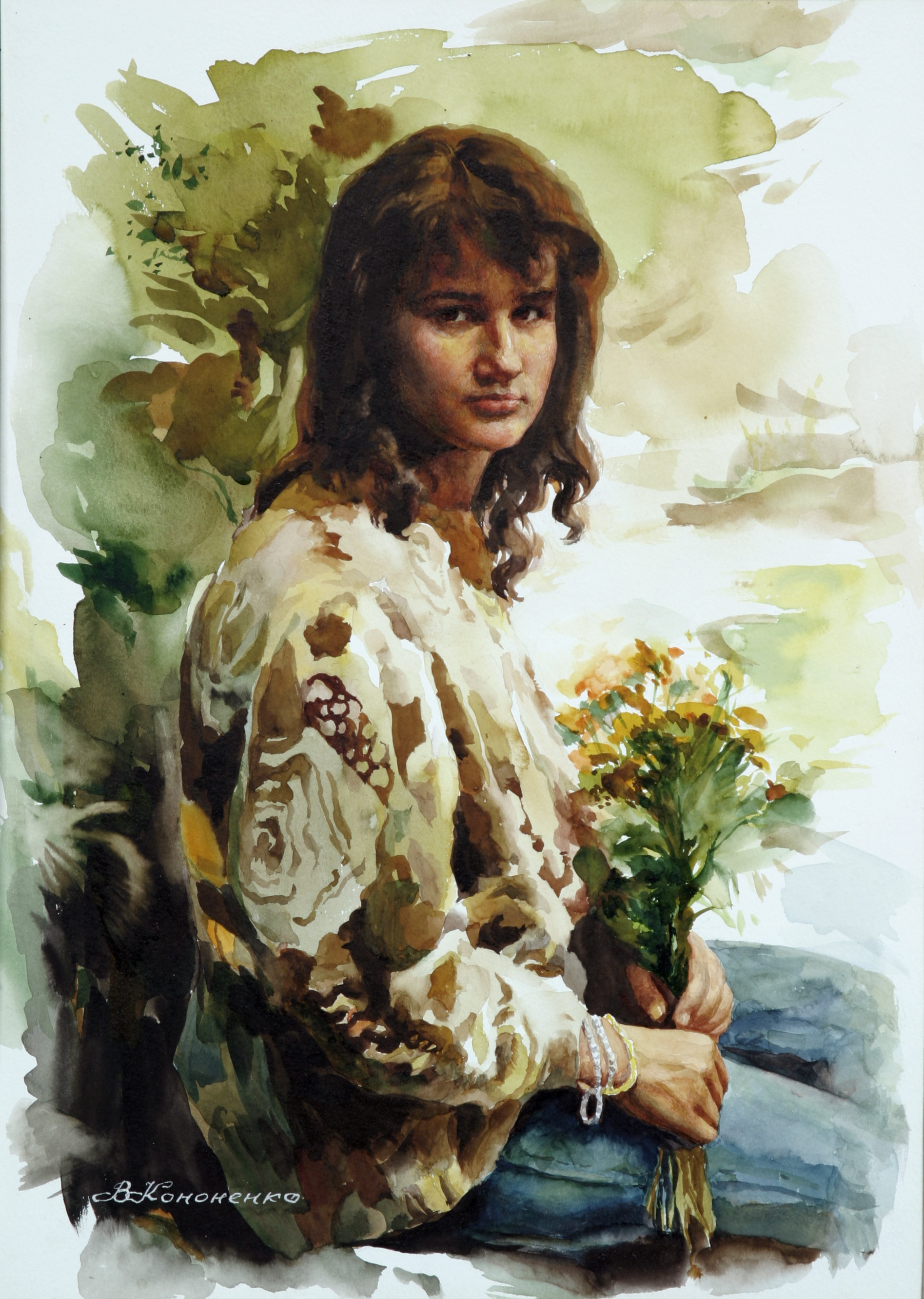
Леночка, 1999
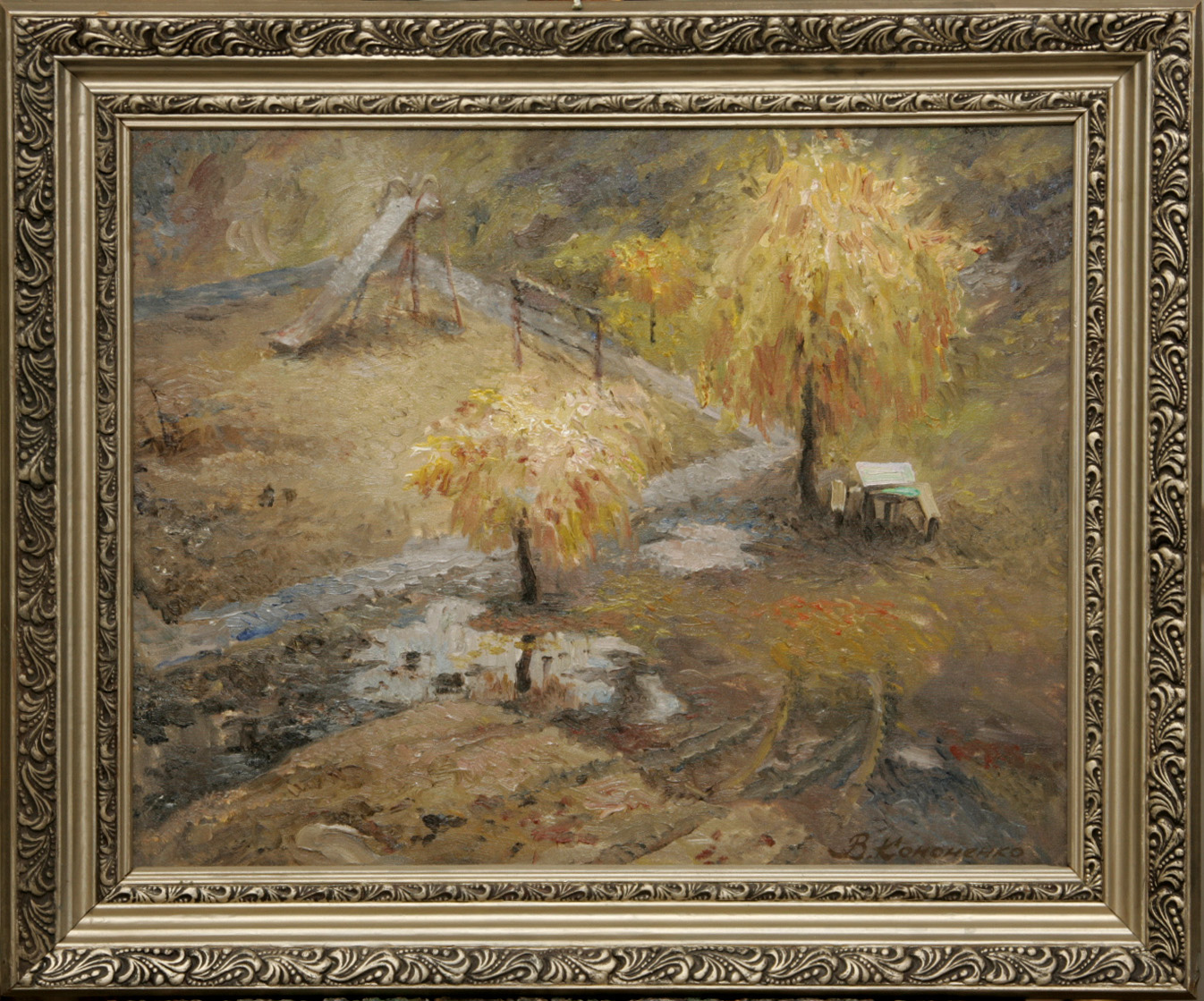
Двор, 1999
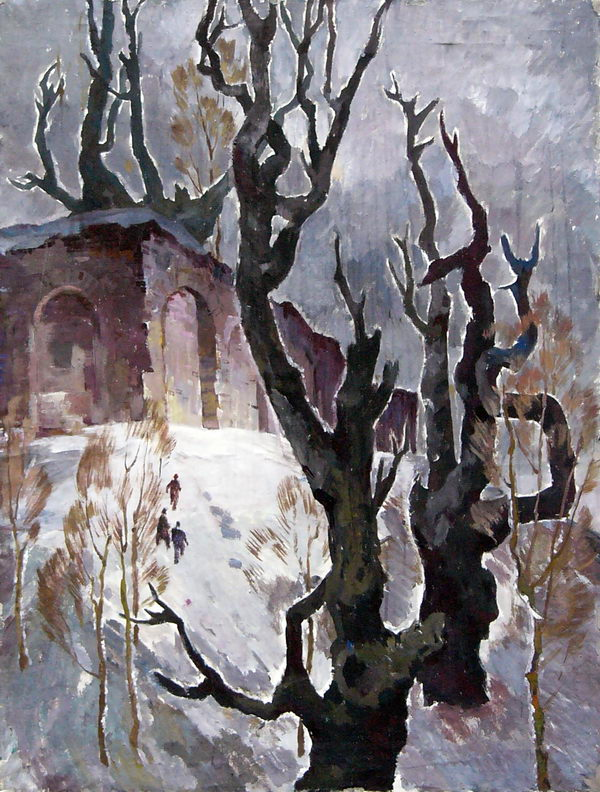
Остатки прошлого, 1999

### Акварель

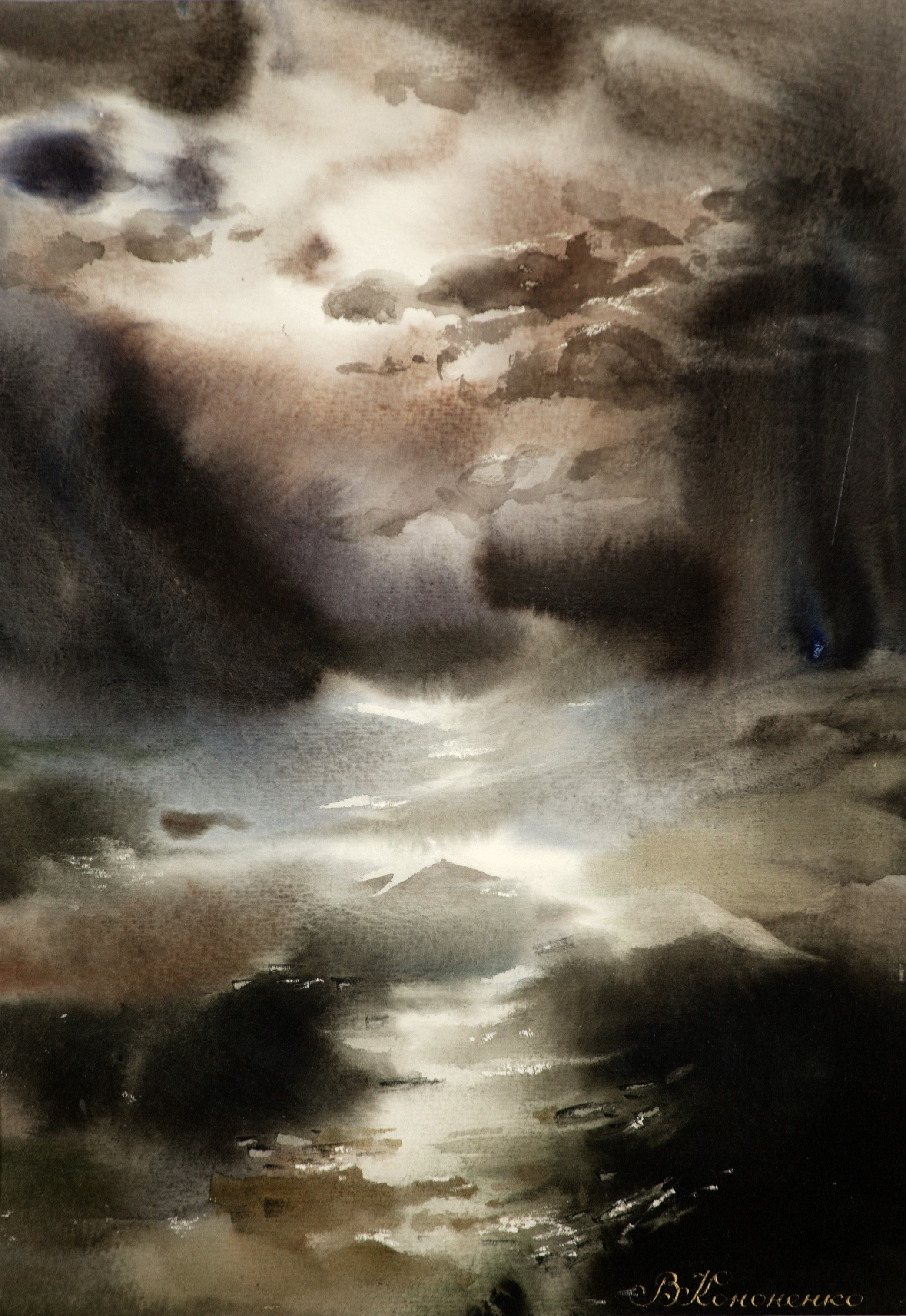
Чёрное море, 1994
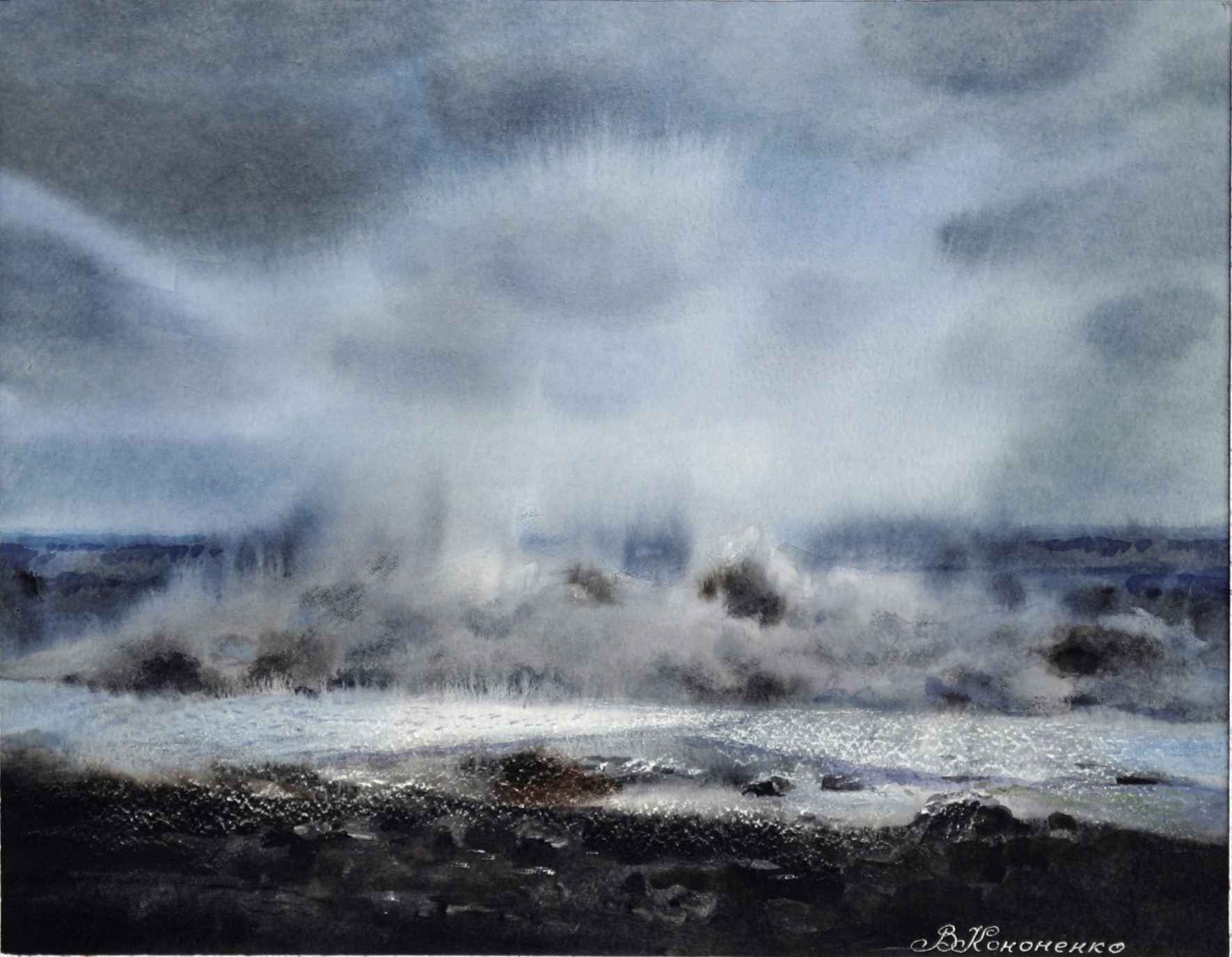
Море, 1994
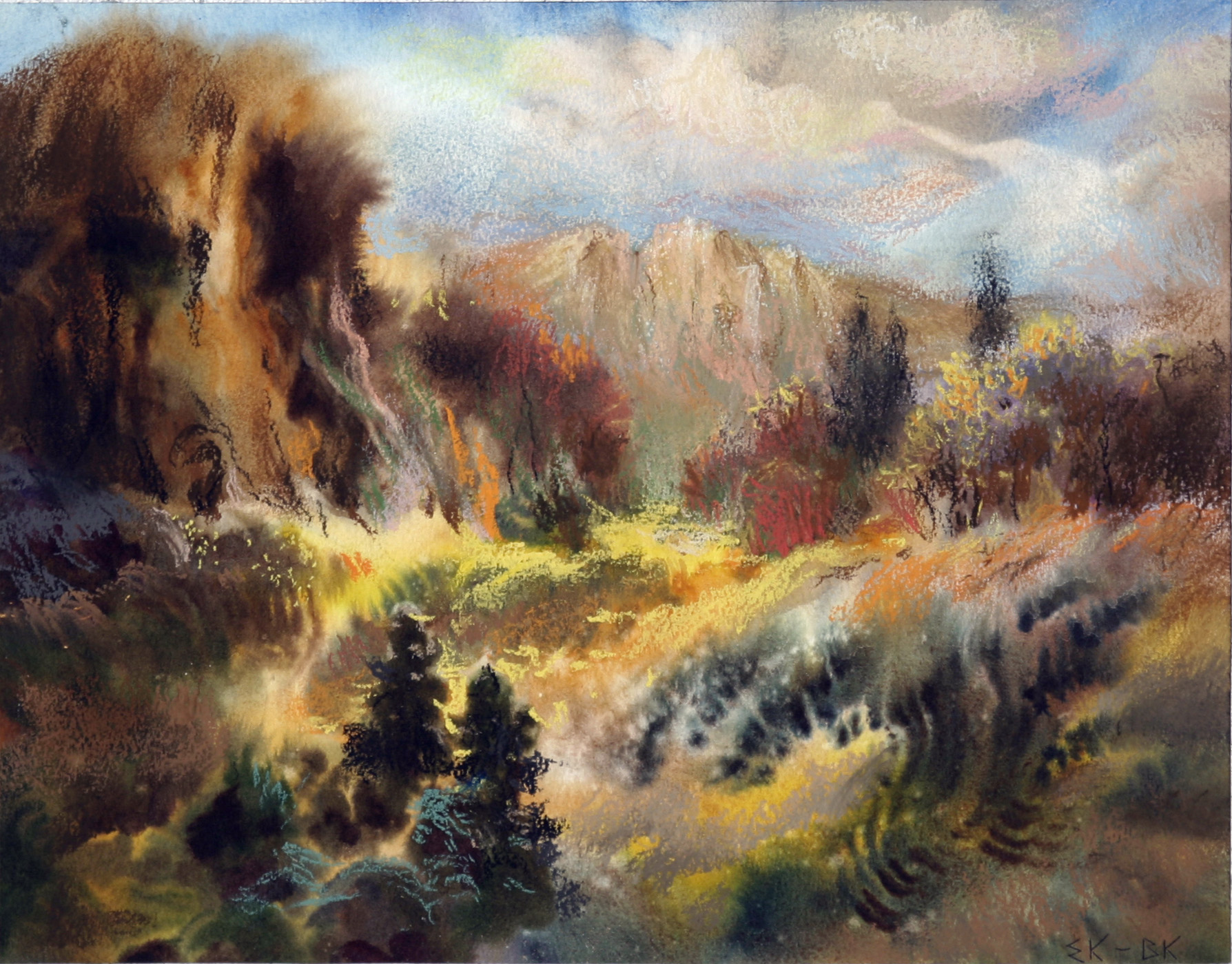
Осенний луг, 1994
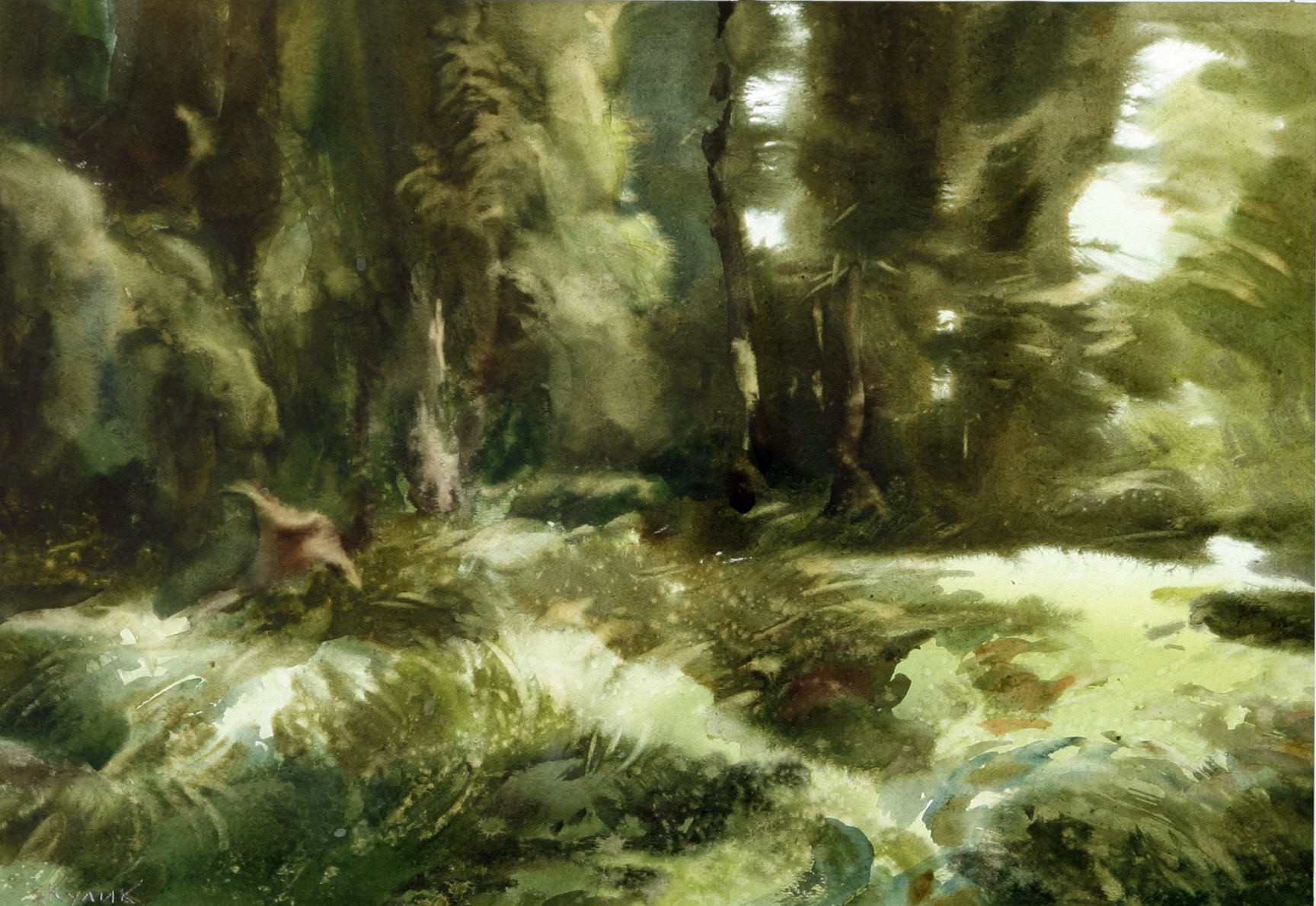
Поляна, 1994

### Портреты на заказ

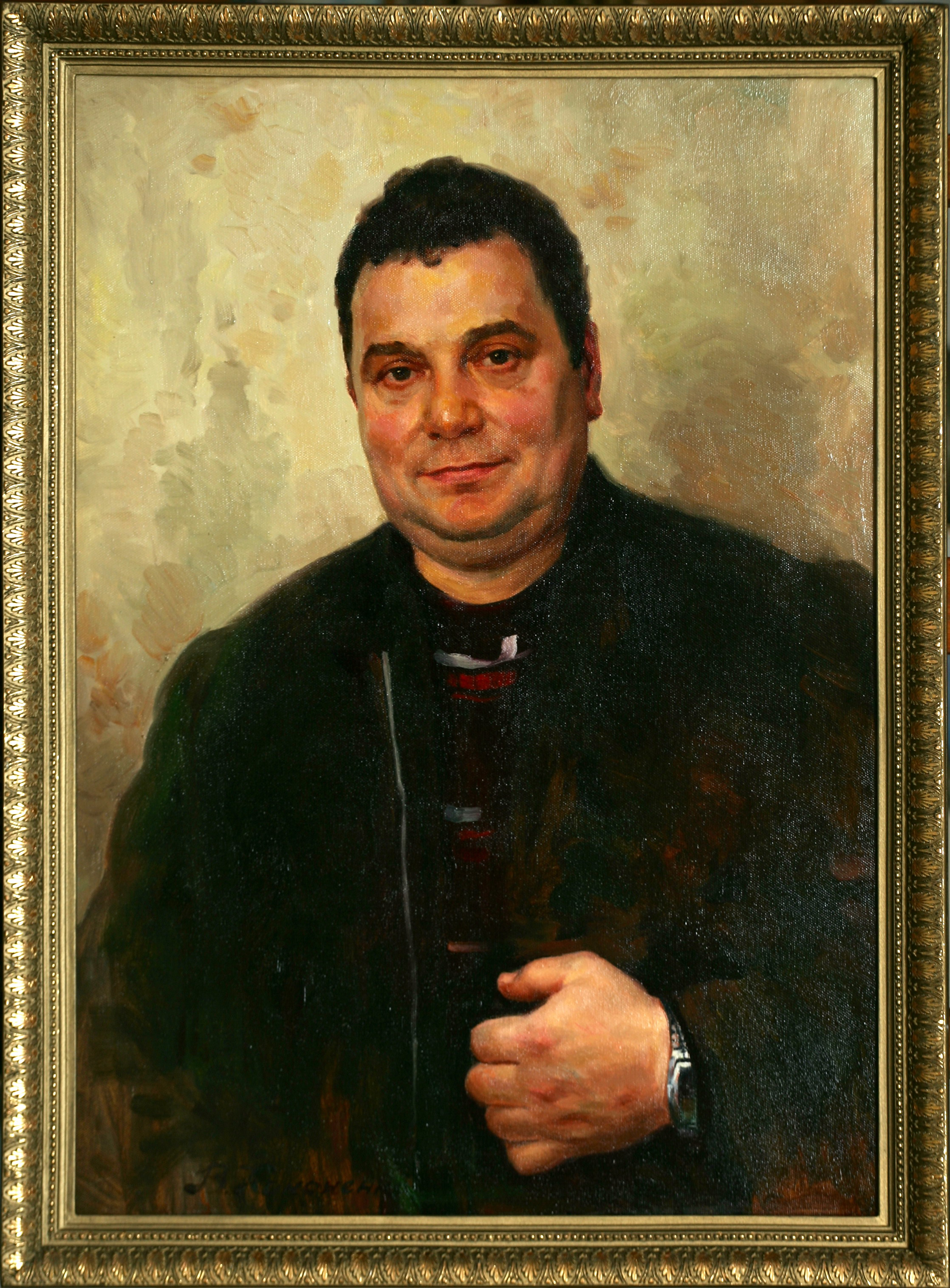
Портрет на заказ, 1996
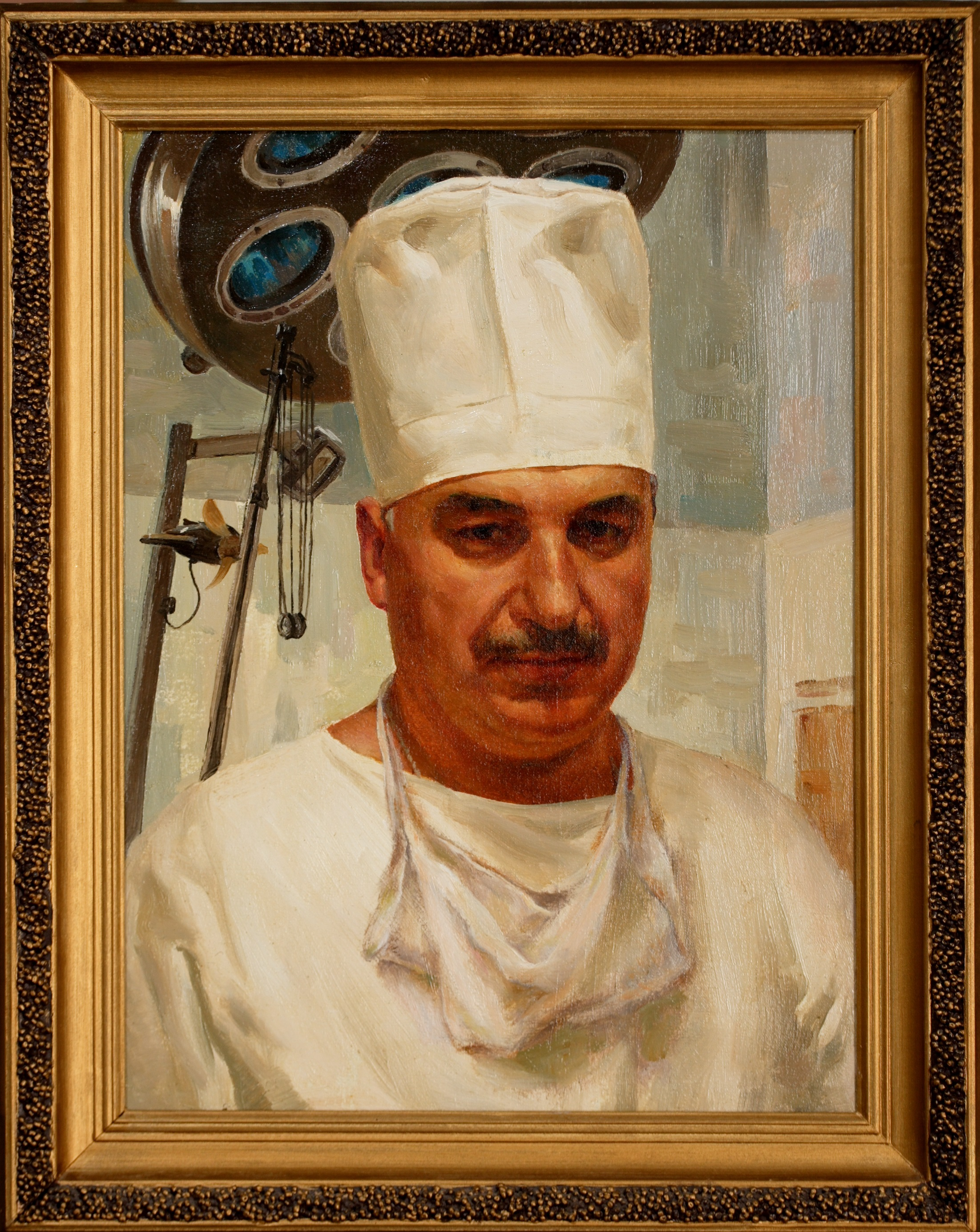
Портрет на заказ, 1996
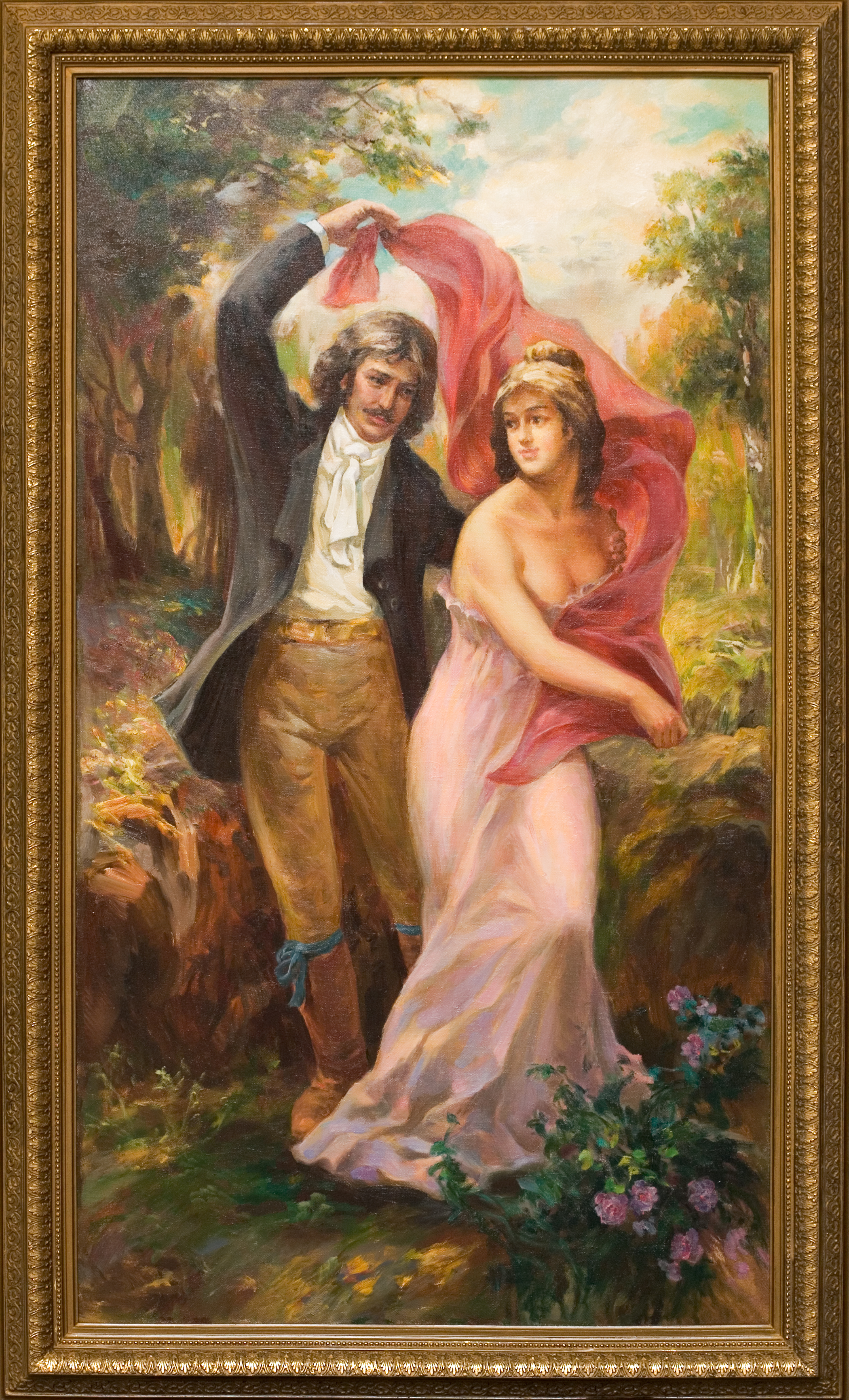
Портрет на заказ, 1997
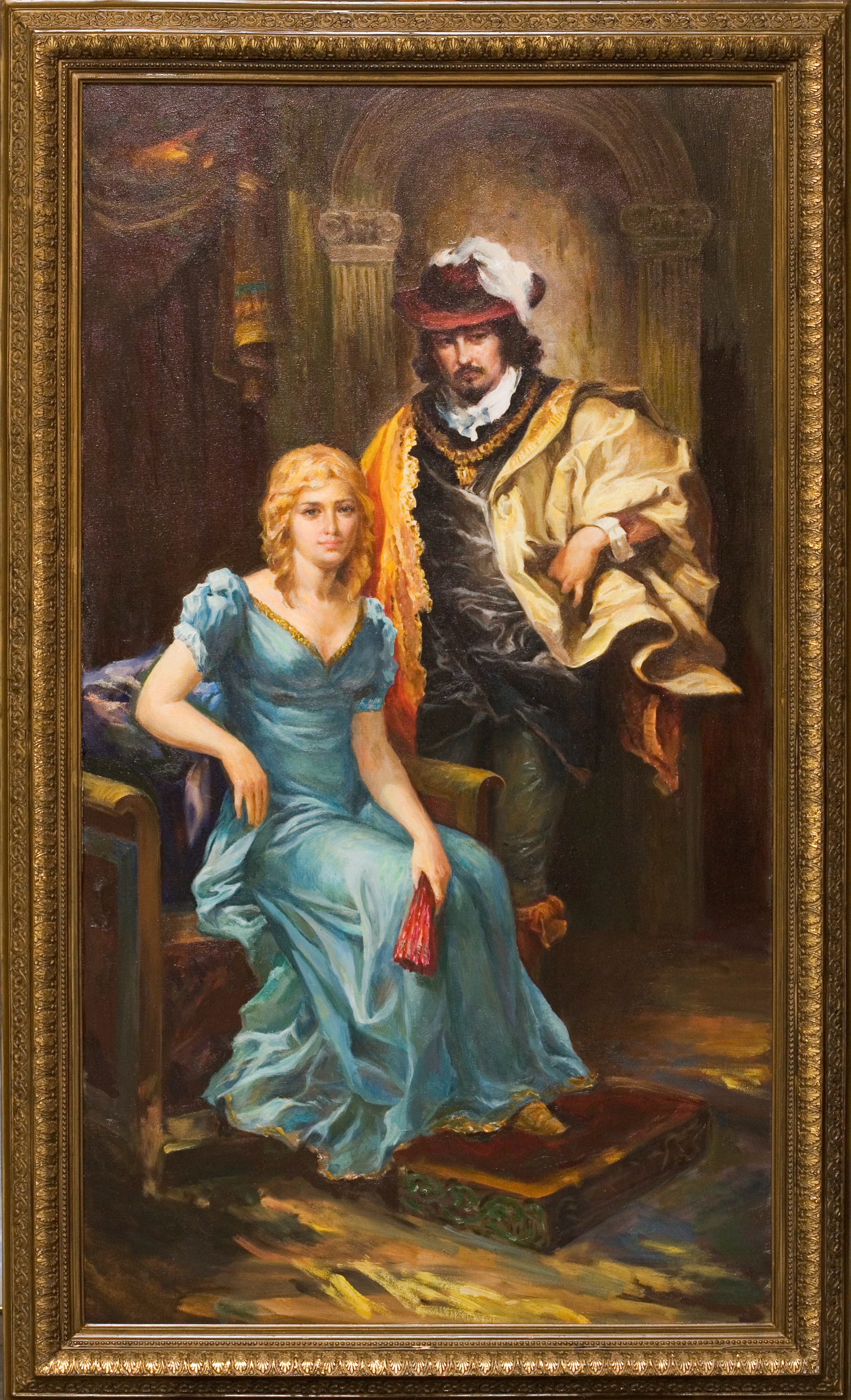
Портрет на заказ, 1997
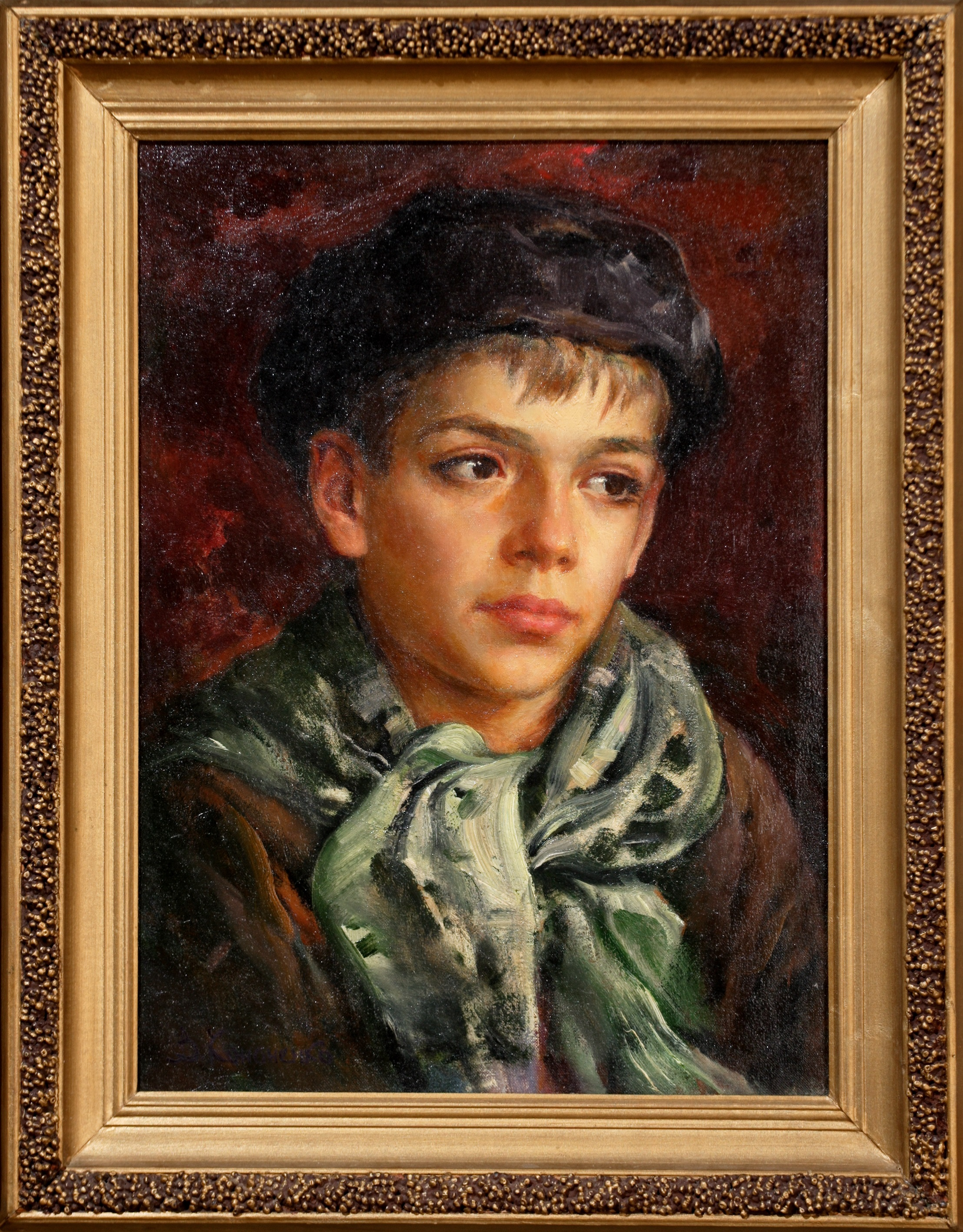
Портрет на заказ, 1998
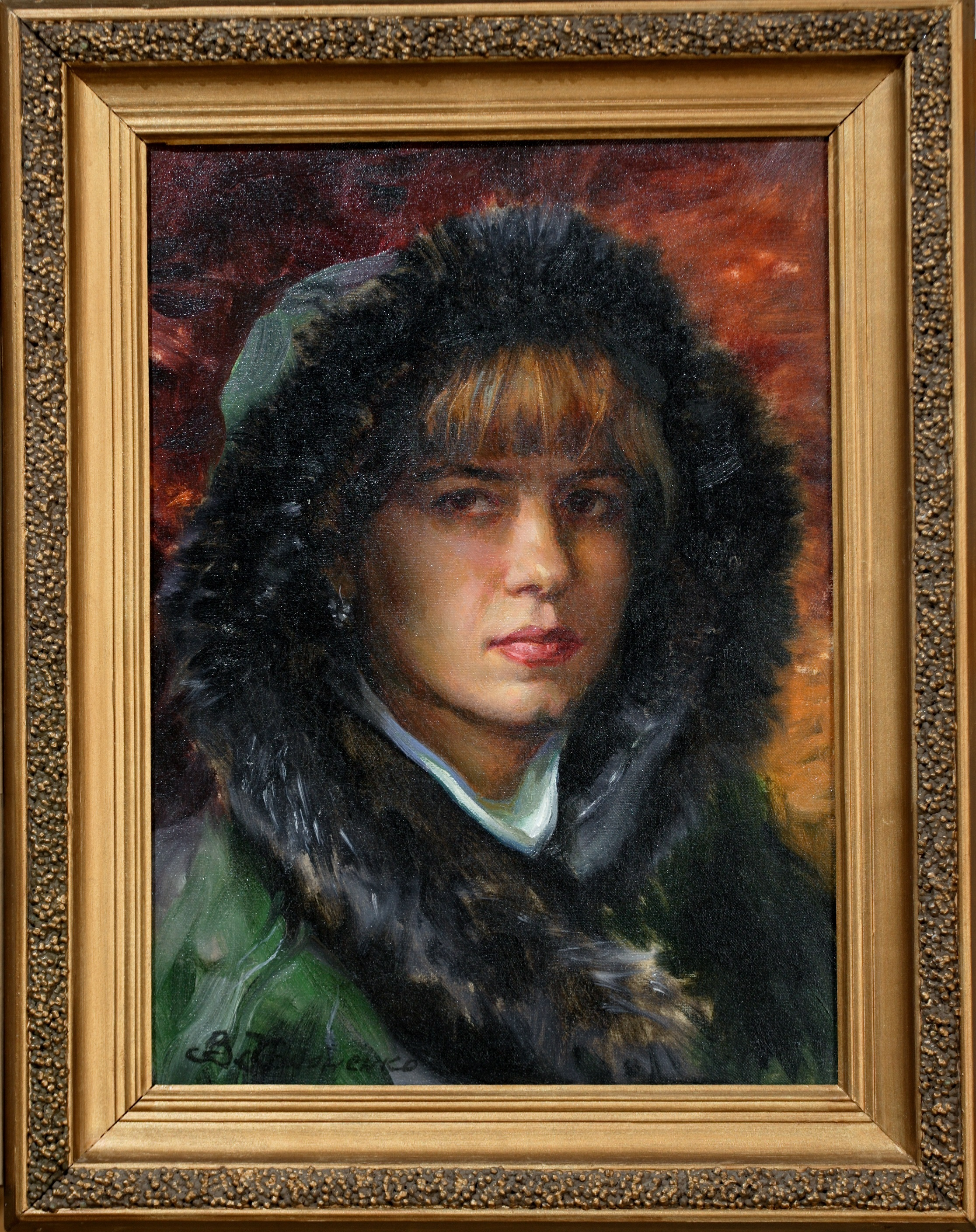
Портрет на заказ, 1999
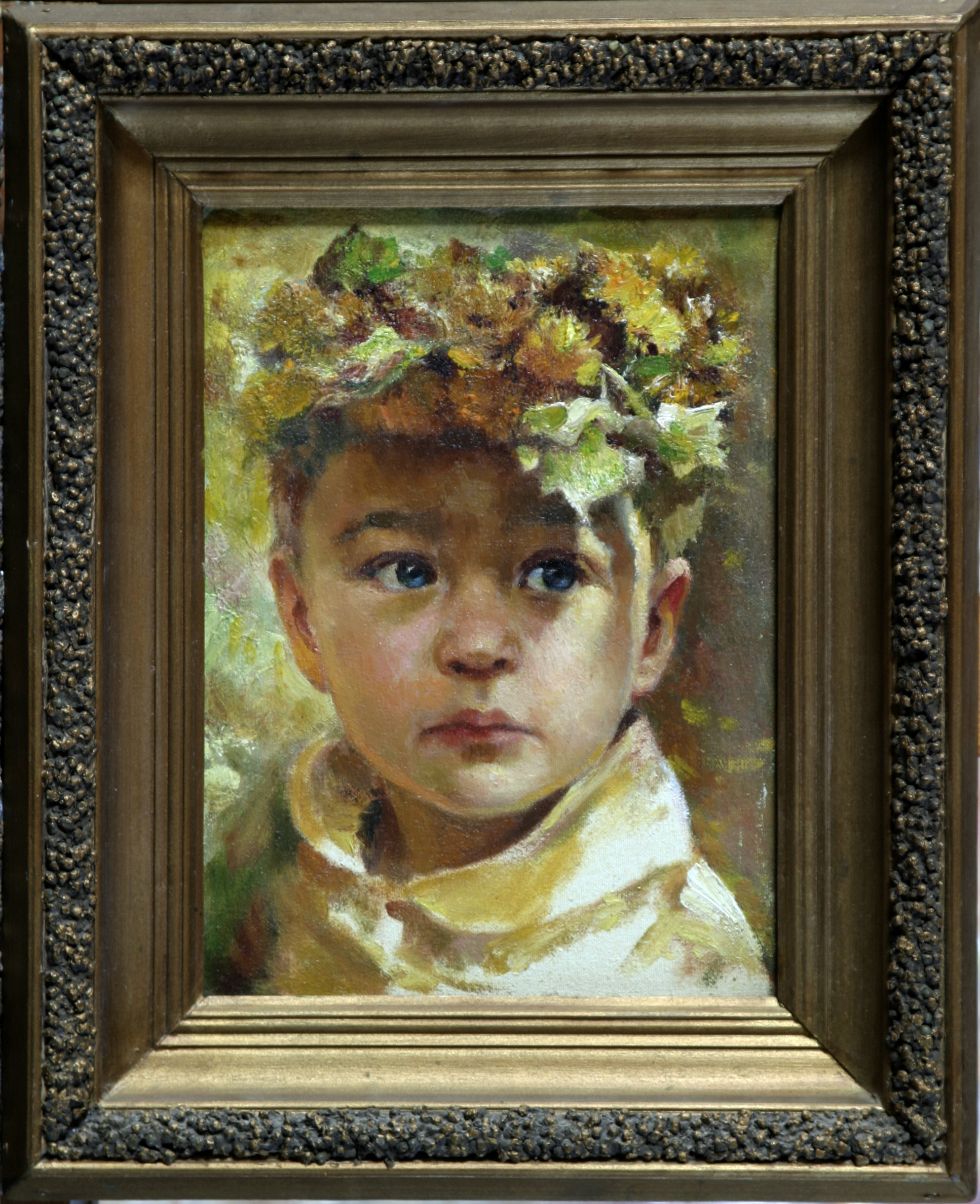
Портрет на заказ, 2003
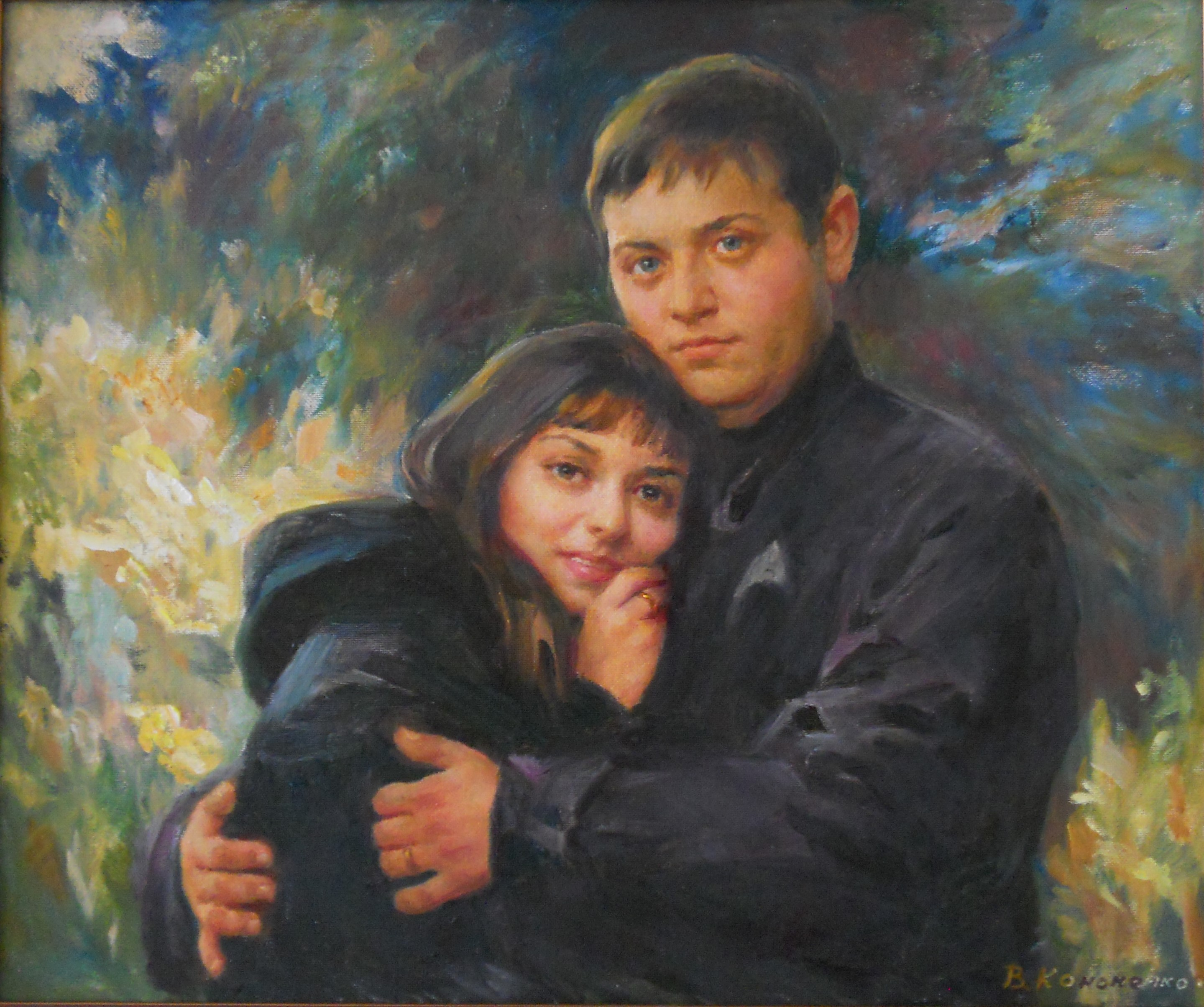
Портрет на заказ, 2004
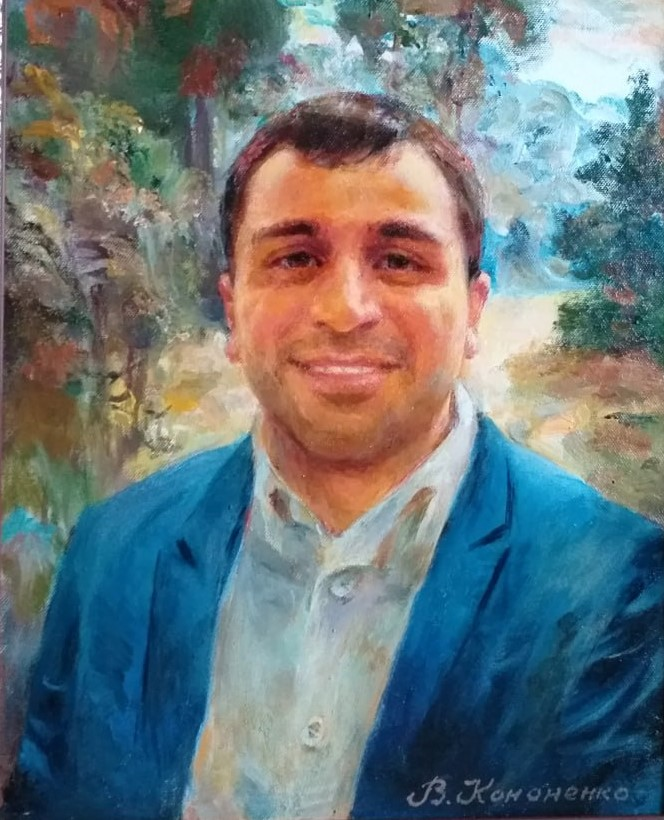
Портрет на заказ, 2014

### Картины периода работы в Святогорской Лавре

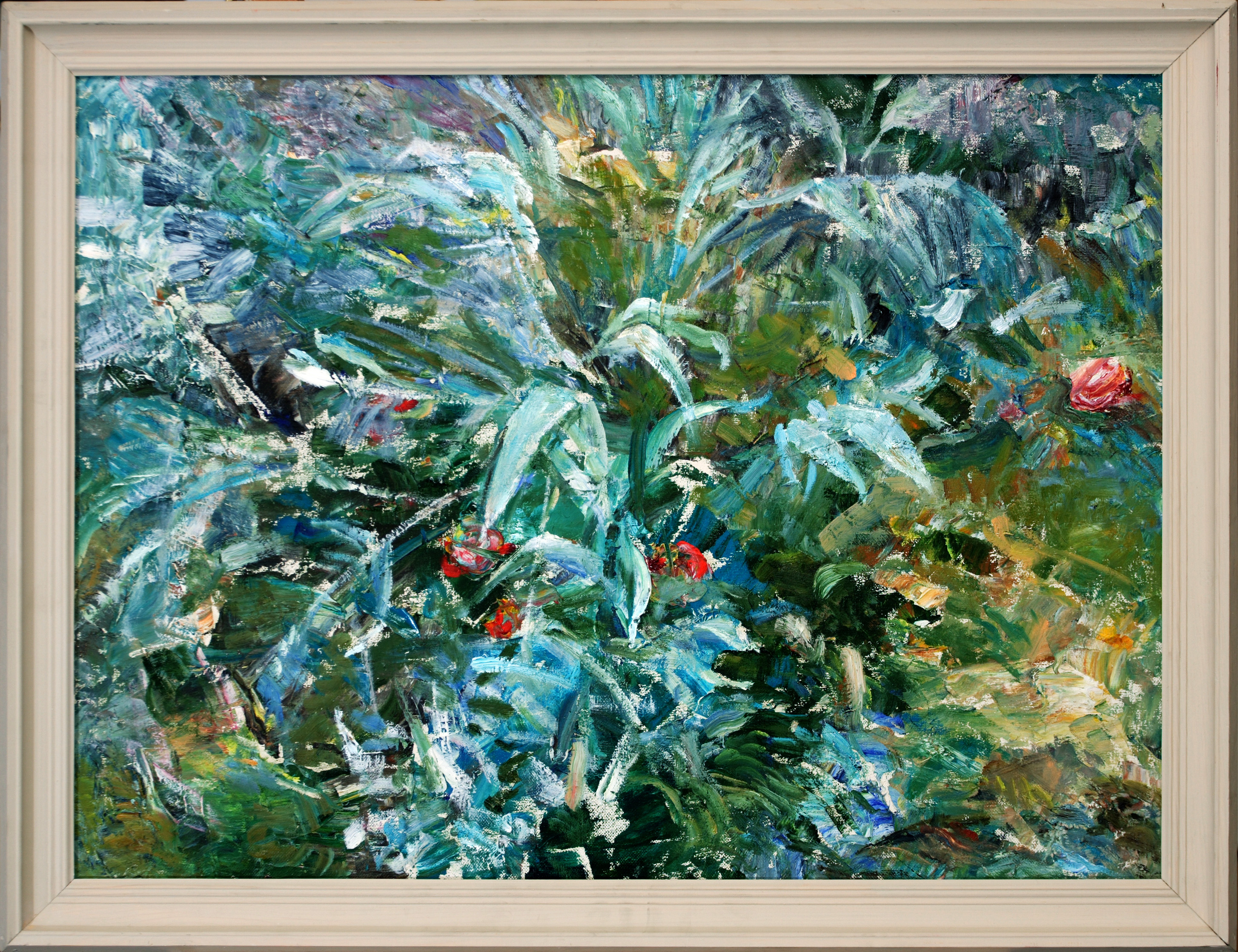
Голубые травы, 2004
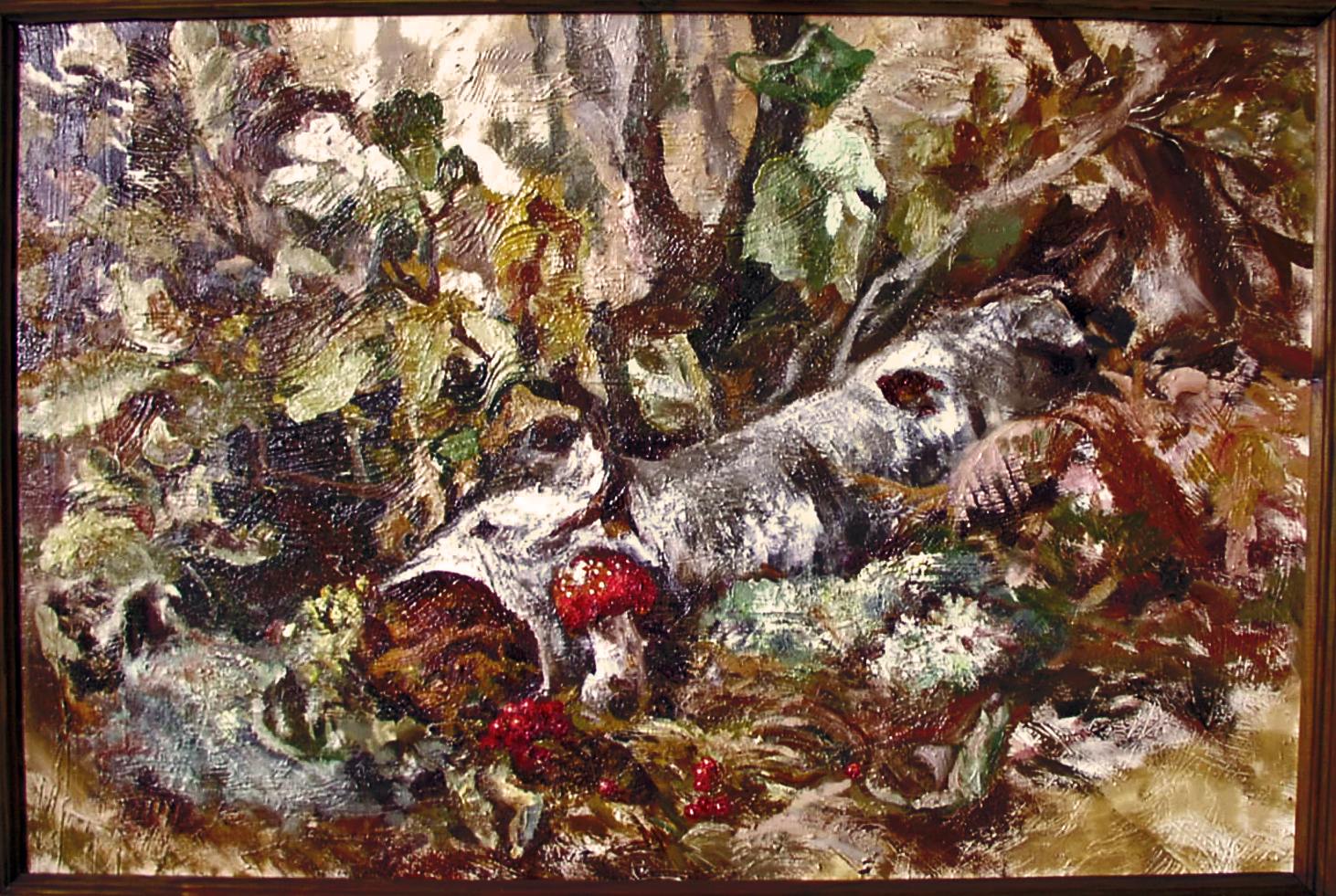
Лесной натюрморт, 2005
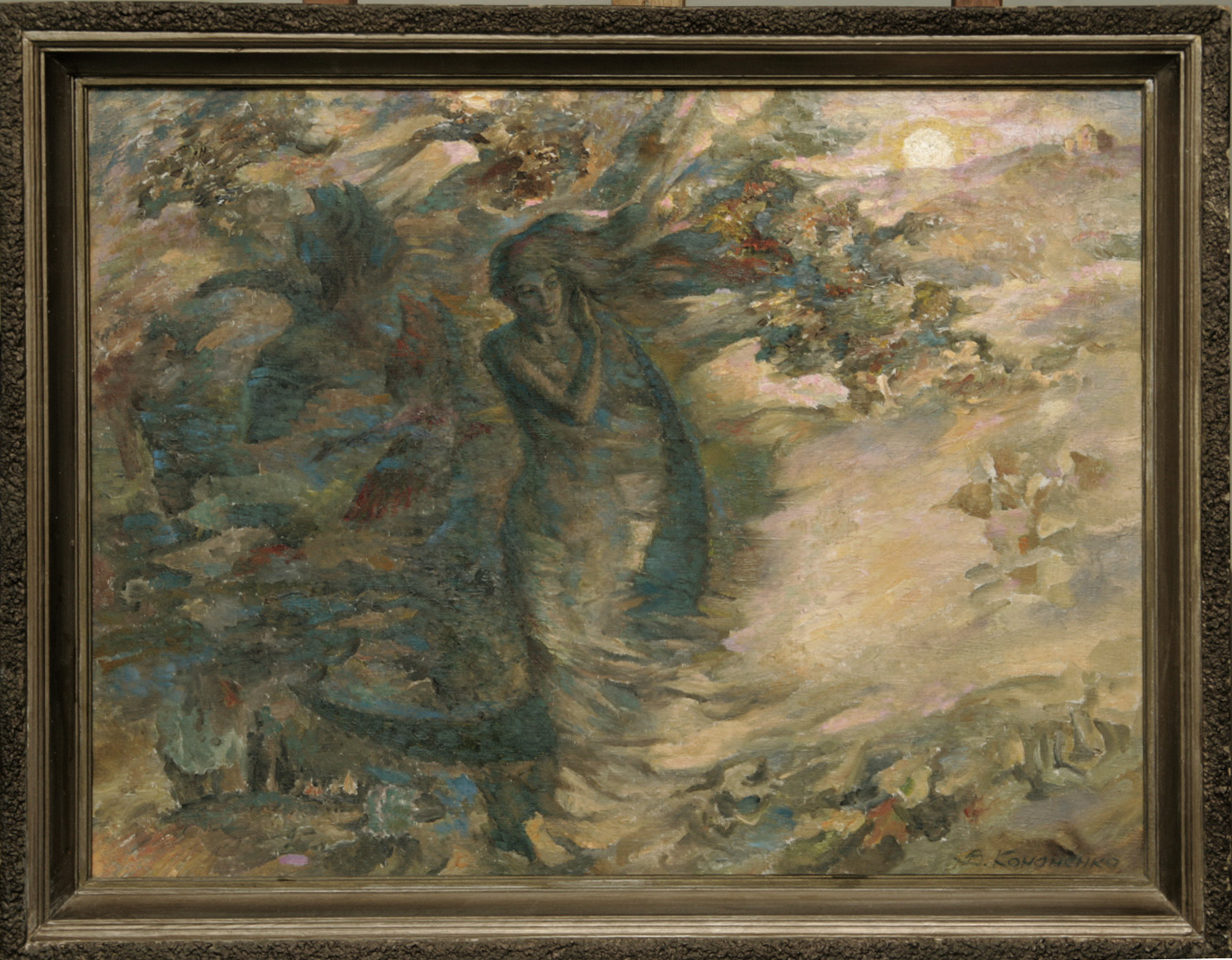
Уходит день и ночь в свои права вступить готова, 2005
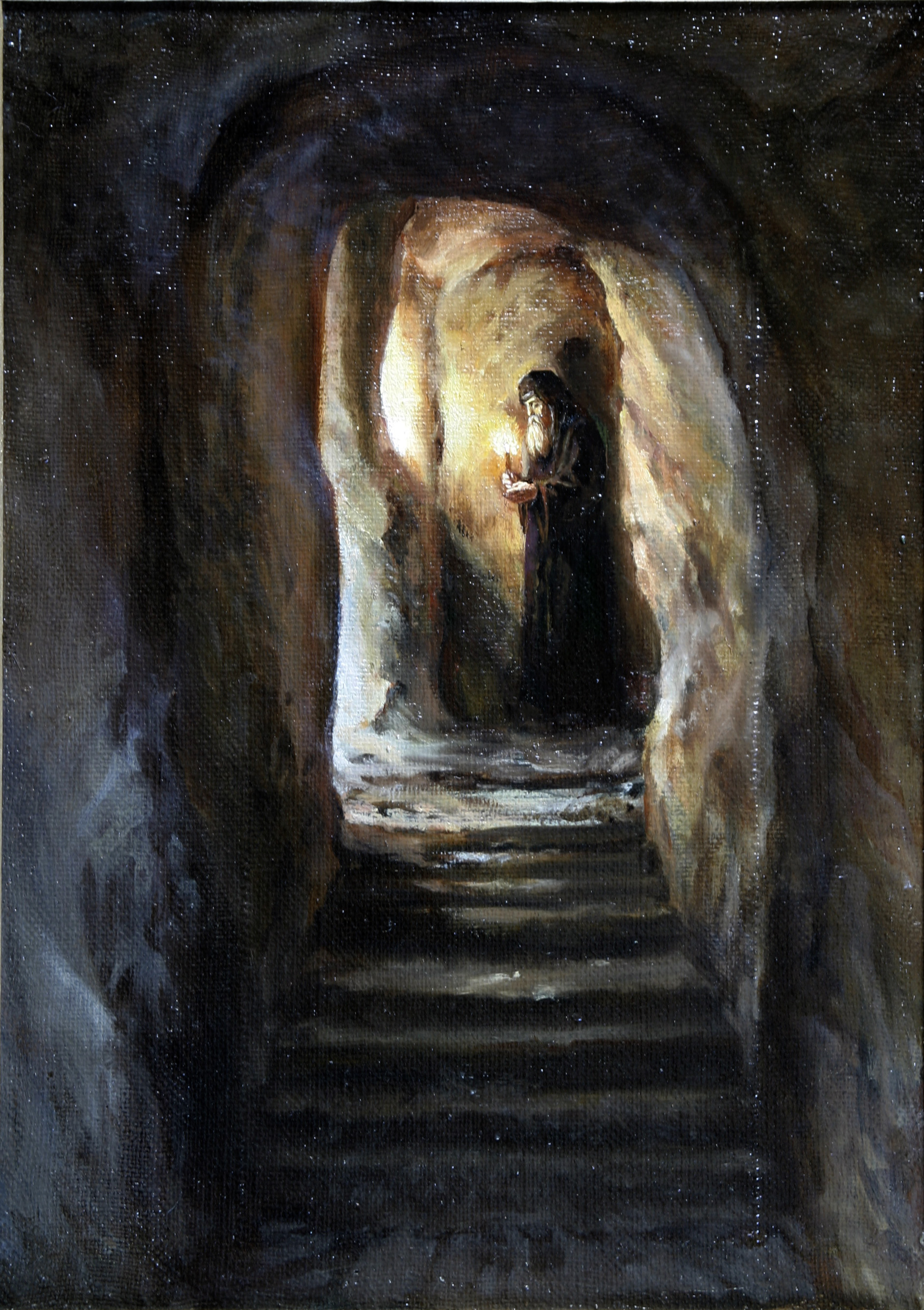
Монах, 2007
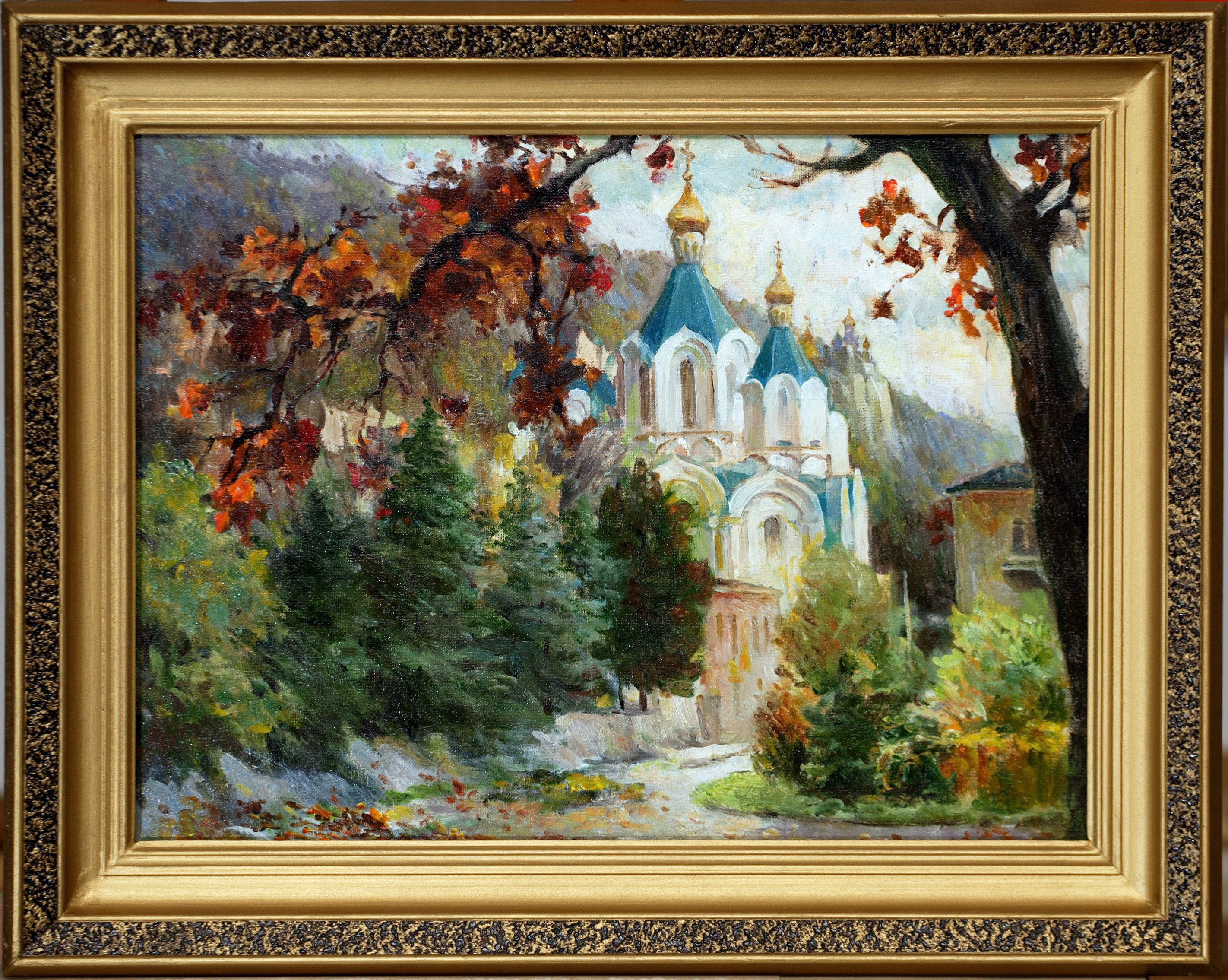
Святогорск, 2009
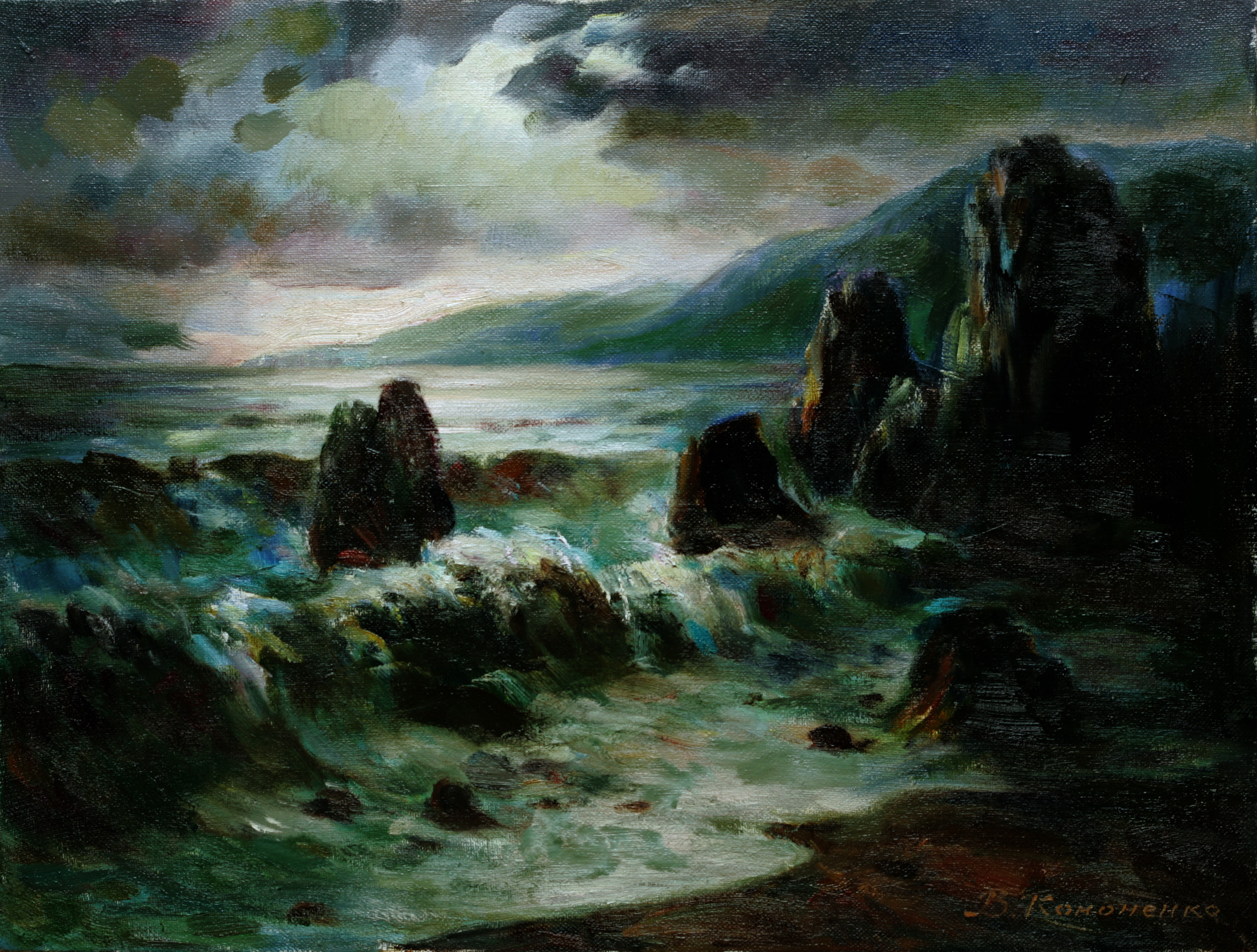
Стихия, 2003
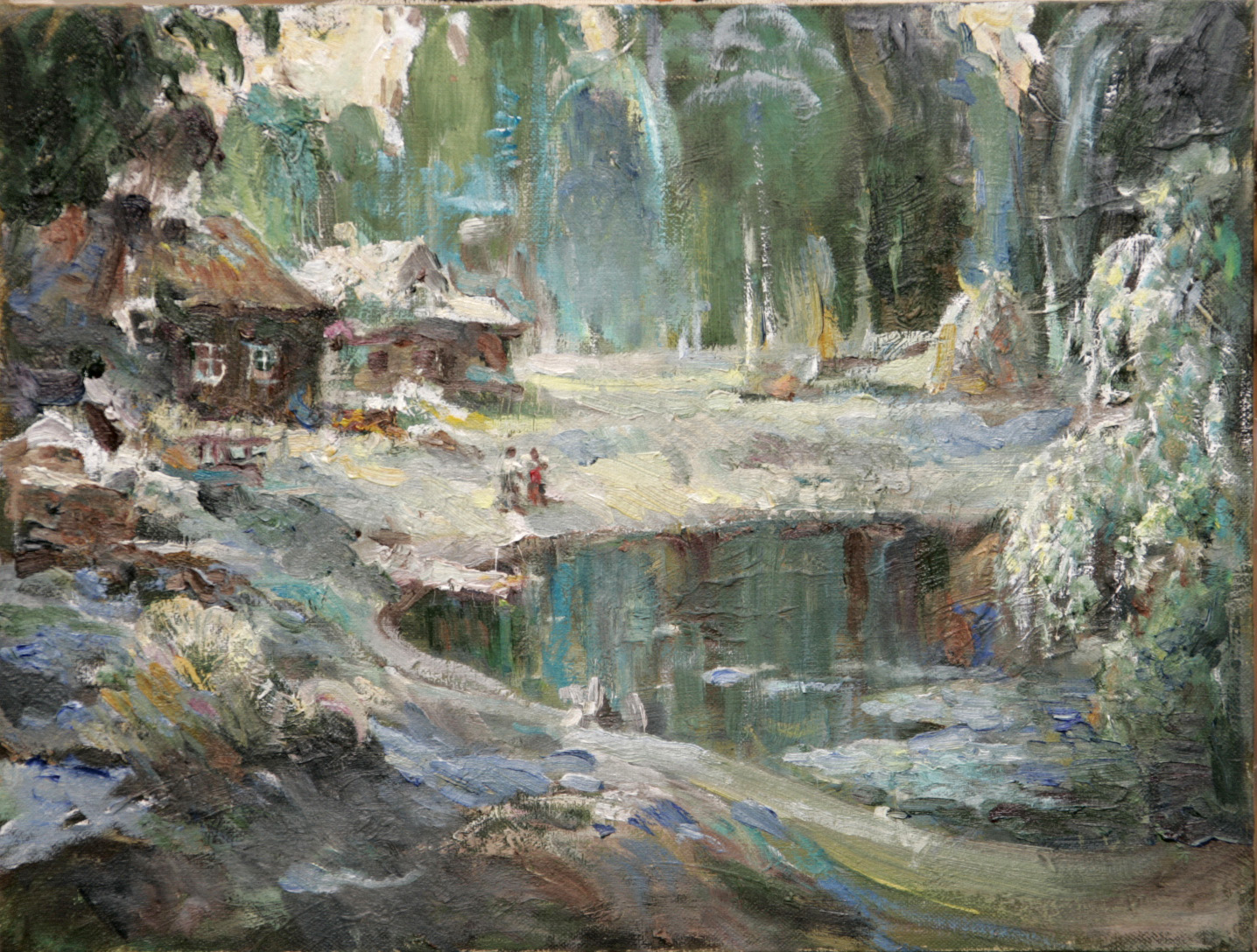
Дом у озера, 2001
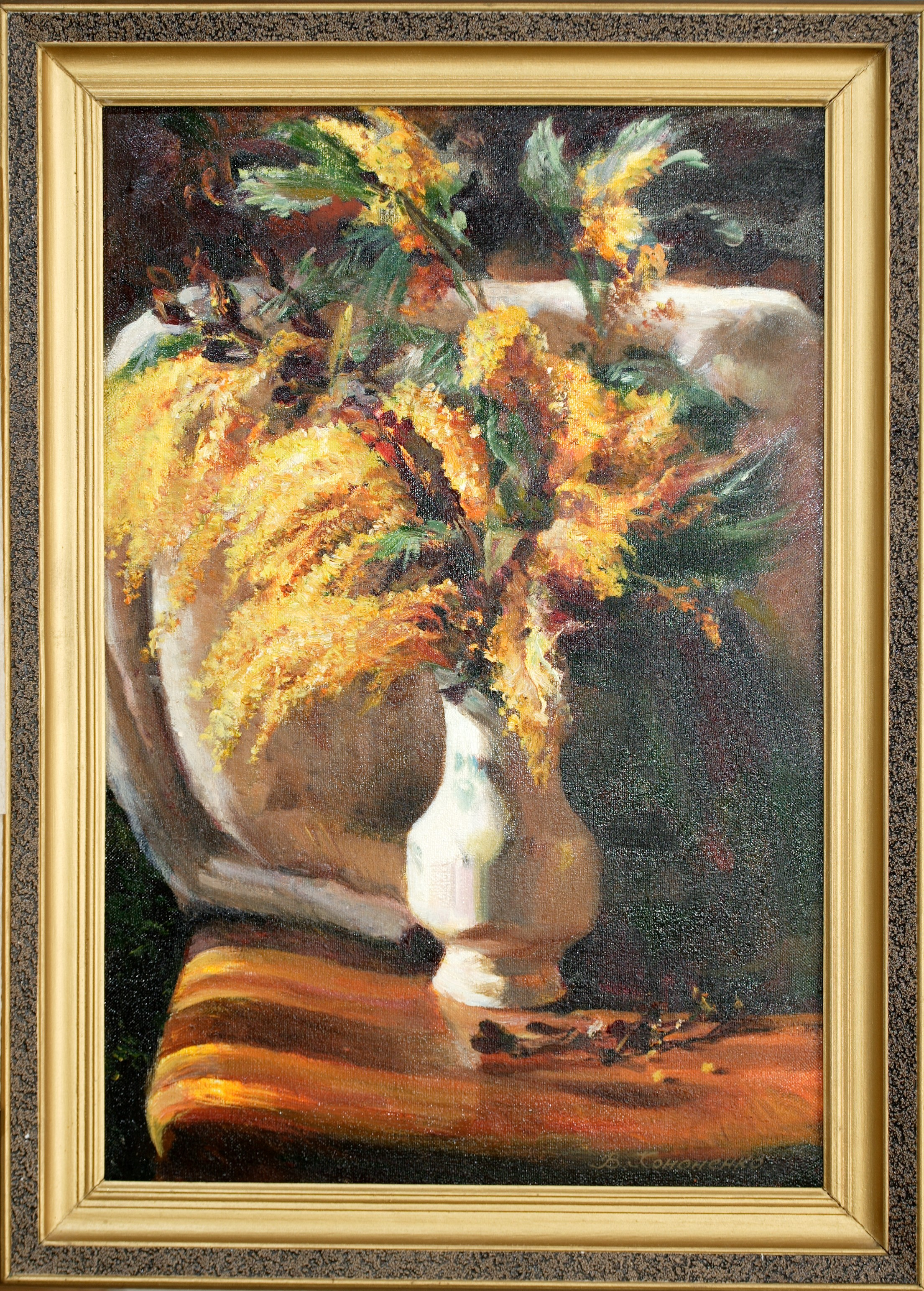
Осенний натюрморт, 2000
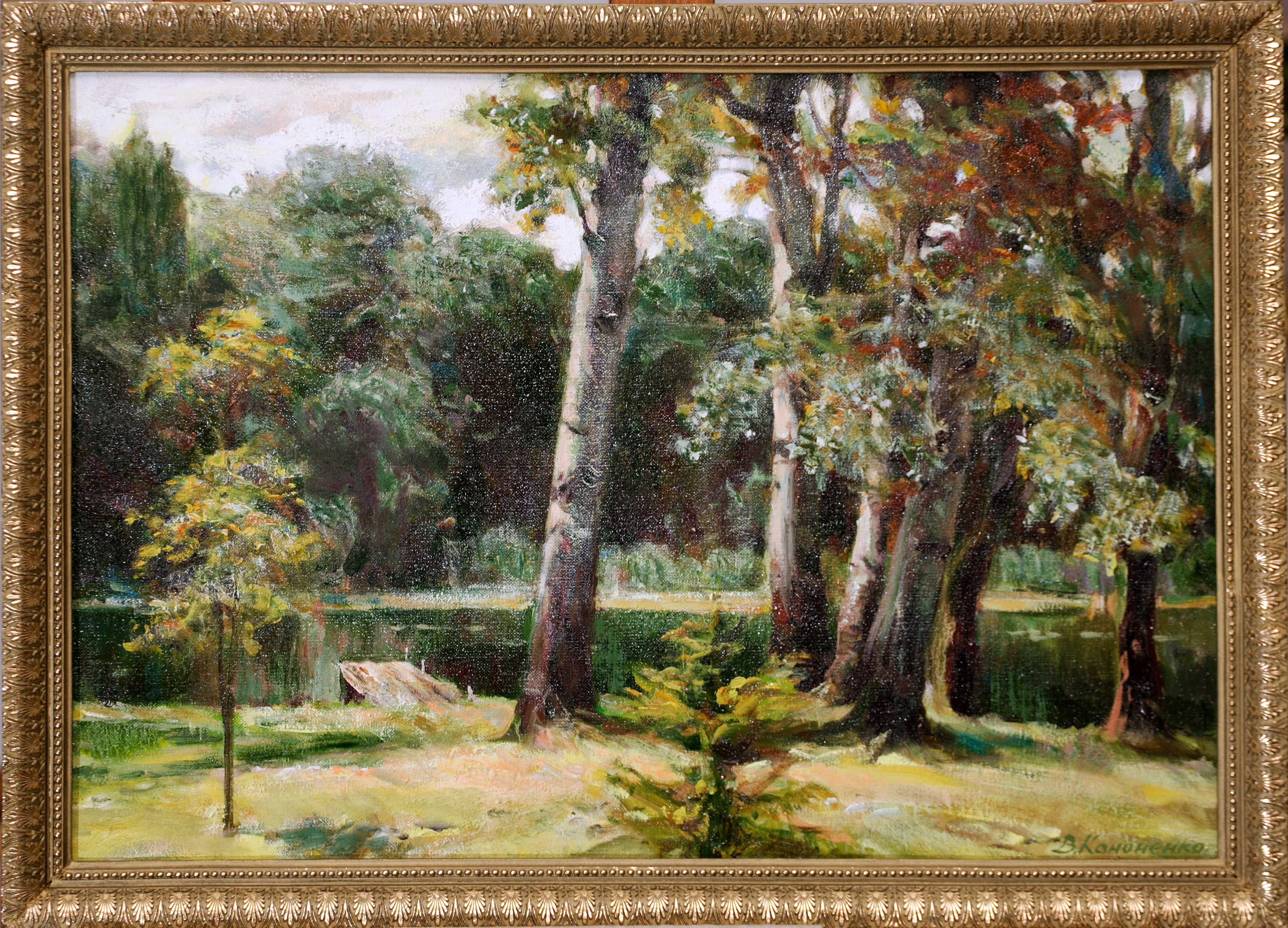
На банном озере, 2006

### Картины написанные после переезда в Харьков

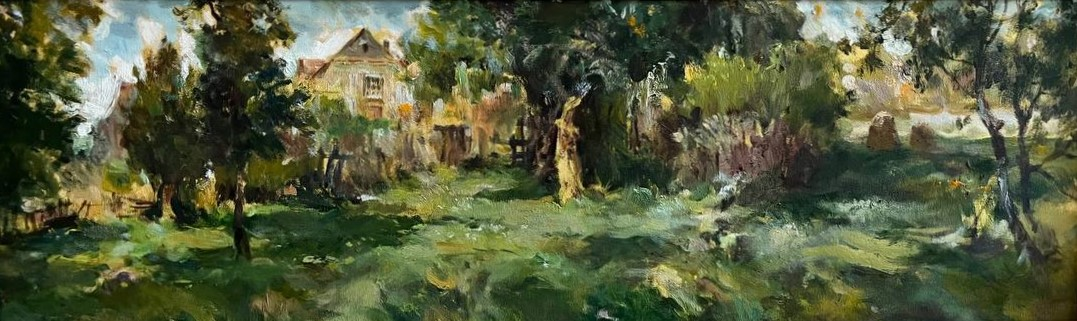
Беленькое, 2014
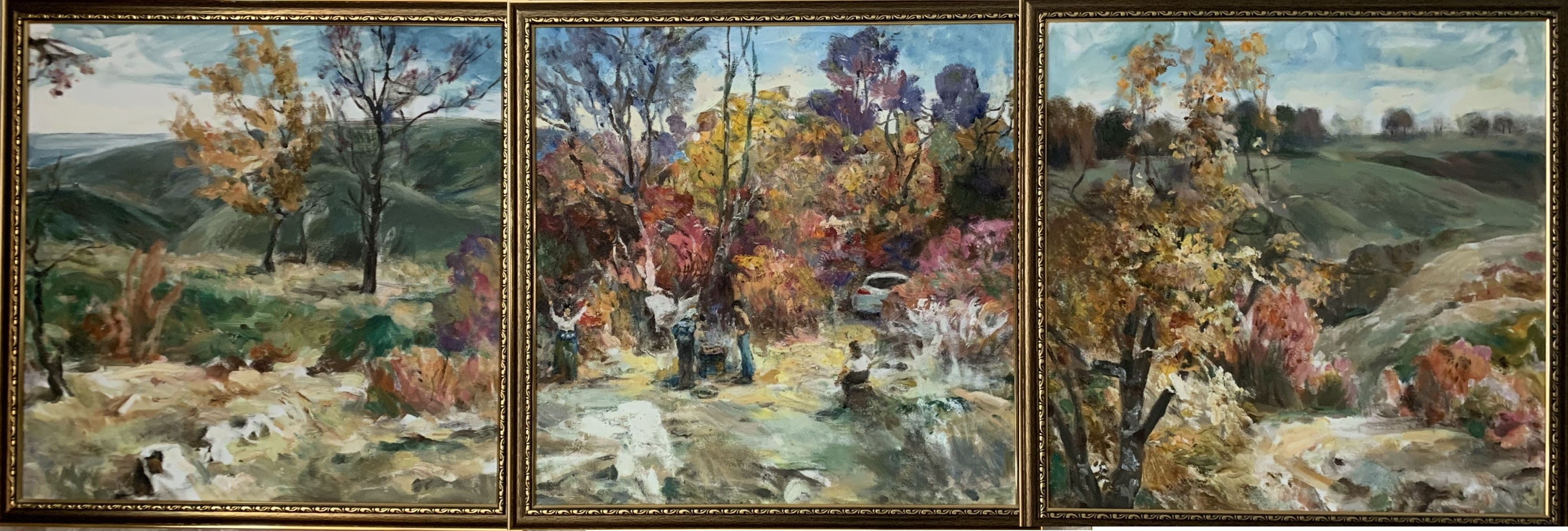
В горах, 2015
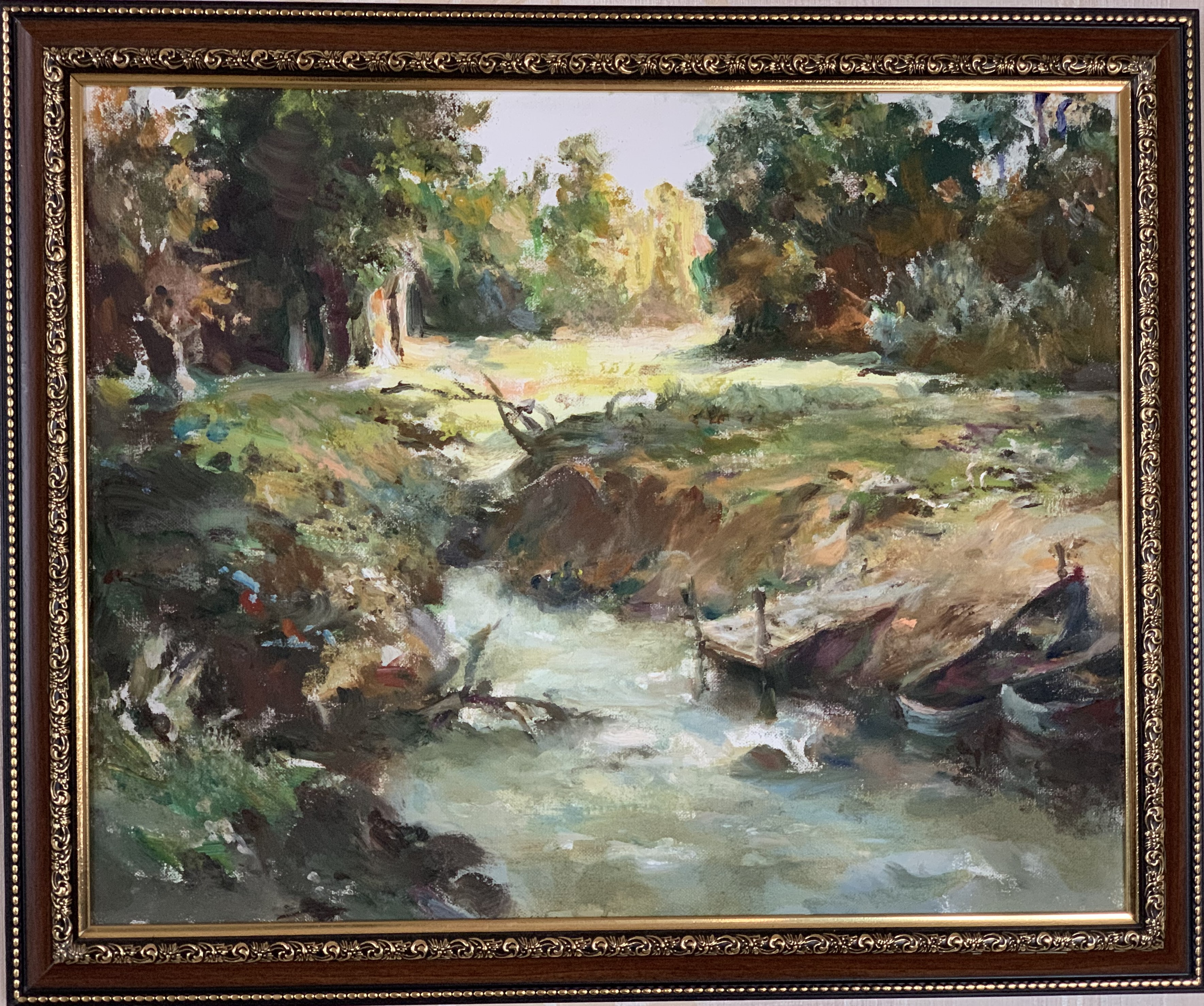
Пейзаж с лодкой, 2015
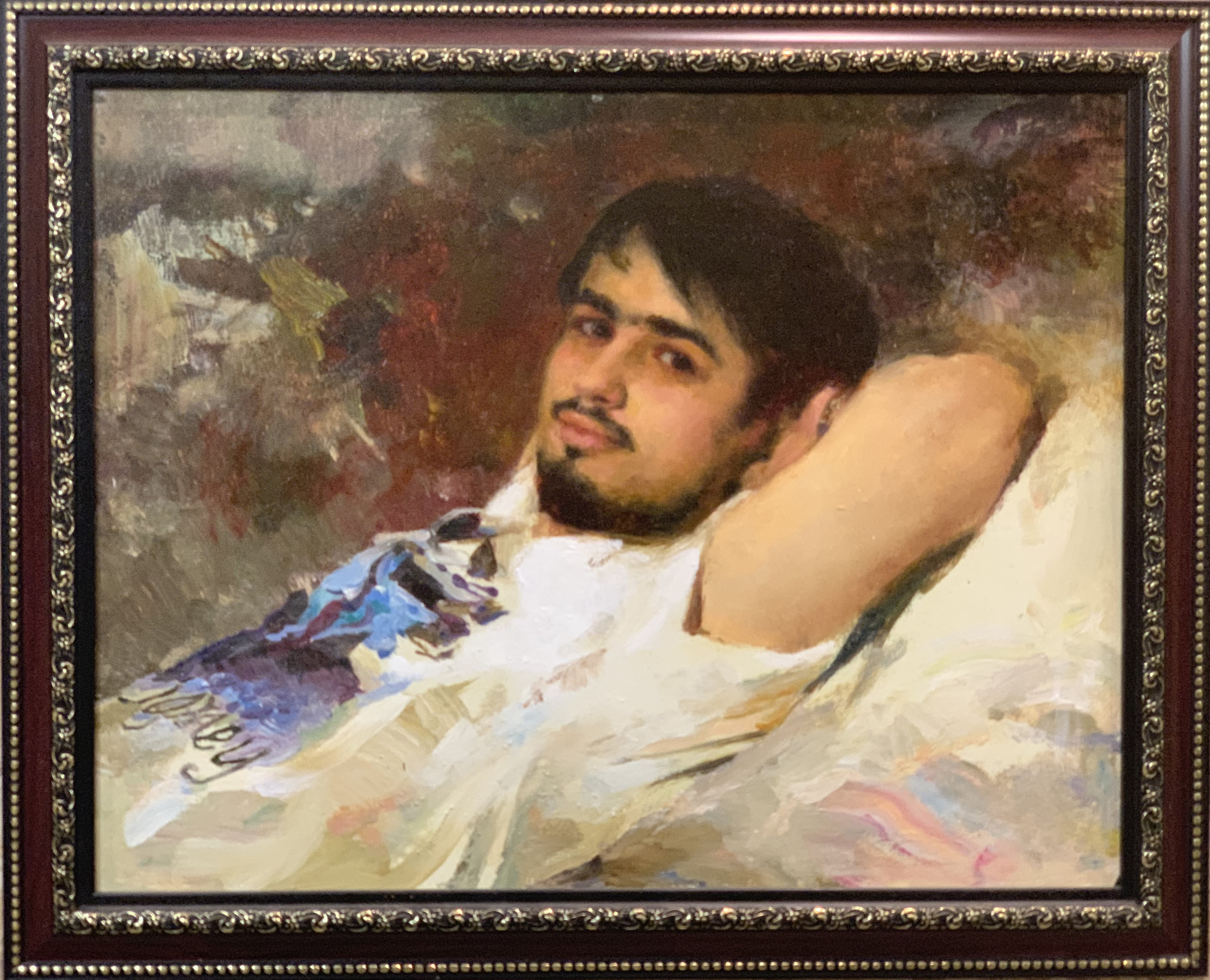
Портрет Кирилла, 2015
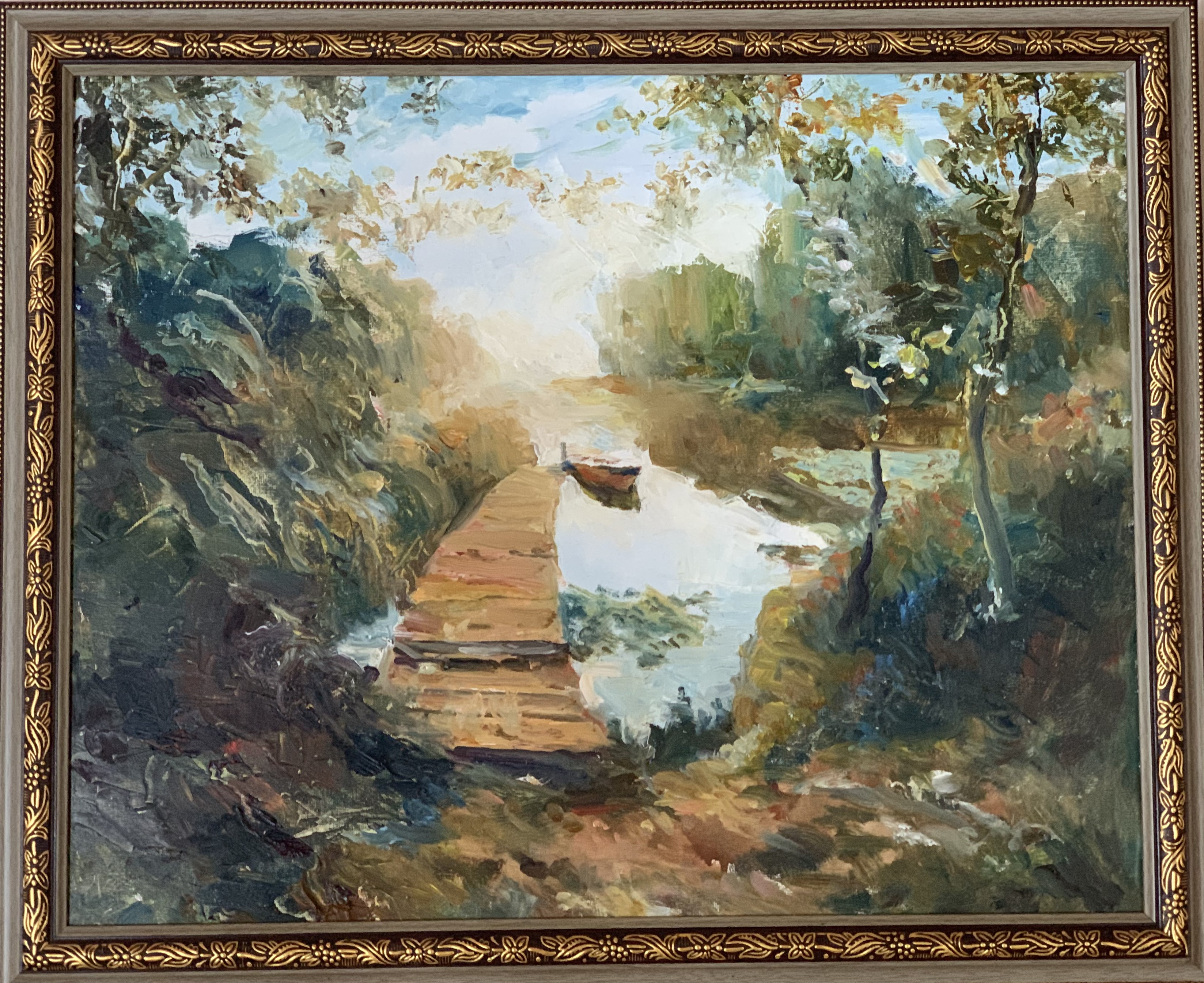
Пейзаж с причалом, 2016
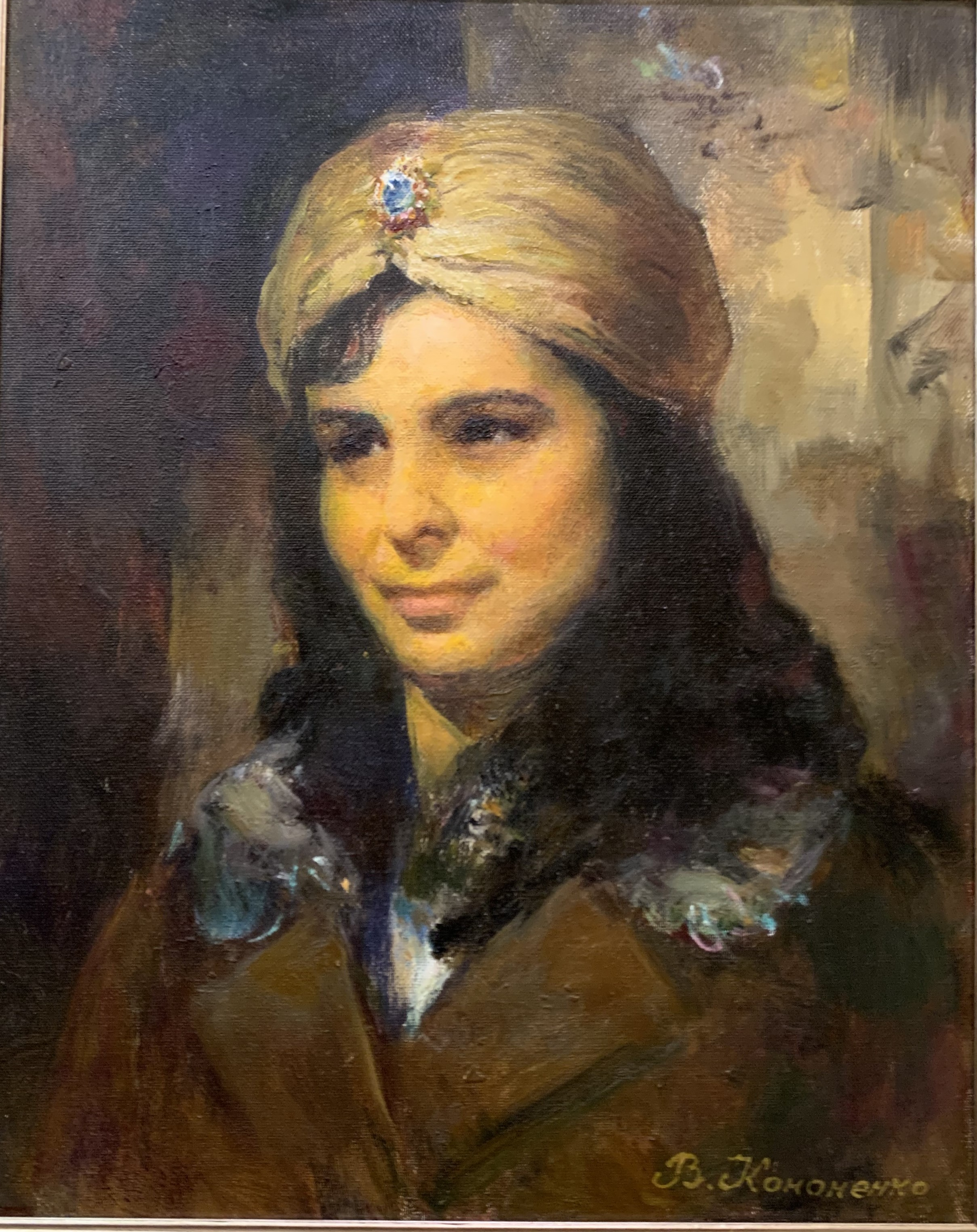
Нилочка, 2017
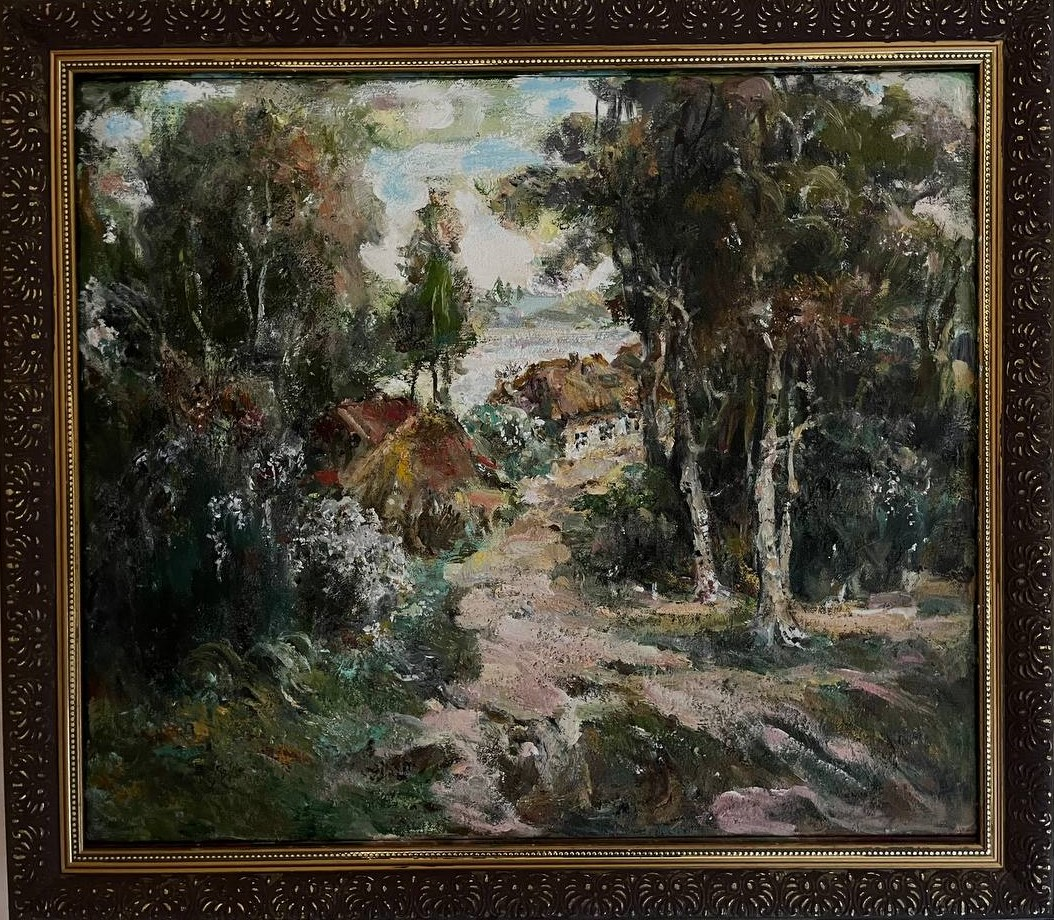
Деревня, 2017
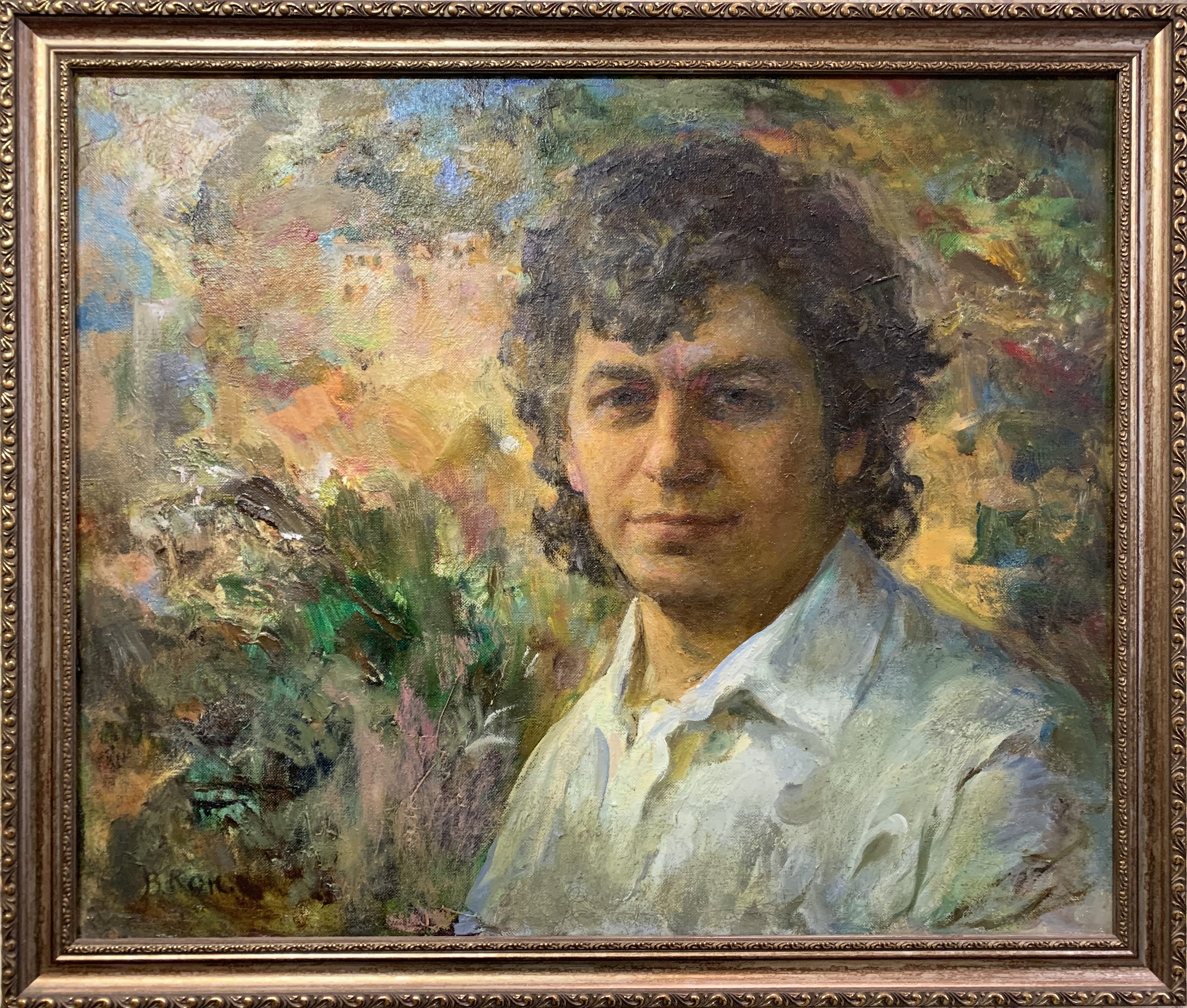
Автопортрет, 2018
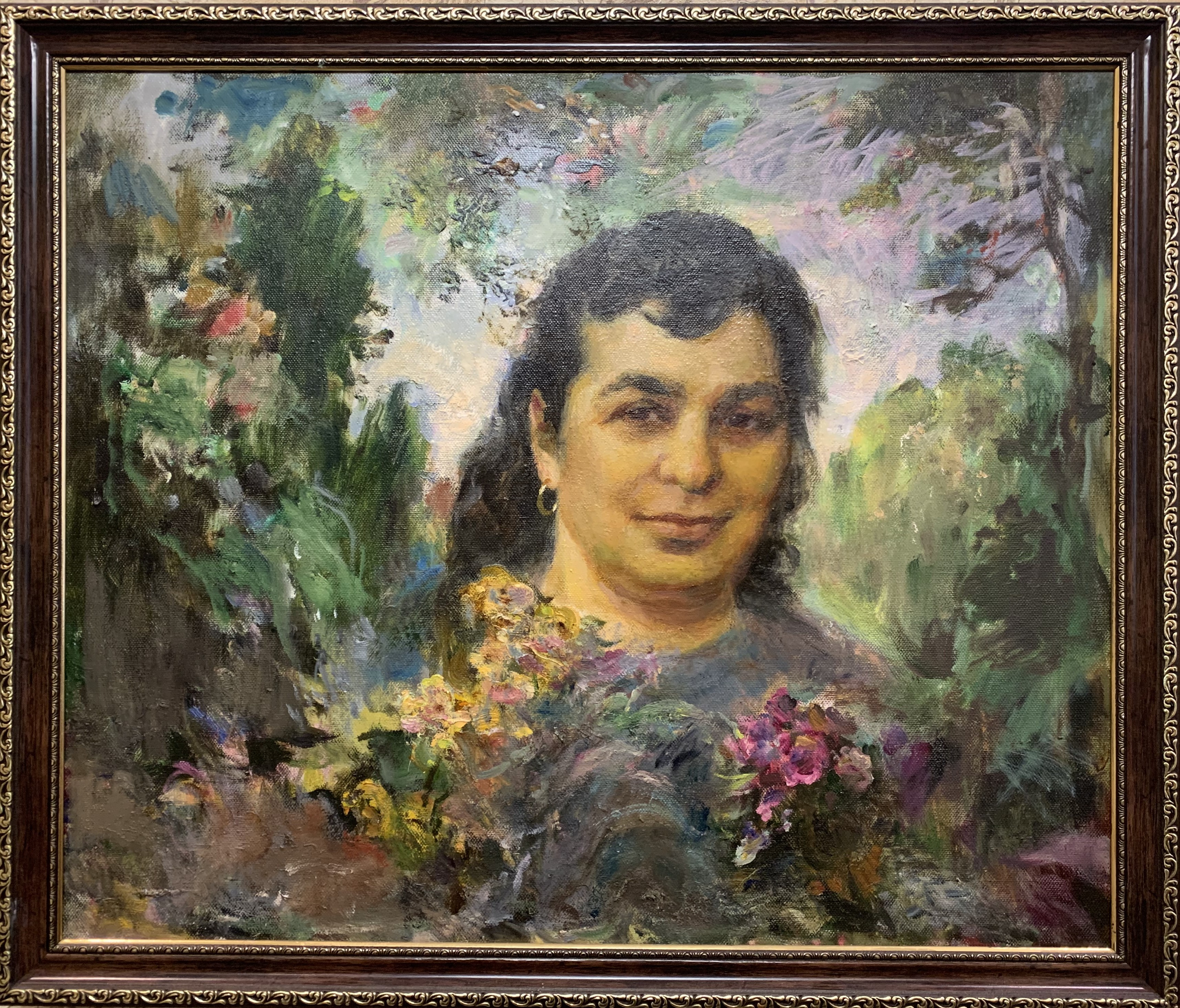
Портрет жены, 2018
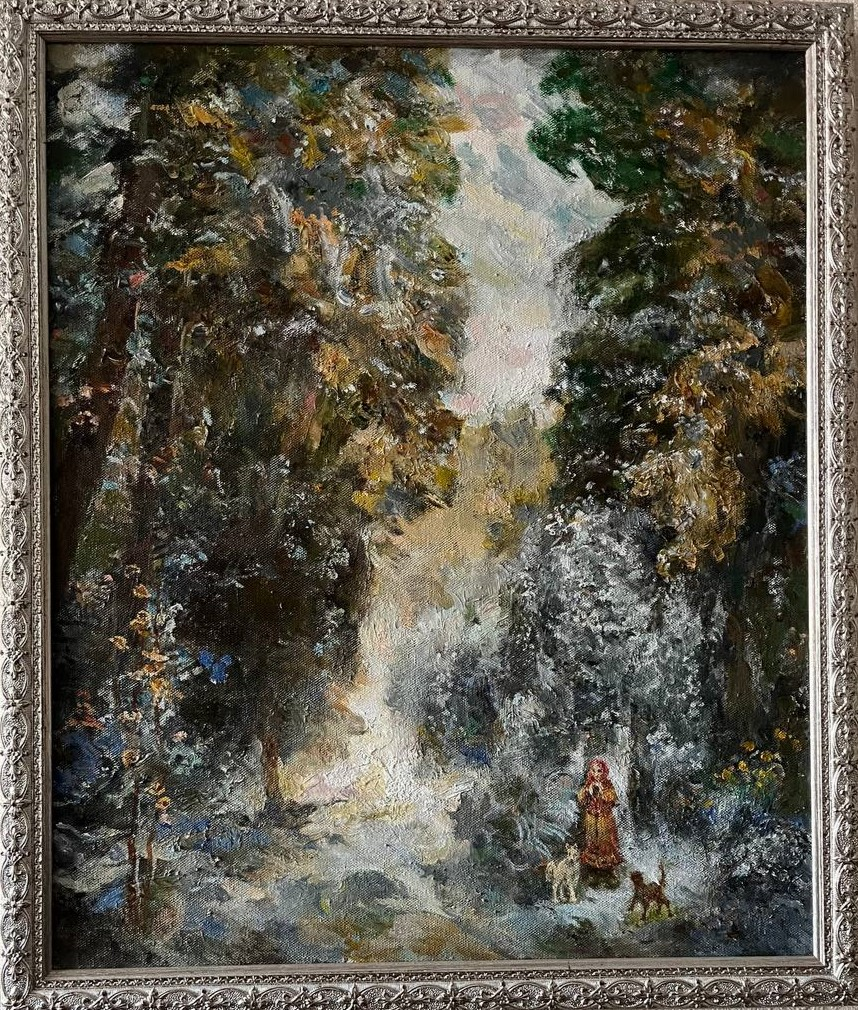
Зима в Буковеле, 2019
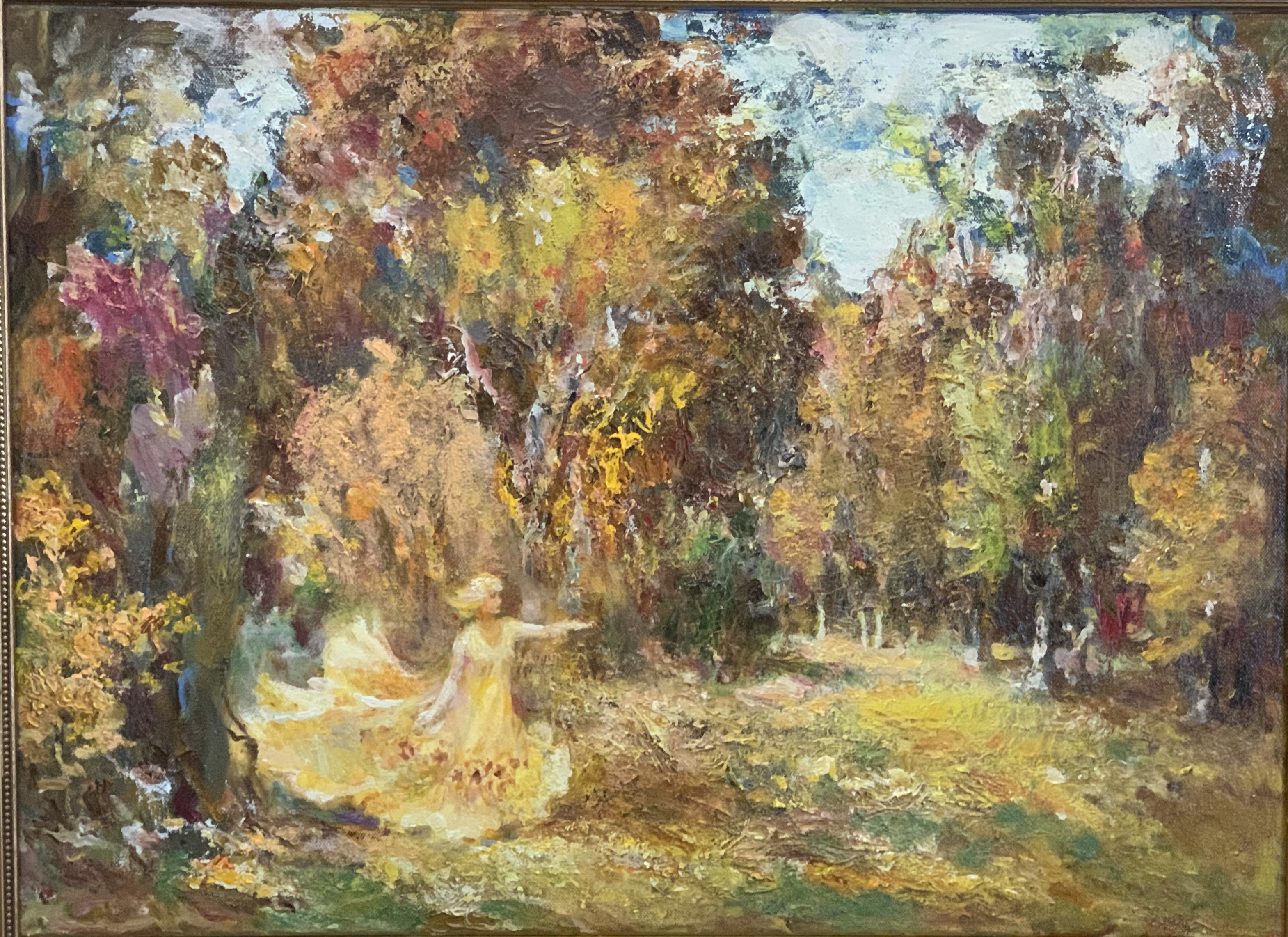
Осенняя фея, 2019
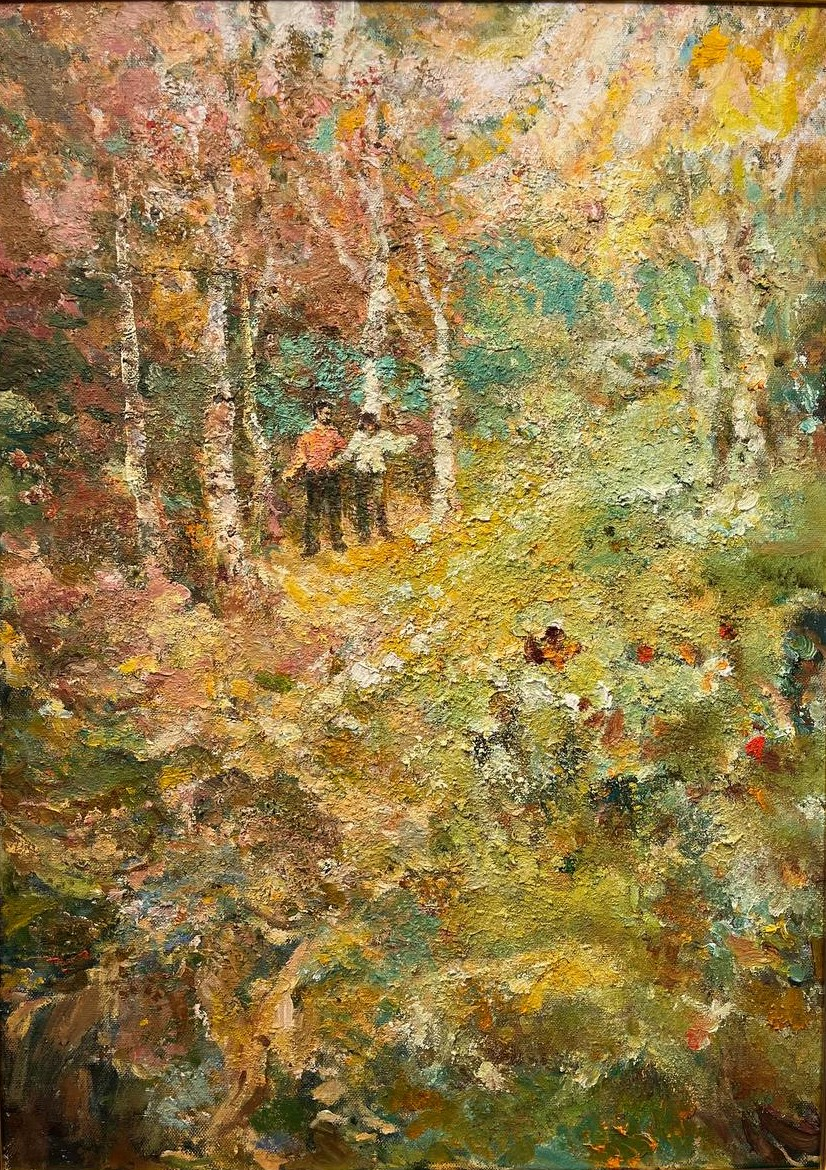
Осенняя прогулка, 2019
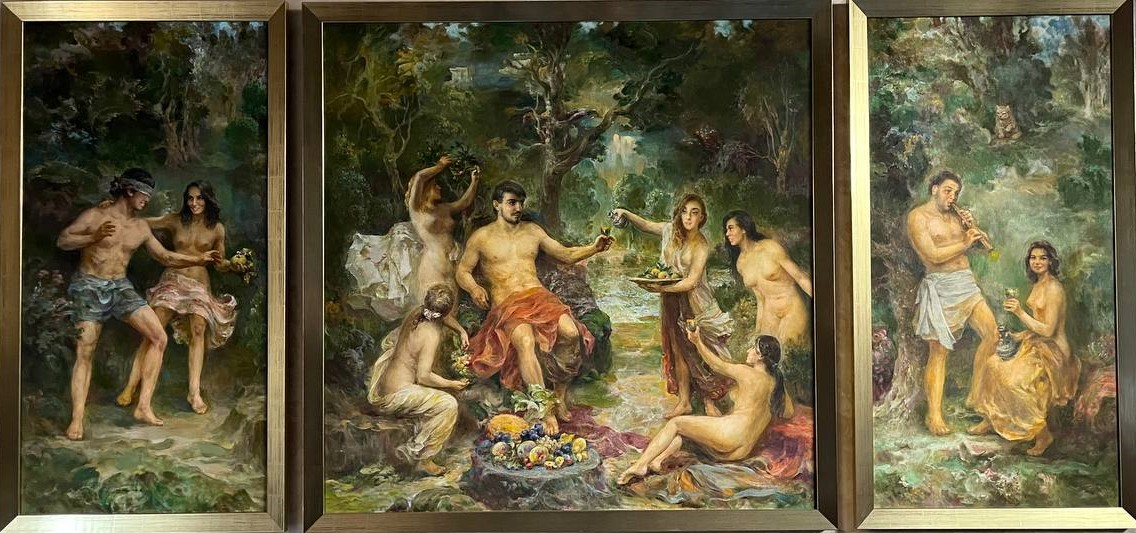
Молодость, 2020
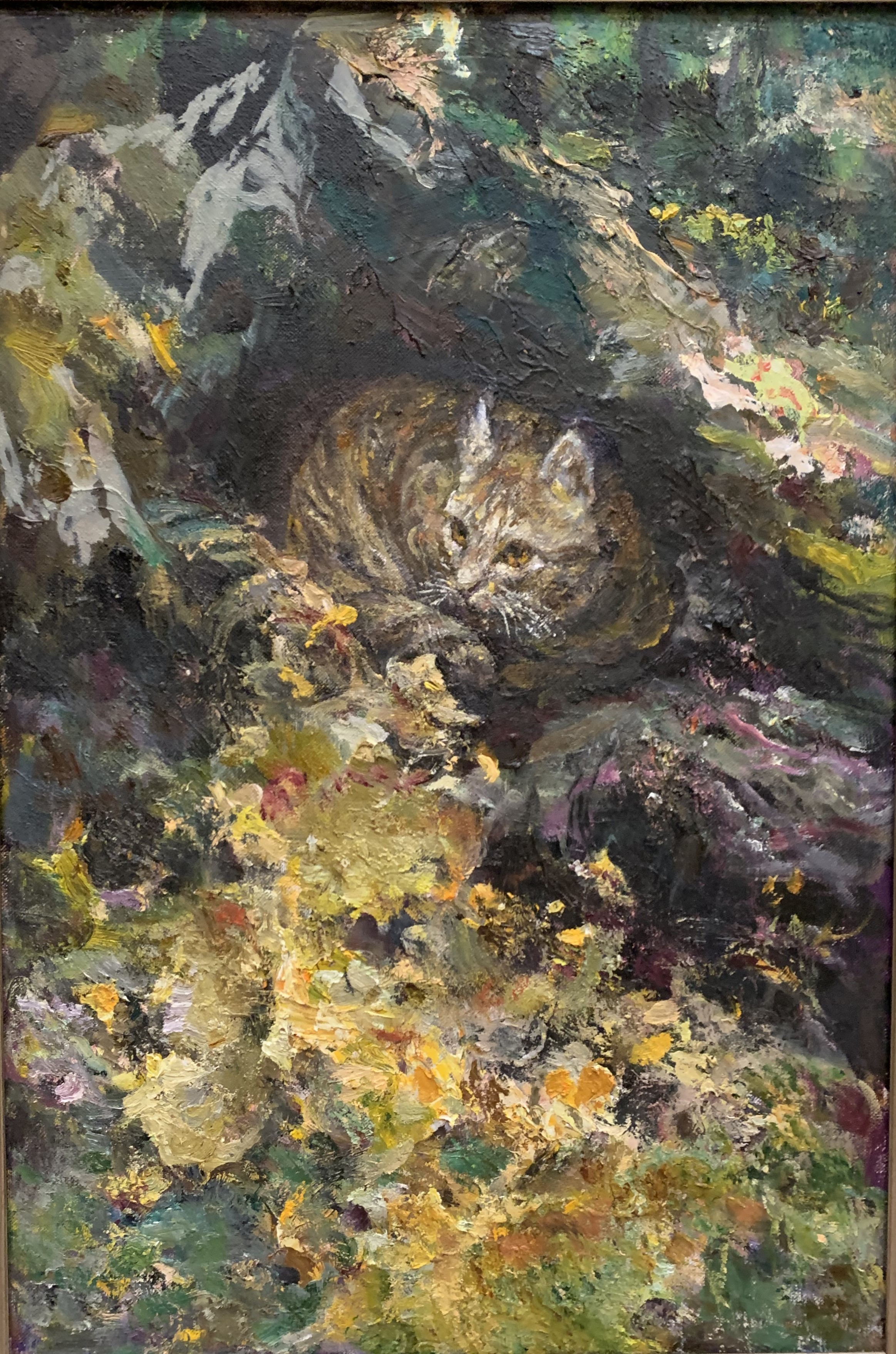
Лиза, 2020
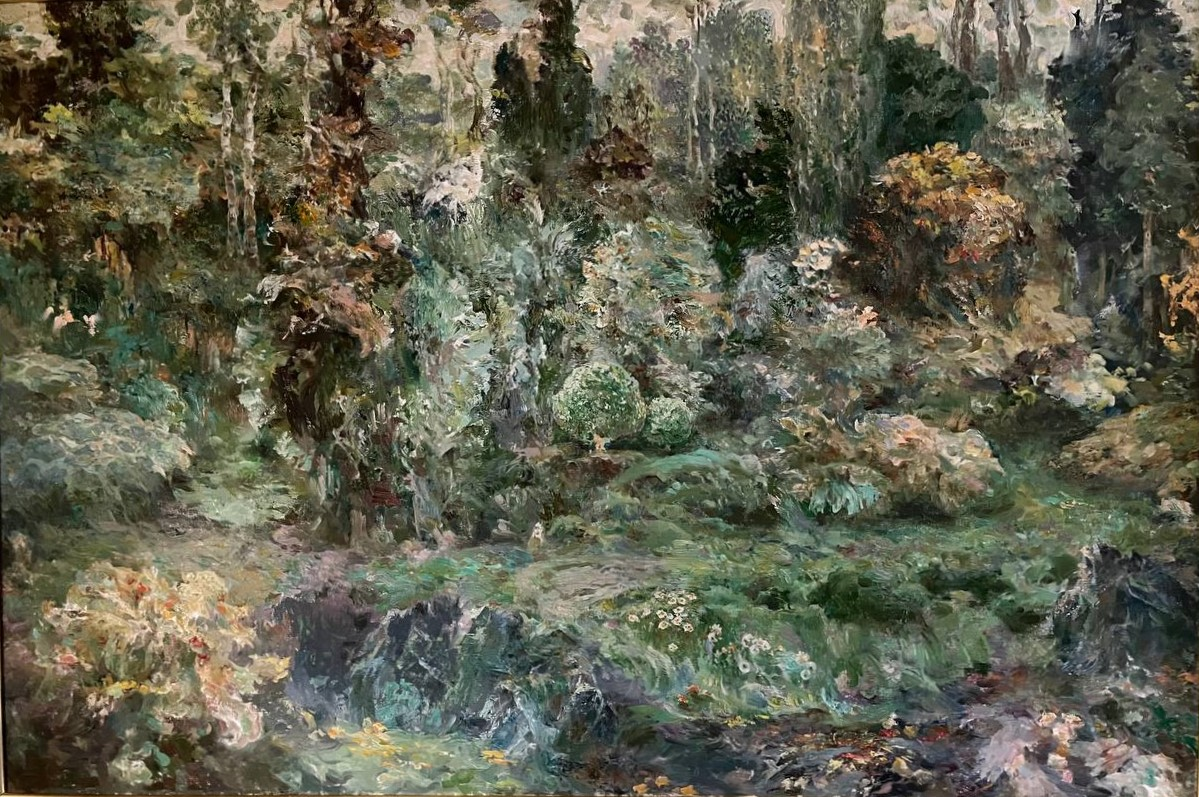
Лето, 2021
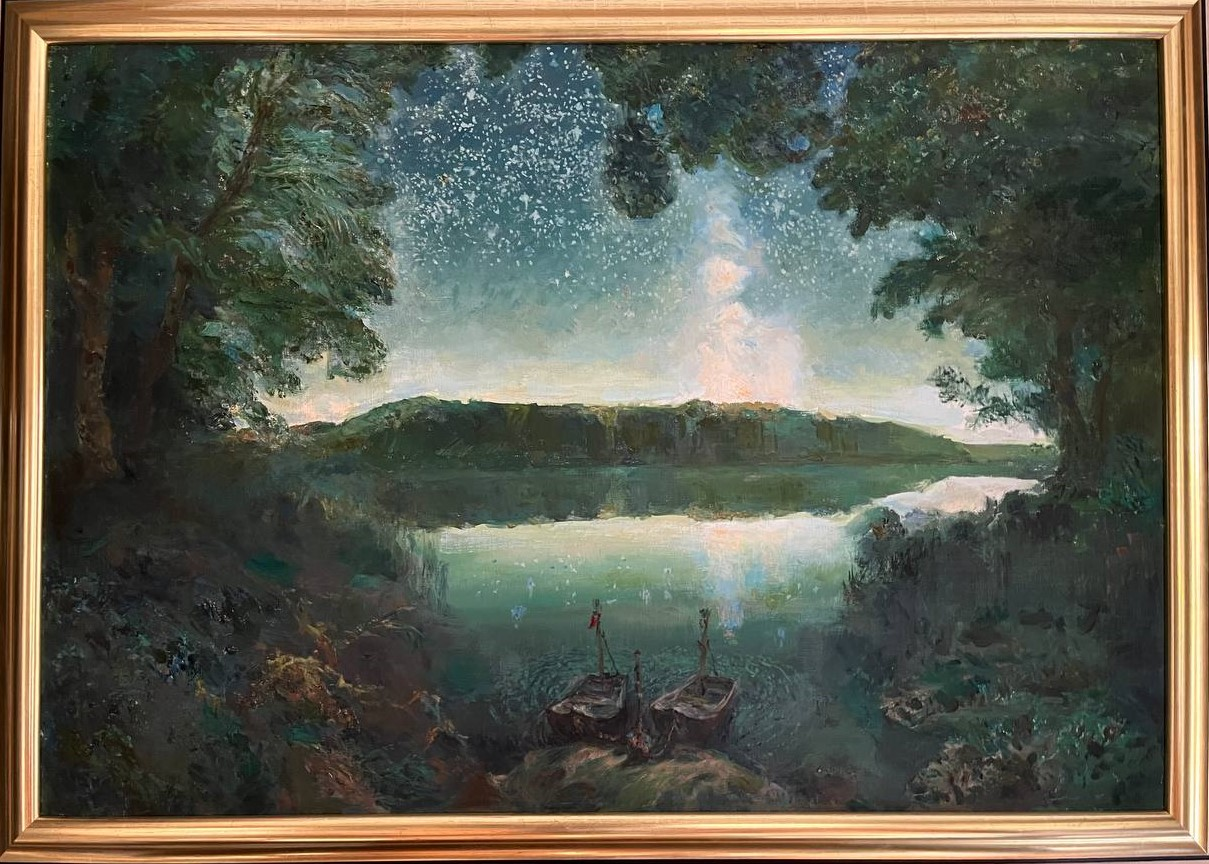
Перед рассветом, 2021